# Оръдие на Алехин
Тази статия използва алгебрична нотация за описване на шахматните ходове.
Оръдие на Алехин (на руски: Пушка Алехина, на английски: Alekhine's gun) е позиция в шахмата, при която двата топа се поставят един зад друг, а царицата се премества на полето зад тях. Позицията е кръстена на бившия световен шампион по шахмат Александър Алехин и получава името си от партия, която руският гросмайстор изиграва срещу Арон Нимцович в Санремо през 1930 г., завършила с победа за Алехин (диаграма 1).
|   | a | b | c | d | e | f | g | h |   |
| 8 | черен топ на черно поле b8 · черен цар на черно поле f8 · черна пешка на черно поле a7 · черен топ на черно поле c7 · черна дама на бяло поле d7 · черен кон на черно поле e7 · черна пешка на черно поле g7 · бяла пешка на бяло поле a6 · черна пешка на черно поле b6 · черен кон на бяло поле c6 · черна пешка на бяло поле e6 · черна пешка на черно поле h6 · бял офицер на бяло поле b5 · черна пешка на бяло поле d5 · бяла пешка на черно поле e5 · черна пешка на бяло поле f5 · бяла пешка на черно поле b4 · бяла пешка на черно поле d4 · бяла пешка на черно поле f4 · бял топ на черно поле c3 · бял кон на бяло поле f3 · бял топ на бяло поле c2 · бяла пешка на бяло поле g2 · бяла пешка на черно поле h2 · бяла дама на черно поле c1 · бял цар на черно поле g1 | черен топ на черно поле b8 · черен цар на черно поле f8 · черна пешка на черно поле a7 · черен топ на черно поле c7 · черна дама на бяло поле d7 · черен кон на черно поле e7 · черна пешка на черно поле g7 · бяла пешка на бяло поле a6 · черна пешка на черно поле b6 · черен кон на бяло поле c6 · черна пешка на бяло поле e6 · черна пешка на черно поле h6 · бял офицер на бяло поле b5 · черна пешка на бяло поле d5 · бяла пешка на черно поле e5 · черна пешка на бяло поле f5 · бяла пешка на черно поле b4 · бяла пешка на черно поле d4 · бяла пешка на черно поле f4 · бял топ на черно поле c3 · бял кон на бяло поле f3 · бял топ на бяло поле c2 · бяла пешка на бяло поле g2 · бяла пешка на черно поле h2 · бяла дама на черно поле c1 · бял цар на черно поле g1 | черен топ на черно поле b8 · черен цар на черно поле f8 · черна пешка на черно поле a7 · черен топ на черно поле c7 · черна дама на бяло поле d7 · черен кон на черно поле e7 · черна пешка на черно поле g7 · бяла пешка на бяло поле a6 · черна пешка на черно поле b6 · черен кон на бяло поле c6 · черна пешка на бяло поле e6 · черна пешка на черно поле h6 · бял офицер на бяло поле b5 · черна пешка на бяло поле d5 · бяла пешка на черно поле e5 · черна пешка на бяло поле f5 · бяла пешка на черно поле b4 · бяла пешка на черно поле d4 · бяла пешка на черно поле f4 · бял топ на черно поле c3 · бял кон на бяло поле f3 · бял топ на бяло поле c2 · бяла пешка на бяло поле g2 · бяла пешка на черно поле h2 · бяла дама на черно поле c1 · бял цар на черно поле g1 | черен топ на черно поле b8 · черен цар на черно поле f8 · черна пешка на черно поле a7 · черен топ на черно поле c7 · черна дама на бяло поле d7 · черен кон на черно поле e7 · черна пешка на черно поле g7 · бяла пешка на бяло поле a6 · черна пешка на черно поле b6 · черен кон на бяло поле c6 · черна пешка на бяло поле e6 · черна пешка на черно поле h6 · бял офицер на бяло поле b5 · черна пешка на бяло поле d5 · бяла пешка на черно поле e5 · черна пешка на бяло поле f5 · бяла пешка на черно поле b4 · бяла пешка на черно поле d4 · бяла пешка на черно поле f4 · бял топ на черно поле c3 · бял кон на бяло поле f3 · бял топ на бяло поле c2 · бяла пешка на бяло поле g2 · бяла пешка на черно поле h2 · бяла дама на черно поле c1 · бял цар на черно поле g1 | черен топ на черно поле b8 · черен цар на черно поле f8 · черна пешка на черно поле a7 · черен топ на черно поле c7 · черна дама на бяло поле d7 · черен кон на черно поле e7 · черна пешка на черно поле g7 · бяла пешка на бяло поле a6 · черна пешка на черно поле b6 · черен кон на бяло поле c6 · черна пешка на бяло поле e6 · черна пешка на черно поле h6 · бял офицер на бяло поле b5 · черна пешка на бяло поле d5 · бяла пешка на черно поле e5 · черна пешка на бяло поле f5 · бяла пешка на черно поле b4 · бяла пешка на черно поле d4 · бяла пешка на черно поле f4 · бял топ на черно поле c3 · бял кон на бяло поле f3 · бял топ на бяло поле c2 · бяла пешка на бяло поле g2 · бяла пешка на черно поле h2 · бяла дама на черно поле c1 · бял цар на черно поле g1 | черен топ на черно поле b8 · черен цар на черно поле f8 · черна пешка на черно поле a7 · черен топ на черно поле c7 · черна дама на бяло поле d7 · черен кон на черно поле e7 · черна пешка на черно поле g7 · бяла пешка на бяло поле a6 · черна пешка на черно поле b6 · черен кон на бяло поле c6 · черна пешка на бяло поле e6 · черна пешка на черно поле h6 · бял офицер на бяло поле b5 · черна пешка на бяло поле d5 · бяла пешка на черно поле e5 · черна пешка на бяло поле f5 · бяла пешка на черно поле b4 · бяла пешка на черно поле d4 · бяла пешка на черно поле f4 · бял топ на черно поле c3 · бял кон на бяло поле f3 · бял топ на бяло поле c2 · бяла пешка на бяло поле g2 · бяла пешка на черно поле h2 · бяла дама на черно поле c1 · бял цар на черно поле g1 | черен топ на черно поле b8 · черен цар на черно поле f8 · черна пешка на черно поле a7 · черен топ на черно поле c7 · черна дама на бяло поле d7 · черен кон на черно поле e7 · черна пешка на черно поле g7 · бяла пешка на бяло поле a6 · черна пешка на черно поле b6 · черен кон на бяло поле c6 · черна пешка на бяло поле e6 · черна пешка на черно поле h6 · бял офицер на бяло поле b5 · черна пешка на бяло поле d5 · бяла пешка на черно поле e5 · черна пешка на бяло поле f5 · бяла пешка на черно поле b4 · бяла пешка на черно поле d4 · бяла пешка на черно поле f4 · бял топ на черно поле c3 · бял кон на бяло поле f3 · бял топ на бяло поле c2 · бяла пешка на бяло поле g2 · бяла пешка на черно поле h2 · бяла дама на черно поле c1 · бял цар на черно поле g1 | черен топ на черно поле b8 · черен цар на черно поле f8 · черна пешка на черно поле a7 · черен топ на черно поле c7 · черна дама на бяло поле d7 · черен кон на черно поле e7 · черна пешка на черно поле g7 · бяла пешка на бяло поле a6 · черна пешка на черно поле b6 · черен кон на бяло поле c6 · черна пешка на бяло поле e6 · черна пешка на черно поле h6 · бял офицер на бяло поле b5 · черна пешка на бяло поле d5 · бяла пешка на черно поле e5 · черна пешка на бяло поле f5 · бяла пешка на черно поле b4 · бяла пешка на черно поле d4 · бяла пешка на черно поле f4 · бял топ на черно поле c3 · бял кон на бяло поле f3 · бял топ на бяло поле c2 · бяла пешка на бяло поле g2 · бяла пешка на черно поле h2 · бяла дама на черно поле c1 · бял цар на черно поле g1 | 8 |
| 7 | черен топ на черно поле b8 · черен цар на черно поле f8 · черна пешка на черно поле a7 · черен топ на черно поле c7 · черна дама на бяло поле d7 · черен кон на черно поле e7 · черна пешка на черно поле g7 · бяла пешка на бяло поле a6 · черна пешка на черно поле b6 · черен кон на бяло поле c6 · черна пешка на бяло поле e6 · черна пешка на черно поле h6 · бял офицер на бяло поле b5 · черна пешка на бяло поле d5 · бяла пешка на черно поле e5 · черна пешка на бяло поле f5 · бяла пешка на черно поле b4 · бяла пешка на черно поле d4 · бяла пешка на черно поле f4 · бял топ на черно поле c3 · бял кон на бяло поле f3 · бял топ на бяло поле c2 · бяла пешка на бяло поле g2 · бяла пешка на черно поле h2 · бяла дама на черно поле c1 · бял цар на черно поле g1 | черен топ на черно поле b8 · черен цар на черно поле f8 · черна пешка на черно поле a7 · черен топ на черно поле c7 · черна дама на бяло поле d7 · черен кон на черно поле e7 · черна пешка на черно поле g7 · бяла пешка на бяло поле a6 · черна пешка на черно поле b6 · черен кон на бяло поле c6 · черна пешка на бяло поле e6 · черна пешка на черно поле h6 · бял офицер на бяло поле b5 · черна пешка на бяло поле d5 · бяла пешка на черно поле e5 · черна пешка на бяло поле f5 · бяла пешка на черно поле b4 · бяла пешка на черно поле d4 · бяла пешка на черно поле f4 · бял топ на черно поле c3 · бял кон на бяло поле f3 · бял топ на бяло поле c2 · бяла пешка на бяло поле g2 · бяла пешка на черно поле h2 · бяла дама на черно поле c1 · бял цар на черно поле g1 | черен топ на черно поле b8 · черен цар на черно поле f8 · черна пешка на черно поле a7 · черен топ на черно поле c7 · черна дама на бяло поле d7 · черен кон на черно поле e7 · черна пешка на черно поле g7 · бяла пешка на бяло поле a6 · черна пешка на черно поле b6 · черен кон на бяло поле c6 · черна пешка на бяло поле e6 · черна пешка на черно поле h6 · бял офицер на бяло поле b5 · черна пешка на бяло поле d5 · бяла пешка на черно поле e5 · черна пешка на бяло поле f5 · бяла пешка на черно поле b4 · бяла пешка на черно поле d4 · бяла пешка на черно поле f4 · бял топ на черно поле c3 · бял кон на бяло поле f3 · бял топ на бяло поле c2 · бяла пешка на бяло поле g2 · бяла пешка на черно поле h2 · бяла дама на черно поле c1 · бял цар на черно поле g1 | черен топ на черно поле b8 · черен цар на черно поле f8 · черна пешка на черно поле a7 · черен топ на черно поле c7 · черна дама на бяло поле d7 · черен кон на черно поле e7 · черна пешка на черно поле g7 · бяла пешка на бяло поле a6 · черна пешка на черно поле b6 · черен кон на бяло поле c6 · черна пешка на бяло поле e6 · черна пешка на черно поле h6 · бял офицер на бяло поле b5 · черна пешка на бяло поле d5 · бяла пешка на черно поле e5 · черна пешка на бяло поле f5 · бяла пешка на черно поле b4 · бяла пешка на черно поле d4 · бяла пешка на черно поле f4 · бял топ на черно поле c3 · бял кон на бяло поле f3 · бял топ на бяло поле c2 · бяла пешка на бяло поле g2 · бяла пешка на черно поле h2 · бяла дама на черно поле c1 · бял цар на черно поле g1 | черен топ на черно поле b8 · черен цар на черно поле f8 · черна пешка на черно поле a7 · черен топ на черно поле c7 · черна дама на бяло поле d7 · черен кон на черно поле e7 · черна пешка на черно поле g7 · бяла пешка на бяло поле a6 · черна пешка на черно поле b6 · черен кон на бяло поле c6 · черна пешка на бяло поле e6 · черна пешка на черно поле h6 · бял офицер на бяло поле b5 · черна пешка на бяло поле d5 · бяла пешка на черно поле e5 · черна пешка на бяло поле f5 · бяла пешка на черно поле b4 · бяла пешка на черно поле d4 · бяла пешка на черно поле f4 · бял топ на черно поле c3 · бял кон на бяло поле f3 · бял топ на бяло поле c2 · бяла пешка на бяло поле g2 · бяла пешка на черно поле h2 · бяла дама на черно поле c1 · бял цар на черно поле g1 | черен топ на черно поле b8 · черен цар на черно поле f8 · черна пешка на черно поле a7 · черен топ на черно поле c7 · черна дама на бяло поле d7 · черен кон на черно поле e7 · черна пешка на черно поле g7 · бяла пешка на бяло поле a6 · черна пешка на черно поле b6 · черен кон на бяло поле c6 · черна пешка на бяло поле e6 · черна пешка на черно поле h6 · бял офицер на бяло поле b5 · черна пешка на бяло поле d5 · бяла пешка на черно поле e5 · черна пешка на бяло поле f5 · бяла пешка на черно поле b4 · бяла пешка на черно поле d4 · бяла пешка на черно поле f4 · бял топ на черно поле c3 · бял кон на бяло поле f3 · бял топ на бяло поле c2 · бяла пешка на бяло поле g2 · бяла пешка на черно поле h2 · бяла дама на черно поле c1 · бял цар на черно поле g1 | черен топ на черно поле b8 · черен цар на черно поле f8 · черна пешка на черно поле a7 · черен топ на черно поле c7 · черна дама на бяло поле d7 · черен кон на черно поле e7 · черна пешка на черно поле g7 · бяла пешка на бяло поле a6 · черна пешка на черно поле b6 · черен кон на бяло поле c6 · черна пешка на бяло поле e6 · черна пешка на черно поле h6 · бял офицер на бяло поле b5 · черна пешка на бяло поле d5 · бяла пешка на черно поле e5 · черна пешка на бяло поле f5 · бяла пешка на черно поле b4 · бяла пешка на черно поле d4 · бяла пешка на черно поле f4 · бял топ на черно поле c3 · бял кон на бяло поле f3 · бял топ на бяло поле c2 · бяла пешка на бяло поле g2 · бяла пешка на черно поле h2 · бяла дама на черно поле c1 · бял цар на черно поле g1 | черен топ на черно поле b8 · черен цар на черно поле f8 · черна пешка на черно поле a7 · черен топ на черно поле c7 · черна дама на бяло поле d7 · черен кон на черно поле e7 · черна пешка на черно поле g7 · бяла пешка на бяло поле a6 · черна пешка на черно поле b6 · черен кон на бяло поле c6 · черна пешка на бяло поле e6 · черна пешка на черно поле h6 · бял офицер на бяло поле b5 · черна пешка на бяло поле d5 · бяла пешка на черно поле e5 · черна пешка на бяло поле f5 · бяла пешка на черно поле b4 · бяла пешка на черно поле d4 · бяла пешка на черно поле f4 · бял топ на черно поле c3 · бял кон на бяло поле f3 · бял топ на бяло поле c2 · бяла пешка на бяло поле g2 · бяла пешка на черно поле h2 · бяла дама на черно поле c1 · бял цар на черно поле g1 | 7 |
| 6 | черен топ на черно поле b8 · черен цар на черно поле f8 · черна пешка на черно поле a7 · черен топ на черно поле c7 · черна дама на бяло поле d7 · черен кон на черно поле e7 · черна пешка на черно поле g7 · бяла пешка на бяло поле a6 · черна пешка на черно поле b6 · черен кон на бяло поле c6 · черна пешка на бяло поле e6 · черна пешка на черно поле h6 · бял офицер на бяло поле b5 · черна пешка на бяло поле d5 · бяла пешка на черно поле e5 · черна пешка на бяло поле f5 · бяла пешка на черно поле b4 · бяла пешка на черно поле d4 · бяла пешка на черно поле f4 · бял топ на черно поле c3 · бял кон на бяло поле f3 · бял топ на бяло поле c2 · бяла пешка на бяло поле g2 · бяла пешка на черно поле h2 · бяла дама на черно поле c1 · бял цар на черно поле g1 | черен топ на черно поле b8 · черен цар на черно поле f8 · черна пешка на черно поле a7 · черен топ на черно поле c7 · черна дама на бяло поле d7 · черен кон на черно поле e7 · черна пешка на черно поле g7 · бяла пешка на бяло поле a6 · черна пешка на черно поле b6 · черен кон на бяло поле c6 · черна пешка на бяло поле e6 · черна пешка на черно поле h6 · бял офицер на бяло поле b5 · черна пешка на бяло поле d5 · бяла пешка на черно поле e5 · черна пешка на бяло поле f5 · бяла пешка на черно поле b4 · бяла пешка на черно поле d4 · бяла пешка на черно поле f4 · бял топ на черно поле c3 · бял кон на бяло поле f3 · бял топ на бяло поле c2 · бяла пешка на бяло поле g2 · бяла пешка на черно поле h2 · бяла дама на черно поле c1 · бял цар на черно поле g1 | черен топ на черно поле b8 · черен цар на черно поле f8 · черна пешка на черно поле a7 · черен топ на черно поле c7 · черна дама на бяло поле d7 · черен кон на черно поле e7 · черна пешка на черно поле g7 · бяла пешка на бяло поле a6 · черна пешка на черно поле b6 · черен кон на бяло поле c6 · черна пешка на бяло поле e6 · черна пешка на черно поле h6 · бял офицер на бяло поле b5 · черна пешка на бяло поле d5 · бяла пешка на черно поле e5 · черна пешка на бяло поле f5 · бяла пешка на черно поле b4 · бяла пешка на черно поле d4 · бяла пешка на черно поле f4 · бял топ на черно поле c3 · бял кон на бяло поле f3 · бял топ на бяло поле c2 · бяла пешка на бяло поле g2 · бяла пешка на черно поле h2 · бяла дама на черно поле c1 · бял цар на черно поле g1 | черен топ на черно поле b8 · черен цар на черно поле f8 · черна пешка на черно поле a7 · черен топ на черно поле c7 · черна дама на бяло поле d7 · черен кон на черно поле e7 · черна пешка на черно поле g7 · бяла пешка на бяло поле a6 · черна пешка на черно поле b6 · черен кон на бяло поле c6 · черна пешка на бяло поле e6 · черна пешка на черно поле h6 · бял офицер на бяло поле b5 · черна пешка на бяло поле d5 · бяла пешка на черно поле e5 · черна пешка на бяло поле f5 · бяла пешка на черно поле b4 · бяла пешка на черно поле d4 · бяла пешка на черно поле f4 · бял топ на черно поле c3 · бял кон на бяло поле f3 · бял топ на бяло поле c2 · бяла пешка на бяло поле g2 · бяла пешка на черно поле h2 · бяла дама на черно поле c1 · бял цар на черно поле g1 | черен топ на черно поле b8 · черен цар на черно поле f8 · черна пешка на черно поле a7 · черен топ на черно поле c7 · черна дама на бяло поле d7 · черен кон на черно поле e7 · черна пешка на черно поле g7 · бяла пешка на бяло поле a6 · черна пешка на черно поле b6 · черен кон на бяло поле c6 · черна пешка на бяло поле e6 · черна пешка на черно поле h6 · бял офицер на бяло поле b5 · черна пешка на бяло поле d5 · бяла пешка на черно поле e5 · черна пешка на бяло поле f5 · бяла пешка на черно поле b4 · бяла пешка на черно поле d4 · бяла пешка на черно поле f4 · бял топ на черно поле c3 · бял кон на бяло поле f3 · бял топ на бяло поле c2 · бяла пешка на бяло поле g2 · бяла пешка на черно поле h2 · бяла дама на черно поле c1 · бял цар на черно поле g1 | черен топ на черно поле b8 · черен цар на черно поле f8 · черна пешка на черно поле a7 · черен топ на черно поле c7 · черна дама на бяло поле d7 · черен кон на черно поле e7 · черна пешка на черно поле g7 · бяла пешка на бяло поле a6 · черна пешка на черно поле b6 · черен кон на бяло поле c6 · черна пешка на бяло поле e6 · черна пешка на черно поле h6 · бял офицер на бяло поле b5 · черна пешка на бяло поле d5 · бяла пешка на черно поле e5 · черна пешка на бяло поле f5 · бяла пешка на черно поле b4 · бяла пешка на черно поле d4 · бяла пешка на черно поле f4 · бял топ на черно поле c3 · бял кон на бяло поле f3 · бял топ на бяло поле c2 · бяла пешка на бяло поле g2 · бяла пешка на черно поле h2 · бяла дама на черно поле c1 · бял цар на черно поле g1 | черен топ на черно поле b8 · черен цар на черно поле f8 · черна пешка на черно поле a7 · черен топ на черно поле c7 · черна дама на бяло поле d7 · черен кон на черно поле e7 · черна пешка на черно поле g7 · бяла пешка на бяло поле a6 · черна пешка на черно поле b6 · черен кон на бяло поле c6 · черна пешка на бяло поле e6 · черна пешка на черно поле h6 · бял офицер на бяло поле b5 · черна пешка на бяло поле d5 · бяла пешка на черно поле e5 · черна пешка на бяло поле f5 · бяла пешка на черно поле b4 · бяла пешка на черно поле d4 · бяла пешка на черно поле f4 · бял топ на черно поле c3 · бял кон на бяло поле f3 · бял топ на бяло поле c2 · бяла пешка на бяло поле g2 · бяла пешка на черно поле h2 · бяла дама на черно поле c1 · бял цар на черно поле g1 | черен топ на черно поле b8 · черен цар на черно поле f8 · черна пешка на черно поле a7 · черен топ на черно поле c7 · черна дама на бяло поле d7 · черен кон на черно поле e7 · черна пешка на черно поле g7 · бяла пешка на бяло поле a6 · черна пешка на черно поле b6 · черен кон на бяло поле c6 · черна пешка на бяло поле e6 · черна пешка на черно поле h6 · бял офицер на бяло поле b5 · черна пешка на бяло поле d5 · бяла пешка на черно поле e5 · черна пешка на бяло поле f5 · бяла пешка на черно поле b4 · бяла пешка на черно поле d4 · бяла пешка на черно поле f4 · бял топ на черно поле c3 · бял кон на бяло поле f3 · бял топ на бяло поле c2 · бяла пешка на бяло поле g2 · бяла пешка на черно поле h2 · бяла дама на черно поле c1 · бял цар на черно поле g1 | 6 |
| 5 | черен топ на черно поле b8 · черен цар на черно поле f8 · черна пешка на черно поле a7 · черен топ на черно поле c7 · черна дама на бяло поле d7 · черен кон на черно поле e7 · черна пешка на черно поле g7 · бяла пешка на бяло поле a6 · черна пешка на черно поле b6 · черен кон на бяло поле c6 · черна пешка на бяло поле e6 · черна пешка на черно поле h6 · бял офицер на бяло поле b5 · черна пешка на бяло поле d5 · бяла пешка на черно поле e5 · черна пешка на бяло поле f5 · бяла пешка на черно поле b4 · бяла пешка на черно поле d4 · бяла пешка на черно поле f4 · бял топ на черно поле c3 · бял кон на бяло поле f3 · бял топ на бяло поле c2 · бяла пешка на бяло поле g2 · бяла пешка на черно поле h2 · бяла дама на черно поле c1 · бял цар на черно поле g1 | черен топ на черно поле b8 · черен цар на черно поле f8 · черна пешка на черно поле a7 · черен топ на черно поле c7 · черна дама на бяло поле d7 · черен кон на черно поле e7 · черна пешка на черно поле g7 · бяла пешка на бяло поле a6 · черна пешка на черно поле b6 · черен кон на бяло поле c6 · черна пешка на бяло поле e6 · черна пешка на черно поле h6 · бял офицер на бяло поле b5 · черна пешка на бяло поле d5 · бяла пешка на черно поле e5 · черна пешка на бяло поле f5 · бяла пешка на черно поле b4 · бяла пешка на черно поле d4 · бяла пешка на черно поле f4 · бял топ на черно поле c3 · бял кон на бяло поле f3 · бял топ на бяло поле c2 · бяла пешка на бяло поле g2 · бяла пешка на черно поле h2 · бяла дама на черно поле c1 · бял цар на черно поле g1 | черен топ на черно поле b8 · черен цар на черно поле f8 · черна пешка на черно поле a7 · черен топ на черно поле c7 · черна дама на бяло поле d7 · черен кон на черно поле e7 · черна пешка на черно поле g7 · бяла пешка на бяло поле a6 · черна пешка на черно поле b6 · черен кон на бяло поле c6 · черна пешка на бяло поле e6 · черна пешка на черно поле h6 · бял офицер на бяло поле b5 · черна пешка на бяло поле d5 · бяла пешка на черно поле e5 · черна пешка на бяло поле f5 · бяла пешка на черно поле b4 · бяла пешка на черно поле d4 · бяла пешка на черно поле f4 · бял топ на черно поле c3 · бял кон на бяло поле f3 · бял топ на бяло поле c2 · бяла пешка на бяло поле g2 · бяла пешка на черно поле h2 · бяла дама на черно поле c1 · бял цар на черно поле g1 | черен топ на черно поле b8 · черен цар на черно поле f8 · черна пешка на черно поле a7 · черен топ на черно поле c7 · черна дама на бяло поле d7 · черен кон на черно поле e7 · черна пешка на черно поле g7 · бяла пешка на бяло поле a6 · черна пешка на черно поле b6 · черен кон на бяло поле c6 · черна пешка на бяло поле e6 · черна пешка на черно поле h6 · бял офицер на бяло поле b5 · черна пешка на бяло поле d5 · бяла пешка на черно поле e5 · черна пешка на бяло поле f5 · бяла пешка на черно поле b4 · бяла пешка на черно поле d4 · бяла пешка на черно поле f4 · бял топ на черно поле c3 · бял кон на бяло поле f3 · бял топ на бяло поле c2 · бяла пешка на бяло поле g2 · бяла пешка на черно поле h2 · бяла дама на черно поле c1 · бял цар на черно поле g1 | черен топ на черно поле b8 · черен цар на черно поле f8 · черна пешка на черно поле a7 · черен топ на черно поле c7 · черна дама на бяло поле d7 · черен кон на черно поле e7 · черна пешка на черно поле g7 · бяла пешка на бяло поле a6 · черна пешка на черно поле b6 · черен кон на бяло поле c6 · черна пешка на бяло поле e6 · черна пешка на черно поле h6 · бял офицер на бяло поле b5 · черна пешка на бяло поле d5 · бяла пешка на черно поле e5 · черна пешка на бяло поле f5 · бяла пешка на черно поле b4 · бяла пешка на черно поле d4 · бяла пешка на черно поле f4 · бял топ на черно поле c3 · бял кон на бяло поле f3 · бял топ на бяло поле c2 · бяла пешка на бяло поле g2 · бяла пешка на черно поле h2 · бяла дама на черно поле c1 · бял цар на черно поле g1 | черен топ на черно поле b8 · черен цар на черно поле f8 · черна пешка на черно поле a7 · черен топ на черно поле c7 · черна дама на бяло поле d7 · черен кон на черно поле e7 · черна пешка на черно поле g7 · бяла пешка на бяло поле a6 · черна пешка на черно поле b6 · черен кон на бяло поле c6 · черна пешка на бяло поле e6 · черна пешка на черно поле h6 · бял офицер на бяло поле b5 · черна пешка на бяло поле d5 · бяла пешка на черно поле e5 · черна пешка на бяло поле f5 · бяла пешка на черно поле b4 · бяла пешка на черно поле d4 · бяла пешка на черно поле f4 · бял топ на черно поле c3 · бял кон на бяло поле f3 · бял топ на бяло поле c2 · бяла пешка на бяло поле g2 · бяла пешка на черно поле h2 · бяла дама на черно поле c1 · бял цар на черно поле g1 | черен топ на черно поле b8 · черен цар на черно поле f8 · черна пешка на черно поле a7 · черен топ на черно поле c7 · черна дама на бяло поле d7 · черен кон на черно поле e7 · черна пешка на черно поле g7 · бяла пешка на бяло поле a6 · черна пешка на черно поле b6 · черен кон на бяло поле c6 · черна пешка на бяло поле e6 · черна пешка на черно поле h6 · бял офицер на бяло поле b5 · черна пешка на бяло поле d5 · бяла пешка на черно поле e5 · черна пешка на бяло поле f5 · бяла пешка на черно поле b4 · бяла пешка на черно поле d4 · бяла пешка на черно поле f4 · бял топ на черно поле c3 · бял кон на бяло поле f3 · бял топ на бяло поле c2 · бяла пешка на бяло поле g2 · бяла пешка на черно поле h2 · бяла дама на черно поле c1 · бял цар на черно поле g1 | черен топ на черно поле b8 · черен цар на черно поле f8 · черна пешка на черно поле a7 · черен топ на черно поле c7 · черна дама на бяло поле d7 · черен кон на черно поле e7 · черна пешка на черно поле g7 · бяла пешка на бяло поле a6 · черна пешка на черно поле b6 · черен кон на бяло поле c6 · черна пешка на бяло поле e6 · черна пешка на черно поле h6 · бял офицер на бяло поле b5 · черна пешка на бяло поле d5 · бяла пешка на черно поле e5 · черна пешка на бяло поле f5 · бяла пешка на черно поле b4 · бяла пешка на черно поле d4 · бяла пешка на черно поле f4 · бял топ на черно поле c3 · бял кон на бяло поле f3 · бял топ на бяло поле c2 · бяла пешка на бяло поле g2 · бяла пешка на черно поле h2 · бяла дама на черно поле c1 · бял цар на черно поле g1 | 5 |
| 4 | черен топ на черно поле b8 · черен цар на черно поле f8 · черна пешка на черно поле a7 · черен топ на черно поле c7 · черна дама на бяло поле d7 · черен кон на черно поле e7 · черна пешка на черно поле g7 · бяла пешка на бяло поле a6 · черна пешка на черно поле b6 · черен кон на бяло поле c6 · черна пешка на бяло поле e6 · черна пешка на черно поле h6 · бял офицер на бяло поле b5 · черна пешка на бяло поле d5 · бяла пешка на черно поле e5 · черна пешка на бяло поле f5 · бяла пешка на черно поле b4 · бяла пешка на черно поле d4 · бяла пешка на черно поле f4 · бял топ на черно поле c3 · бял кон на бяло поле f3 · бял топ на бяло поле c2 · бяла пешка на бяло поле g2 · бяла пешка на черно поле h2 · бяла дама на черно поле c1 · бял цар на черно поле g1 | черен топ на черно поле b8 · черен цар на черно поле f8 · черна пешка на черно поле a7 · черен топ на черно поле c7 · черна дама на бяло поле d7 · черен кон на черно поле e7 · черна пешка на черно поле g7 · бяла пешка на бяло поле a6 · черна пешка на черно поле b6 · черен кон на бяло поле c6 · черна пешка на бяло поле e6 · черна пешка на черно поле h6 · бял офицер на бяло поле b5 · черна пешка на бяло поле d5 · бяла пешка на черно поле e5 · черна пешка на бяло поле f5 · бяла пешка на черно поле b4 · бяла пешка на черно поле d4 · бяла пешка на черно поле f4 · бял топ на черно поле c3 · бял кон на бяло поле f3 · бял топ на бяло поле c2 · бяла пешка на бяло поле g2 · бяла пешка на черно поле h2 · бяла дама на черно поле c1 · бял цар на черно поле g1 | черен топ на черно поле b8 · черен цар на черно поле f8 · черна пешка на черно поле a7 · черен топ на черно поле c7 · черна дама на бяло поле d7 · черен кон на черно поле e7 · черна пешка на черно поле g7 · бяла пешка на бяло поле a6 · черна пешка на черно поле b6 · черен кон на бяло поле c6 · черна пешка на бяло поле e6 · черна пешка на черно поле h6 · бял офицер на бяло поле b5 · черна пешка на бяло поле d5 · бяла пешка на черно поле e5 · черна пешка на бяло поле f5 · бяла пешка на черно поле b4 · бяла пешка на черно поле d4 · бяла пешка на черно поле f4 · бял топ на черно поле c3 · бял кон на бяло поле f3 · бял топ на бяло поле c2 · бяла пешка на бяло поле g2 · бяла пешка на черно поле h2 · бяла дама на черно поле c1 · бял цар на черно поле g1 | черен топ на черно поле b8 · черен цар на черно поле f8 · черна пешка на черно поле a7 · черен топ на черно поле c7 · черна дама на бяло поле d7 · черен кон на черно поле e7 · черна пешка на черно поле g7 · бяла пешка на бяло поле a6 · черна пешка на черно поле b6 · черен кон на бяло поле c6 · черна пешка на бяло поле e6 · черна пешка на черно поле h6 · бял офицер на бяло поле b5 · черна пешка на бяло поле d5 · бяла пешка на черно поле e5 · черна пешка на бяло поле f5 · бяла пешка на черно поле b4 · бяла пешка на черно поле d4 · бяла пешка на черно поле f4 · бял топ на черно поле c3 · бял кон на бяло поле f3 · бял топ на бяло поле c2 · бяла пешка на бяло поле g2 · бяла пешка на черно поле h2 · бяла дама на черно поле c1 · бял цар на черно поле g1 | черен топ на черно поле b8 · черен цар на черно поле f8 · черна пешка на черно поле a7 · черен топ на черно поле c7 · черна дама на бяло поле d7 · черен кон на черно поле e7 · черна пешка на черно поле g7 · бяла пешка на бяло поле a6 · черна пешка на черно поле b6 · черен кон на бяло поле c6 · черна пешка на бяло поле e6 · черна пешка на черно поле h6 · бял офицер на бяло поле b5 · черна пешка на бяло поле d5 · бяла пешка на черно поле e5 · черна пешка на бяло поле f5 · бяла пешка на черно поле b4 · бяла пешка на черно поле d4 · бяла пешка на черно поле f4 · бял топ на черно поле c3 · бял кон на бяло поле f3 · бял топ на бяло поле c2 · бяла пешка на бяло поле g2 · бяла пешка на черно поле h2 · бяла дама на черно поле c1 · бял цар на черно поле g1 | черен топ на черно поле b8 · черен цар на черно поле f8 · черна пешка на черно поле a7 · черен топ на черно поле c7 · черна дама на бяло поле d7 · черен кон на черно поле e7 · черна пешка на черно поле g7 · бяла пешка на бяло поле a6 · черна пешка на черно поле b6 · черен кон на бяло поле c6 · черна пешка на бяло поле e6 · черна пешка на черно поле h6 · бял офицер на бяло поле b5 · черна пешка на бяло поле d5 · бяла пешка на черно поле e5 · черна пешка на бяло поле f5 · бяла пешка на черно поле b4 · бяла пешка на черно поле d4 · бяла пешка на черно поле f4 · бял топ на черно поле c3 · бял кон на бяло поле f3 · бял топ на бяло поле c2 · бяла пешка на бяло поле g2 · бяла пешка на черно поле h2 · бяла дама на черно поле c1 · бял цар на черно поле g1 | черен топ на черно поле b8 · черен цар на черно поле f8 · черна пешка на черно поле a7 · черен топ на черно поле c7 · черна дама на бяло поле d7 · черен кон на черно поле e7 · черна пешка на черно поле g7 · бяла пешка на бяло поле a6 · черна пешка на черно поле b6 · черен кон на бяло поле c6 · черна пешка на бяло поле e6 · черна пешка на черно поле h6 · бял офицер на бяло поле b5 · черна пешка на бяло поле d5 · бяла пешка на черно поле e5 · черна пешка на бяло поле f5 · бяла пешка на черно поле b4 · бяла пешка на черно поле d4 · бяла пешка на черно поле f4 · бял топ на черно поле c3 · бял кон на бяло поле f3 · бял топ на бяло поле c2 · бяла пешка на бяло поле g2 · бяла пешка на черно поле h2 · бяла дама на черно поле c1 · бял цар на черно поле g1 | черен топ на черно поле b8 · черен цар на черно поле f8 · черна пешка на черно поле a7 · черен топ на черно поле c7 · черна дама на бяло поле d7 · черен кон на черно поле e7 · черна пешка на черно поле g7 · бяла пешка на бяло поле a6 · черна пешка на черно поле b6 · черен кон на бяло поле c6 · черна пешка на бяло поле e6 · черна пешка на черно поле h6 · бял офицер на бяло поле b5 · черна пешка на бяло поле d5 · бяла пешка на черно поле e5 · черна пешка на бяло поле f5 · бяла пешка на черно поле b4 · бяла пешка на черно поле d4 · бяла пешка на черно поле f4 · бял топ на черно поле c3 · бял кон на бяло поле f3 · бял топ на бяло поле c2 · бяла пешка на бяло поле g2 · бяла пешка на черно поле h2 · бяла дама на черно поле c1 · бял цар на черно поле g1 | 4 |
| 3 | черен топ на черно поле b8 · черен цар на черно поле f8 · черна пешка на черно поле a7 · черен топ на черно поле c7 · черна дама на бяло поле d7 · черен кон на черно поле e7 · черна пешка на черно поле g7 · бяла пешка на бяло поле a6 · черна пешка на черно поле b6 · черен кон на бяло поле c6 · черна пешка на бяло поле e6 · черна пешка на черно поле h6 · бял офицер на бяло поле b5 · черна пешка на бяло поле d5 · бяла пешка на черно поле e5 · черна пешка на бяло поле f5 · бяла пешка на черно поле b4 · бяла пешка на черно поле d4 · бяла пешка на черно поле f4 · бял топ на черно поле c3 · бял кон на бяло поле f3 · бял топ на бяло поле c2 · бяла пешка на бяло поле g2 · бяла пешка на черно поле h2 · бяла дама на черно поле c1 · бял цар на черно поле g1 | черен топ на черно поле b8 · черен цар на черно поле f8 · черна пешка на черно поле a7 · черен топ на черно поле c7 · черна дама на бяло поле d7 · черен кон на черно поле e7 · черна пешка на черно поле g7 · бяла пешка на бяло поле a6 · черна пешка на черно поле b6 · черен кон на бяло поле c6 · черна пешка на бяло поле e6 · черна пешка на черно поле h6 · бял офицер на бяло поле b5 · черна пешка на бяло поле d5 · бяла пешка на черно поле e5 · черна пешка на бяло поле f5 · бяла пешка на черно поле b4 · бяла пешка на черно поле d4 · бяла пешка на черно поле f4 · бял топ на черно поле c3 · бял кон на бяло поле f3 · бял топ на бяло поле c2 · бяла пешка на бяло поле g2 · бяла пешка на черно поле h2 · бяла дама на черно поле c1 · бял цар на черно поле g1 | черен топ на черно поле b8 · черен цар на черно поле f8 · черна пешка на черно поле a7 · черен топ на черно поле c7 · черна дама на бяло поле d7 · черен кон на черно поле e7 · черна пешка на черно поле g7 · бяла пешка на бяло поле a6 · черна пешка на черно поле b6 · черен кон на бяло поле c6 · черна пешка на бяло поле e6 · черна пешка на черно поле h6 · бял офицер на бяло поле b5 · черна пешка на бяло поле d5 · бяла пешка на черно поле e5 · черна пешка на бяло поле f5 · бяла пешка на черно поле b4 · бяла пешка на черно поле d4 · бяла пешка на черно поле f4 · бял топ на черно поле c3 · бял кон на бяло поле f3 · бял топ на бяло поле c2 · бяла пешка на бяло поле g2 · бяла пешка на черно поле h2 · бяла дама на черно поле c1 · бял цар на черно поле g1 | черен топ на черно поле b8 · черен цар на черно поле f8 · черна пешка на черно поле a7 · черен топ на черно поле c7 · черна дама на бяло поле d7 · черен кон на черно поле e7 · черна пешка на черно поле g7 · бяла пешка на бяло поле a6 · черна пешка на черно поле b6 · черен кон на бяло поле c6 · черна пешка на бяло поле e6 · черна пешка на черно поле h6 · бял офицер на бяло поле b5 · черна пешка на бяло поле d5 · бяла пешка на черно поле e5 · черна пешка на бяло поле f5 · бяла пешка на черно поле b4 · бяла пешка на черно поле d4 · бяла пешка на черно поле f4 · бял топ на черно поле c3 · бял кон на бяло поле f3 · бял топ на бяло поле c2 · бяла пешка на бяло поле g2 · бяла пешка на черно поле h2 · бяла дама на черно поле c1 · бял цар на черно поле g1 | черен топ на черно поле b8 · черен цар на черно поле f8 · черна пешка на черно поле a7 · черен топ на черно поле c7 · черна дама на бяло поле d7 · черен кон на черно поле e7 · черна пешка на черно поле g7 · бяла пешка на бяло поле a6 · черна пешка на черно поле b6 · черен кон на бяло поле c6 · черна пешка на бяло поле e6 · черна пешка на черно поле h6 · бял офицер на бяло поле b5 · черна пешка на бяло поле d5 · бяла пешка на черно поле e5 · черна пешка на бяло поле f5 · бяла пешка на черно поле b4 · бяла пешка на черно поле d4 · бяла пешка на черно поле f4 · бял топ на черно поле c3 · бял кон на бяло поле f3 · бял топ на бяло поле c2 · бяла пешка на бяло поле g2 · бяла пешка на черно поле h2 · бяла дама на черно поле c1 · бял цар на черно поле g1 | черен топ на черно поле b8 · черен цар на черно поле f8 · черна пешка на черно поле a7 · черен топ на черно поле c7 · черна дама на бяло поле d7 · черен кон на черно поле e7 · черна пешка на черно поле g7 · бяла пешка на бяло поле a6 · черна пешка на черно поле b6 · черен кон на бяло поле c6 · черна пешка на бяло поле e6 · черна пешка на черно поле h6 · бял офицер на бяло поле b5 · черна пешка на бяло поле d5 · бяла пешка на черно поле e5 · черна пешка на бяло поле f5 · бяла пешка на черно поле b4 · бяла пешка на черно поле d4 · бяла пешка на черно поле f4 · бял топ на черно поле c3 · бял кон на бяло поле f3 · бял топ на бяло поле c2 · бяла пешка на бяло поле g2 · бяла пешка на черно поле h2 · бяла дама на черно поле c1 · бял цар на черно поле g1 | черен топ на черно поле b8 · черен цар на черно поле f8 · черна пешка на черно поле a7 · черен топ на черно поле c7 · черна дама на бяло поле d7 · черен кон на черно поле e7 · черна пешка на черно поле g7 · бяла пешка на бяло поле a6 · черна пешка на черно поле b6 · черен кон на бяло поле c6 · черна пешка на бяло поле e6 · черна пешка на черно поле h6 · бял офицер на бяло поле b5 · черна пешка на бяло поле d5 · бяла пешка на черно поле e5 · черна пешка на бяло поле f5 · бяла пешка на черно поле b4 · бяла пешка на черно поле d4 · бяла пешка на черно поле f4 · бял топ на черно поле c3 · бял кон на бяло поле f3 · бял топ на бяло поле c2 · бяла пешка на бяло поле g2 · бяла пешка на черно поле h2 · бяла дама на черно поле c1 · бял цар на черно поле g1 | черен топ на черно поле b8 · черен цар на черно поле f8 · черна пешка на черно поле a7 · черен топ на черно поле c7 · черна дама на бяло поле d7 · черен кон на черно поле e7 · черна пешка на черно поле g7 · бяла пешка на бяло поле a6 · черна пешка на черно поле b6 · черен кон на бяло поле c6 · черна пешка на бяло поле e6 · черна пешка на черно поле h6 · бял офицер на бяло поле b5 · черна пешка на бяло поле d5 · бяла пешка на черно поле e5 · черна пешка на бяло поле f5 · бяла пешка на черно поле b4 · бяла пешка на черно поле d4 · бяла пешка на черно поле f4 · бял топ на черно поле c3 · бял кон на бяло поле f3 · бял топ на бяло поле c2 · бяла пешка на бяло поле g2 · бяла пешка на черно поле h2 · бяла дама на черно поле c1 · бял цар на черно поле g1 | 3 |
| 2 | черен топ на черно поле b8 · черен цар на черно поле f8 · черна пешка на черно поле a7 · черен топ на черно поле c7 · черна дама на бяло поле d7 · черен кон на черно поле e7 · черна пешка на черно поле g7 · бяла пешка на бяло поле a6 · черна пешка на черно поле b6 · черен кон на бяло поле c6 · черна пешка на бяло поле e6 · черна пешка на черно поле h6 · бял офицер на бяло поле b5 · черна пешка на бяло поле d5 · бяла пешка на черно поле e5 · черна пешка на бяло поле f5 · бяла пешка на черно поле b4 · бяла пешка на черно поле d4 · бяла пешка на черно поле f4 · бял топ на черно поле c3 · бял кон на бяло поле f3 · бял топ на бяло поле c2 · бяла пешка на бяло поле g2 · бяла пешка на черно поле h2 · бяла дама на черно поле c1 · бял цар на черно поле g1 | черен топ на черно поле b8 · черен цар на черно поле f8 · черна пешка на черно поле a7 · черен топ на черно поле c7 · черна дама на бяло поле d7 · черен кон на черно поле e7 · черна пешка на черно поле g7 · бяла пешка на бяло поле a6 · черна пешка на черно поле b6 · черен кон на бяло поле c6 · черна пешка на бяло поле e6 · черна пешка на черно поле h6 · бял офицер на бяло поле b5 · черна пешка на бяло поле d5 · бяла пешка на черно поле e5 · черна пешка на бяло поле f5 · бяла пешка на черно поле b4 · бяла пешка на черно поле d4 · бяла пешка на черно поле f4 · бял топ на черно поле c3 · бял кон на бяло поле f3 · бял топ на бяло поле c2 · бяла пешка на бяло поле g2 · бяла пешка на черно поле h2 · бяла дама на черно поле c1 · бял цар на черно поле g1 | черен топ на черно поле b8 · черен цар на черно поле f8 · черна пешка на черно поле a7 · черен топ на черно поле c7 · черна дама на бяло поле d7 · черен кон на черно поле e7 · черна пешка на черно поле g7 · бяла пешка на бяло поле a6 · черна пешка на черно поле b6 · черен кон на бяло поле c6 · черна пешка на бяло поле e6 · черна пешка на черно поле h6 · бял офицер на бяло поле b5 · черна пешка на бяло поле d5 · бяла пешка на черно поле e5 · черна пешка на бяло поле f5 · бяла пешка на черно поле b4 · бяла пешка на черно поле d4 · бяла пешка на черно поле f4 · бял топ на черно поле c3 · бял кон на бяло поле f3 · бял топ на бяло поле c2 · бяла пешка на бяло поле g2 · бяла пешка на черно поле h2 · бяла дама на черно поле c1 · бял цар на черно поле g1 | черен топ на черно поле b8 · черен цар на черно поле f8 · черна пешка на черно поле a7 · черен топ на черно поле c7 · черна дама на бяло поле d7 · черен кон на черно поле e7 · черна пешка на черно поле g7 · бяла пешка на бяло поле a6 · черна пешка на черно поле b6 · черен кон на бяло поле c6 · черна пешка на бяло поле e6 · черна пешка на черно поле h6 · бял офицер на бяло поле b5 · черна пешка на бяло поле d5 · бяла пешка на черно поле e5 · черна пешка на бяло поле f5 · бяла пешка на черно поле b4 · бяла пешка на черно поле d4 · бяла пешка на черно поле f4 · бял топ на черно поле c3 · бял кон на бяло поле f3 · бял топ на бяло поле c2 · бяла пешка на бяло поле g2 · бяла пешка на черно поле h2 · бяла дама на черно поле c1 · бял цар на черно поле g1 | черен топ на черно поле b8 · черен цар на черно поле f8 · черна пешка на черно поле a7 · черен топ на черно поле c7 · черна дама на бяло поле d7 · черен кон на черно поле e7 · черна пешка на черно поле g7 · бяла пешка на бяло поле a6 · черна пешка на черно поле b6 · черен кон на бяло поле c6 · черна пешка на бяло поле e6 · черна пешка на черно поле h6 · бял офицер на бяло поле b5 · черна пешка на бяло поле d5 · бяла пешка на черно поле e5 · черна пешка на бяло поле f5 · бяла пешка на черно поле b4 · бяла пешка на черно поле d4 · бяла пешка на черно поле f4 · бял топ на черно поле c3 · бял кон на бяло поле f3 · бял топ на бяло поле c2 · бяла пешка на бяло поле g2 · бяла пешка на черно поле h2 · бяла дама на черно поле c1 · бял цар на черно поле g1 | черен топ на черно поле b8 · черен цар на черно поле f8 · черна пешка на черно поле a7 · черен топ на черно поле c7 · черна дама на бяло поле d7 · черен кон на черно поле e7 · черна пешка на черно поле g7 · бяла пешка на бяло поле a6 · черна пешка на черно поле b6 · черен кон на бяло поле c6 · черна пешка на бяло поле e6 · черна пешка на черно поле h6 · бял офицер на бяло поле b5 · черна пешка на бяло поле d5 · бяла пешка на черно поле e5 · черна пешка на бяло поле f5 · бяла пешка на черно поле b4 · бяла пешка на черно поле d4 · бяла пешка на черно поле f4 · бял топ на черно поле c3 · бял кон на бяло поле f3 · бял топ на бяло поле c2 · бяла пешка на бяло поле g2 · бяла пешка на черно поле h2 · бяла дама на черно поле c1 · бял цар на черно поле g1 | черен топ на черно поле b8 · черен цар на черно поле f8 · черна пешка на черно поле a7 · черен топ на черно поле c7 · черна дама на бяло поле d7 · черен кон на черно поле e7 · черна пешка на черно поле g7 · бяла пешка на бяло поле a6 · черна пешка на черно поле b6 · черен кон на бяло поле c6 · черна пешка на бяло поле e6 · черна пешка на черно поле h6 · бял офицер на бяло поле b5 · черна пешка на бяло поле d5 · бяла пешка на черно поле e5 · черна пешка на бяло поле f5 · бяла пешка на черно поле b4 · бяла пешка на черно поле d4 · бяла пешка на черно поле f4 · бял топ на черно поле c3 · бял кон на бяло поле f3 · бял топ на бяло поле c2 · бяла пешка на бяло поле g2 · бяла пешка на черно поле h2 · бяла дама на черно поле c1 · бял цар на черно поле g1 | черен топ на черно поле b8 · черен цар на черно поле f8 · черна пешка на черно поле a7 · черен топ на черно поле c7 · черна дама на бяло поле d7 · черен кон на черно поле e7 · черна пешка на черно поле g7 · бяла пешка на бяло поле a6 · черна пешка на черно поле b6 · черен кон на бяло поле c6 · черна пешка на бяло поле e6 · черна пешка на черно поле h6 · бял офицер на бяло поле b5 · черна пешка на бяло поле d5 · бяла пешка на черно поле e5 · черна пешка на бяло поле f5 · бяла пешка на черно поле b4 · бяла пешка на черно поле d4 · бяла пешка на черно поле f4 · бял топ на черно поле c3 · бял кон на бяло поле f3 · бял топ на бяло поле c2 · бяла пешка на бяло поле g2 · бяла пешка на черно поле h2 · бяла дама на черно поле c1 · бял цар на черно поле g1 | 2 |
| 1 | черен топ на черно поле b8 · черен цар на черно поле f8 · черна пешка на черно поле a7 · черен топ на черно поле c7 · черна дама на бяло поле d7 · черен кон на черно поле e7 · черна пешка на черно поле g7 · бяла пешка на бяло поле a6 · черна пешка на черно поле b6 · черен кон на бяло поле c6 · черна пешка на бяло поле e6 · черна пешка на черно поле h6 · бял офицер на бяло поле b5 · черна пешка на бяло поле d5 · бяла пешка на черно поле e5 · черна пешка на бяло поле f5 · бяла пешка на черно поле b4 · бяла пешка на черно поле d4 · бяла пешка на черно поле f4 · бял топ на черно поле c3 · бял кон на бяло поле f3 · бял топ на бяло поле c2 · бяла пешка на бяло поле g2 · бяла пешка на черно поле h2 · бяла дама на черно поле c1 · бял цар на черно поле g1 | черен топ на черно поле b8 · черен цар на черно поле f8 · черна пешка на черно поле a7 · черен топ на черно поле c7 · черна дама на бяло поле d7 · черен кон на черно поле e7 · черна пешка на черно поле g7 · бяла пешка на бяло поле a6 · черна пешка на черно поле b6 · черен кон на бяло поле c6 · черна пешка на бяло поле e6 · черна пешка на черно поле h6 · бял офицер на бяло поле b5 · черна пешка на бяло поле d5 · бяла пешка на черно поле e5 · черна пешка на бяло поле f5 · бяла пешка на черно поле b4 · бяла пешка на черно поле d4 · бяла пешка на черно поле f4 · бял топ на черно поле c3 · бял кон на бяло поле f3 · бял топ на бяло поле c2 · бяла пешка на бяло поле g2 · бяла пешка на черно поле h2 · бяла дама на черно поле c1 · бял цар на черно поле g1 | черен топ на черно поле b8 · черен цар на черно поле f8 · черна пешка на черно поле a7 · черен топ на черно поле c7 · черна дама на бяло поле d7 · черен кон на черно поле e7 · черна пешка на черно поле g7 · бяла пешка на бяло поле a6 · черна пешка на черно поле b6 · черен кон на бяло поле c6 · черна пешка на бяло поле e6 · черна пешка на черно поле h6 · бял офицер на бяло поле b5 · черна пешка на бяло поле d5 · бяла пешка на черно поле e5 · черна пешка на бяло поле f5 · бяла пешка на черно поле b4 · бяла пешка на черно поле d4 · бяла пешка на черно поле f4 · бял топ на черно поле c3 · бял кон на бяло поле f3 · бял топ на бяло поле c2 · бяла пешка на бяло поле g2 · бяла пешка на черно поле h2 · бяла дама на черно поле c1 · бял цар на черно поле g1 | черен топ на черно поле b8 · черен цар на черно поле f8 · черна пешка на черно поле a7 · черен топ на черно поле c7 · черна дама на бяло поле d7 · черен кон на черно поле e7 · черна пешка на черно поле g7 · бяла пешка на бяло поле a6 · черна пешка на черно поле b6 · черен кон на бяло поле c6 · черна пешка на бяло поле e6 · черна пешка на черно поле h6 · бял офицер на бяло поле b5 · черна пешка на бяло поле d5 · бяла пешка на черно поле e5 · черна пешка на бяло поле f5 · бяла пешка на черно поле b4 · бяла пешка на черно поле d4 · бяла пешка на черно поле f4 · бял топ на черно поле c3 · бял кон на бяло поле f3 · бял топ на бяло поле c2 · бяла пешка на бяло поле g2 · бяла пешка на черно поле h2 · бяла дама на черно поле c1 · бял цар на черно поле g1 | черен топ на черно поле b8 · черен цар на черно поле f8 · черна пешка на черно поле a7 · черен топ на черно поле c7 · черна дама на бяло поле d7 · черен кон на черно поле e7 · черна пешка на черно поле g7 · бяла пешка на бяло поле a6 · черна пешка на черно поле b6 · черен кон на бяло поле c6 · черна пешка на бяло поле e6 · черна пешка на черно поле h6 · бял офицер на бяло поле b5 · черна пешка на бяло поле d5 · бяла пешка на черно поле e5 · черна пешка на бяло поле f5 · бяла пешка на черно поле b4 · бяла пешка на черно поле d4 · бяла пешка на черно поле f4 · бял топ на черно поле c3 · бял кон на бяло поле f3 · бял топ на бяло поле c2 · бяла пешка на бяло поле g2 · бяла пешка на черно поле h2 · бяла дама на черно поле c1 · бял цар на черно поле g1 | черен топ на черно поле b8 · черен цар на черно поле f8 · черна пешка на черно поле a7 · черен топ на черно поле c7 · черна дама на бяло поле d7 · черен кон на черно поле e7 · черна пешка на черно поле g7 · бяла пешка на бяло поле a6 · черна пешка на черно поле b6 · черен кон на бяло поле c6 · черна пешка на бяло поле e6 · черна пешка на черно поле h6 · бял офицер на бяло поле b5 · черна пешка на бяло поле d5 · бяла пешка на черно поле e5 · черна пешка на бяло поле f5 · бяла пешка на черно поле b4 · бяла пешка на черно поле d4 · бяла пешка на черно поле f4 · бял топ на черно поле c3 · бял кон на бяло поле f3 · бял топ на бяло поле c2 · бяла пешка на бяло поле g2 · бяла пешка на черно поле h2 · бяла дама на черно поле c1 · бял цар на черно поле g1 | черен топ на черно поле b8 · черен цар на черно поле f8 · черна пешка на черно поле a7 · черен топ на черно поле c7 · черна дама на бяло поле d7 · черен кон на черно поле e7 · черна пешка на черно поле g7 · бяла пешка на бяло поле a6 · черна пешка на черно поле b6 · черен кон на бяло поле c6 · черна пешка на бяло поле e6 · черна пешка на черно поле h6 · бял офицер на бяло поле b5 · черна пешка на бяло поле d5 · бяла пешка на черно поле e5 · черна пешка на бяло поле f5 · бяла пешка на черно поле b4 · бяла пешка на черно поле d4 · бяла пешка на черно поле f4 · бял топ на черно поле c3 · бял кон на бяло поле f3 · бял топ на бяло поле c2 · бяла пешка на бяло поле g2 · бяла пешка на черно поле h2 · бяла дама на черно поле c1 · бял цар на черно поле g1 | черен топ на черно поле b8 · черен цар на черно поле f8 · черна пешка на черно поле a7 · черен топ на черно поле c7 · черна дама на бяло поле d7 · черен кон на черно поле e7 · черна пешка на черно поле g7 · бяла пешка на бяло поле a6 · черна пешка на черно поле b6 · черен кон на бяло поле c6 · черна пешка на бяло поле e6 · черна пешка на черно поле h6 · бял офицер на бяло поле b5 · черна пешка на бяло поле d5 · бяла пешка на черно поле e5 · черна пешка на бяло поле f5 · бяла пешка на черно поле b4 · бяла пешка на черно поле d4 · бяла пешка на черно поле f4 · бял топ на черно поле c3 · бял кон на бяло поле f3 · бял топ на бяло поле c2 · бяла пешка на бяло поле g2 · бяла пешка на черно поле h2 · бяла дама на черно поле c1 · бял цар на черно поле g1 | 1 |
|   | a | b | c | d | e | f | g | h |   |

Позицията с два топа и дама на една линия може да доведе до сериозни материални загуби на противника и обикновено означава началото на финалната атака (в позицията на диаграмата остават само четири хода до предаването). 
В редки случаи позицията може да бъде създадена чрез използването на две царици и топ. Оръдието на Алехин е вид шахматна батарея (две или повече фигури с еднакво действие по една линия). Модификация на позицията е разположението на дамата между или пред топовете.

## Партии на Алехин

### Алехин – Нимцович
1. e4 e6 2. d4 d5 3. Кc3 Оb4 4. e5 c5 5. Оd2 Кe7 6. Кb5 О:d2+ 7. Д:d2 0–0 8. c3 b6 9. f4 Оa6 10. Кf3 Дd7 11. a4 Кb1-c6 12. b4 c:b4 13. c:b4 Оb7 14. Кd6 f5 15. a5 Кc8 16. К:b7 Д:b7 17. a6 Дf7 18. Оb5 Кc8-e7 19. 0–0 h6 20. Тf1-c1 Тf8-c8 21. Тc2 Дe8 22. Тa1-c1 Тa8-b8 23. Дe3 Тc7 24. Тc3 Дd7 25. Тс1-c2 Цf8 26. Дc1 (диаграма 1) Това е моментът, в който Алехин формира своето оръдие.
26. ... Tb8-c8 27. Оa4! (Заплашва 28. b5, печелейки свързания кон) 27. ... b5 28. О:b5 Цe8 29. Оa4 Цd8 (Пазене на c7, така че конят да може да се оттегли в случай на 30. b5) 30. h4! (Но сега всички фигури на черните са принудени да участват в защитата от оръдието.) 
30. ... h5 31. Цh2 g6 32. g3 (Цугцванг) 1–0 

### Уинтър – Алехин
|   | a | b | c | d | e | f | g | h |   |
| 8 | черен цар на бяло поле c8 · черна дама на бяло поле e8 · черна пешка на черно поле a7 · черна пешка на бяло поле b7 · черна пешка на черно поле c7 · черен топ на черно поле e7 · черен офицер на черно поле d6 · черен топ на бяло поле e6 · черна пешка на черно поле f6 · черна пешка на бяло поле g6 · черна пешка на бяло поле d5 · черен кон на бяло поле f5 · черен кон на бяло поле c4 · бяла пешка на черно поле d4 · бяла пешка на черно поле f4 · бял кон на бяло поле g4 · черна пешка на черно поле h4 · бяла пешка на бяло поле b3 · бяла пешка на черно поле c3 · бяла дама на бяло поле f3 · бяла пешка на бяло поле h3 · бяла пешка на бяло поле a2 · бял офицер на черно поле d2 · бял кон на бяло поле e2 · бяла пешка на бяло поле g2 · бял цар на бяло поле d1 · бял топ на черно поле e1 · бял топ на бяло поле f1 | черен цар на бяло поле c8 · черна дама на бяло поле e8 · черна пешка на черно поле a7 · черна пешка на бяло поле b7 · черна пешка на черно поле c7 · черен топ на черно поле e7 · черен офицер на черно поле d6 · черен топ на бяло поле e6 · черна пешка на черно поле f6 · черна пешка на бяло поле g6 · черна пешка на бяло поле d5 · черен кон на бяло поле f5 · черен кон на бяло поле c4 · бяла пешка на черно поле d4 · бяла пешка на черно поле f4 · бял кон на бяло поле g4 · черна пешка на черно поле h4 · бяла пешка на бяло поле b3 · бяла пешка на черно поле c3 · бяла дама на бяло поле f3 · бяла пешка на бяло поле h3 · бяла пешка на бяло поле a2 · бял офицер на черно поле d2 · бял кон на бяло поле e2 · бяла пешка на бяло поле g2 · бял цар на бяло поле d1 · бял топ на черно поле e1 · бял топ на бяло поле f1 | черен цар на бяло поле c8 · черна дама на бяло поле e8 · черна пешка на черно поле a7 · черна пешка на бяло поле b7 · черна пешка на черно поле c7 · черен топ на черно поле e7 · черен офицер на черно поле d6 · черен топ на бяло поле e6 · черна пешка на черно поле f6 · черна пешка на бяло поле g6 · черна пешка на бяло поле d5 · черен кон на бяло поле f5 · черен кон на бяло поле c4 · бяла пешка на черно поле d4 · бяла пешка на черно поле f4 · бял кон на бяло поле g4 · черна пешка на черно поле h4 · бяла пешка на бяло поле b3 · бяла пешка на черно поле c3 · бяла дама на бяло поле f3 · бяла пешка на бяло поле h3 · бяла пешка на бяло поле a2 · бял офицер на черно поле d2 · бял кон на бяло поле e2 · бяла пешка на бяло поле g2 · бял цар на бяло поле d1 · бял топ на черно поле e1 · бял топ на бяло поле f1 | черен цар на бяло поле c8 · черна дама на бяло поле e8 · черна пешка на черно поле a7 · черна пешка на бяло поле b7 · черна пешка на черно поле c7 · черен топ на черно поле e7 · черен офицер на черно поле d6 · черен топ на бяло поле e6 · черна пешка на черно поле f6 · черна пешка на бяло поле g6 · черна пешка на бяло поле d5 · черен кон на бяло поле f5 · черен кон на бяло поле c4 · бяла пешка на черно поле d4 · бяла пешка на черно поле f4 · бял кон на бяло поле g4 · черна пешка на черно поле h4 · бяла пешка на бяло поле b3 · бяла пешка на черно поле c3 · бяла дама на бяло поле f3 · бяла пешка на бяло поле h3 · бяла пешка на бяло поле a2 · бял офицер на черно поле d2 · бял кон на бяло поле e2 · бяла пешка на бяло поле g2 · бял цар на бяло поле d1 · бял топ на черно поле e1 · бял топ на бяло поле f1 | черен цар на бяло поле c8 · черна дама на бяло поле e8 · черна пешка на черно поле a7 · черна пешка на бяло поле b7 · черна пешка на черно поле c7 · черен топ на черно поле e7 · черен офицер на черно поле d6 · черен топ на бяло поле e6 · черна пешка на черно поле f6 · черна пешка на бяло поле g6 · черна пешка на бяло поле d5 · черен кон на бяло поле f5 · черен кон на бяло поле c4 · бяла пешка на черно поле d4 · бяла пешка на черно поле f4 · бял кон на бяло поле g4 · черна пешка на черно поле h4 · бяла пешка на бяло поле b3 · бяла пешка на черно поле c3 · бяла дама на бяло поле f3 · бяла пешка на бяло поле h3 · бяла пешка на бяло поле a2 · бял офицер на черно поле d2 · бял кон на бяло поле e2 · бяла пешка на бяло поле g2 · бял цар на бяло поле d1 · бял топ на черно поле e1 · бял топ на бяло поле f1 | черен цар на бяло поле c8 · черна дама на бяло поле e8 · черна пешка на черно поле a7 · черна пешка на бяло поле b7 · черна пешка на черно поле c7 · черен топ на черно поле e7 · черен офицер на черно поле d6 · черен топ на бяло поле e6 · черна пешка на черно поле f6 · черна пешка на бяло поле g6 · черна пешка на бяло поле d5 · черен кон на бяло поле f5 · черен кон на бяло поле c4 · бяла пешка на черно поле d4 · бяла пешка на черно поле f4 · бял кон на бяло поле g4 · черна пешка на черно поле h4 · бяла пешка на бяло поле b3 · бяла пешка на черно поле c3 · бяла дама на бяло поле f3 · бяла пешка на бяло поле h3 · бяла пешка на бяло поле a2 · бял офицер на черно поле d2 · бял кон на бяло поле e2 · бяла пешка на бяло поле g2 · бял цар на бяло поле d1 · бял топ на черно поле e1 · бял топ на бяло поле f1 | черен цар на бяло поле c8 · черна дама на бяло поле e8 · черна пешка на черно поле a7 · черна пешка на бяло поле b7 · черна пешка на черно поле c7 · черен топ на черно поле e7 · черен офицер на черно поле d6 · черен топ на бяло поле e6 · черна пешка на черно поле f6 · черна пешка на бяло поле g6 · черна пешка на бяло поле d5 · черен кон на бяло поле f5 · черен кон на бяло поле c4 · бяла пешка на черно поле d4 · бяла пешка на черно поле f4 · бял кон на бяло поле g4 · черна пешка на черно поле h4 · бяла пешка на бяло поле b3 · бяла пешка на черно поле c3 · бяла дама на бяло поле f3 · бяла пешка на бяло поле h3 · бяла пешка на бяло поле a2 · бял офицер на черно поле d2 · бял кон на бяло поле e2 · бяла пешка на бяло поле g2 · бял цар на бяло поле d1 · бял топ на черно поле e1 · бял топ на бяло поле f1 | черен цар на бяло поле c8 · черна дама на бяло поле e8 · черна пешка на черно поле a7 · черна пешка на бяло поле b7 · черна пешка на черно поле c7 · черен топ на черно поле e7 · черен офицер на черно поле d6 · черен топ на бяло поле e6 · черна пешка на черно поле f6 · черна пешка на бяло поле g6 · черна пешка на бяло поле d5 · черен кон на бяло поле f5 · черен кон на бяло поле c4 · бяла пешка на черно поле d4 · бяла пешка на черно поле f4 · бял кон на бяло поле g4 · черна пешка на черно поле h4 · бяла пешка на бяло поле b3 · бяла пешка на черно поле c3 · бяла дама на бяло поле f3 · бяла пешка на бяло поле h3 · бяла пешка на бяло поле a2 · бял офицер на черно поле d2 · бял кон на бяло поле e2 · бяла пешка на бяло поле g2 · бял цар на бяло поле d1 · бял топ на черно поле e1 · бял топ на бяло поле f1 | 8 |
| 7 | черен цар на бяло поле c8 · черна дама на бяло поле e8 · черна пешка на черно поле a7 · черна пешка на бяло поле b7 · черна пешка на черно поле c7 · черен топ на черно поле e7 · черен офицер на черно поле d6 · черен топ на бяло поле e6 · черна пешка на черно поле f6 · черна пешка на бяло поле g6 · черна пешка на бяло поле d5 · черен кон на бяло поле f5 · черен кон на бяло поле c4 · бяла пешка на черно поле d4 · бяла пешка на черно поле f4 · бял кон на бяло поле g4 · черна пешка на черно поле h4 · бяла пешка на бяло поле b3 · бяла пешка на черно поле c3 · бяла дама на бяло поле f3 · бяла пешка на бяло поле h3 · бяла пешка на бяло поле a2 · бял офицер на черно поле d2 · бял кон на бяло поле e2 · бяла пешка на бяло поле g2 · бял цар на бяло поле d1 · бял топ на черно поле e1 · бял топ на бяло поле f1 | черен цар на бяло поле c8 · черна дама на бяло поле e8 · черна пешка на черно поле a7 · черна пешка на бяло поле b7 · черна пешка на черно поле c7 · черен топ на черно поле e7 · черен офицер на черно поле d6 · черен топ на бяло поле e6 · черна пешка на черно поле f6 · черна пешка на бяло поле g6 · черна пешка на бяло поле d5 · черен кон на бяло поле f5 · черен кон на бяло поле c4 · бяла пешка на черно поле d4 · бяла пешка на черно поле f4 · бял кон на бяло поле g4 · черна пешка на черно поле h4 · бяла пешка на бяло поле b3 · бяла пешка на черно поле c3 · бяла дама на бяло поле f3 · бяла пешка на бяло поле h3 · бяла пешка на бяло поле a2 · бял офицер на черно поле d2 · бял кон на бяло поле e2 · бяла пешка на бяло поле g2 · бял цар на бяло поле d1 · бял топ на черно поле e1 · бял топ на бяло поле f1 | черен цар на бяло поле c8 · черна дама на бяло поле e8 · черна пешка на черно поле a7 · черна пешка на бяло поле b7 · черна пешка на черно поле c7 · черен топ на черно поле e7 · черен офицер на черно поле d6 · черен топ на бяло поле e6 · черна пешка на черно поле f6 · черна пешка на бяло поле g6 · черна пешка на бяло поле d5 · черен кон на бяло поле f5 · черен кон на бяло поле c4 · бяла пешка на черно поле d4 · бяла пешка на черно поле f4 · бял кон на бяло поле g4 · черна пешка на черно поле h4 · бяла пешка на бяло поле b3 · бяла пешка на черно поле c3 · бяла дама на бяло поле f3 · бяла пешка на бяло поле h3 · бяла пешка на бяло поле a2 · бял офицер на черно поле d2 · бял кон на бяло поле e2 · бяла пешка на бяло поле g2 · бял цар на бяло поле d1 · бял топ на черно поле e1 · бял топ на бяло поле f1 | черен цар на бяло поле c8 · черна дама на бяло поле e8 · черна пешка на черно поле a7 · черна пешка на бяло поле b7 · черна пешка на черно поле c7 · черен топ на черно поле e7 · черен офицер на черно поле d6 · черен топ на бяло поле e6 · черна пешка на черно поле f6 · черна пешка на бяло поле g6 · черна пешка на бяло поле d5 · черен кон на бяло поле f5 · черен кон на бяло поле c4 · бяла пешка на черно поле d4 · бяла пешка на черно поле f4 · бял кон на бяло поле g4 · черна пешка на черно поле h4 · бяла пешка на бяло поле b3 · бяла пешка на черно поле c3 · бяла дама на бяло поле f3 · бяла пешка на бяло поле h3 · бяла пешка на бяло поле a2 · бял офицер на черно поле d2 · бял кон на бяло поле e2 · бяла пешка на бяло поле g2 · бял цар на бяло поле d1 · бял топ на черно поле e1 · бял топ на бяло поле f1 | черен цар на бяло поле c8 · черна дама на бяло поле e8 · черна пешка на черно поле a7 · черна пешка на бяло поле b7 · черна пешка на черно поле c7 · черен топ на черно поле e7 · черен офицер на черно поле d6 · черен топ на бяло поле e6 · черна пешка на черно поле f6 · черна пешка на бяло поле g6 · черна пешка на бяло поле d5 · черен кон на бяло поле f5 · черен кон на бяло поле c4 · бяла пешка на черно поле d4 · бяла пешка на черно поле f4 · бял кон на бяло поле g4 · черна пешка на черно поле h4 · бяла пешка на бяло поле b3 · бяла пешка на черно поле c3 · бяла дама на бяло поле f3 · бяла пешка на бяло поле h3 · бяла пешка на бяло поле a2 · бял офицер на черно поле d2 · бял кон на бяло поле e2 · бяла пешка на бяло поле g2 · бял цар на бяло поле d1 · бял топ на черно поле e1 · бял топ на бяло поле f1 | черен цар на бяло поле c8 · черна дама на бяло поле e8 · черна пешка на черно поле a7 · черна пешка на бяло поле b7 · черна пешка на черно поле c7 · черен топ на черно поле e7 · черен офицер на черно поле d6 · черен топ на бяло поле e6 · черна пешка на черно поле f6 · черна пешка на бяло поле g6 · черна пешка на бяло поле d5 · черен кон на бяло поле f5 · черен кон на бяло поле c4 · бяла пешка на черно поле d4 · бяла пешка на черно поле f4 · бял кон на бяло поле g4 · черна пешка на черно поле h4 · бяла пешка на бяло поле b3 · бяла пешка на черно поле c3 · бяла дама на бяло поле f3 · бяла пешка на бяло поле h3 · бяла пешка на бяло поле a2 · бял офицер на черно поле d2 · бял кон на бяло поле e2 · бяла пешка на бяло поле g2 · бял цар на бяло поле d1 · бял топ на черно поле e1 · бял топ на бяло поле f1 | черен цар на бяло поле c8 · черна дама на бяло поле e8 · черна пешка на черно поле a7 · черна пешка на бяло поле b7 · черна пешка на черно поле c7 · черен топ на черно поле e7 · черен офицер на черно поле d6 · черен топ на бяло поле e6 · черна пешка на черно поле f6 · черна пешка на бяло поле g6 · черна пешка на бяло поле d5 · черен кон на бяло поле f5 · черен кон на бяло поле c4 · бяла пешка на черно поле d4 · бяла пешка на черно поле f4 · бял кон на бяло поле g4 · черна пешка на черно поле h4 · бяла пешка на бяло поле b3 · бяла пешка на черно поле c3 · бяла дама на бяло поле f3 · бяла пешка на бяло поле h3 · бяла пешка на бяло поле a2 · бял офицер на черно поле d2 · бял кон на бяло поле e2 · бяла пешка на бяло поле g2 · бял цар на бяло поле d1 · бял топ на черно поле e1 · бял топ на бяло поле f1 | черен цар на бяло поле c8 · черна дама на бяло поле e8 · черна пешка на черно поле a7 · черна пешка на бяло поле b7 · черна пешка на черно поле c7 · черен топ на черно поле e7 · черен офицер на черно поле d6 · черен топ на бяло поле e6 · черна пешка на черно поле f6 · черна пешка на бяло поле g6 · черна пешка на бяло поле d5 · черен кон на бяло поле f5 · черен кон на бяло поле c4 · бяла пешка на черно поле d4 · бяла пешка на черно поле f4 · бял кон на бяло поле g4 · черна пешка на черно поле h4 · бяла пешка на бяло поле b3 · бяла пешка на черно поле c3 · бяла дама на бяло поле f3 · бяла пешка на бяло поле h3 · бяла пешка на бяло поле a2 · бял офицер на черно поле d2 · бял кон на бяло поле e2 · бяла пешка на бяло поле g2 · бял цар на бяло поле d1 · бял топ на черно поле e1 · бял топ на бяло поле f1 | 7 |
| 6 | черен цар на бяло поле c8 · черна дама на бяло поле e8 · черна пешка на черно поле a7 · черна пешка на бяло поле b7 · черна пешка на черно поле c7 · черен топ на черно поле e7 · черен офицер на черно поле d6 · черен топ на бяло поле e6 · черна пешка на черно поле f6 · черна пешка на бяло поле g6 · черна пешка на бяло поле d5 · черен кон на бяло поле f5 · черен кон на бяло поле c4 · бяла пешка на черно поле d4 · бяла пешка на черно поле f4 · бял кон на бяло поле g4 · черна пешка на черно поле h4 · бяла пешка на бяло поле b3 · бяла пешка на черно поле c3 · бяла дама на бяло поле f3 · бяла пешка на бяло поле h3 · бяла пешка на бяло поле a2 · бял офицер на черно поле d2 · бял кон на бяло поле e2 · бяла пешка на бяло поле g2 · бял цар на бяло поле d1 · бял топ на черно поле e1 · бял топ на бяло поле f1 | черен цар на бяло поле c8 · черна дама на бяло поле e8 · черна пешка на черно поле a7 · черна пешка на бяло поле b7 · черна пешка на черно поле c7 · черен топ на черно поле e7 · черен офицер на черно поле d6 · черен топ на бяло поле e6 · черна пешка на черно поле f6 · черна пешка на бяло поле g6 · черна пешка на бяло поле d5 · черен кон на бяло поле f5 · черен кон на бяло поле c4 · бяла пешка на черно поле d4 · бяла пешка на черно поле f4 · бял кон на бяло поле g4 · черна пешка на черно поле h4 · бяла пешка на бяло поле b3 · бяла пешка на черно поле c3 · бяла дама на бяло поле f3 · бяла пешка на бяло поле h3 · бяла пешка на бяло поле a2 · бял офицер на черно поле d2 · бял кон на бяло поле e2 · бяла пешка на бяло поле g2 · бял цар на бяло поле d1 · бял топ на черно поле e1 · бял топ на бяло поле f1 | черен цар на бяло поле c8 · черна дама на бяло поле e8 · черна пешка на черно поле a7 · черна пешка на бяло поле b7 · черна пешка на черно поле c7 · черен топ на черно поле e7 · черен офицер на черно поле d6 · черен топ на бяло поле e6 · черна пешка на черно поле f6 · черна пешка на бяло поле g6 · черна пешка на бяло поле d5 · черен кон на бяло поле f5 · черен кон на бяло поле c4 · бяла пешка на черно поле d4 · бяла пешка на черно поле f4 · бял кон на бяло поле g4 · черна пешка на черно поле h4 · бяла пешка на бяло поле b3 · бяла пешка на черно поле c3 · бяла дама на бяло поле f3 · бяла пешка на бяло поле h3 · бяла пешка на бяло поле a2 · бял офицер на черно поле d2 · бял кон на бяло поле e2 · бяла пешка на бяло поле g2 · бял цар на бяло поле d1 · бял топ на черно поле e1 · бял топ на бяло поле f1 | черен цар на бяло поле c8 · черна дама на бяло поле e8 · черна пешка на черно поле a7 · черна пешка на бяло поле b7 · черна пешка на черно поле c7 · черен топ на черно поле e7 · черен офицер на черно поле d6 · черен топ на бяло поле e6 · черна пешка на черно поле f6 · черна пешка на бяло поле g6 · черна пешка на бяло поле d5 · черен кон на бяло поле f5 · черен кон на бяло поле c4 · бяла пешка на черно поле d4 · бяла пешка на черно поле f4 · бял кон на бяло поле g4 · черна пешка на черно поле h4 · бяла пешка на бяло поле b3 · бяла пешка на черно поле c3 · бяла дама на бяло поле f3 · бяла пешка на бяло поле h3 · бяла пешка на бяло поле a2 · бял офицер на черно поле d2 · бял кон на бяло поле e2 · бяла пешка на бяло поле g2 · бял цар на бяло поле d1 · бял топ на черно поле e1 · бял топ на бяло поле f1 | черен цар на бяло поле c8 · черна дама на бяло поле e8 · черна пешка на черно поле a7 · черна пешка на бяло поле b7 · черна пешка на черно поле c7 · черен топ на черно поле e7 · черен офицер на черно поле d6 · черен топ на бяло поле e6 · черна пешка на черно поле f6 · черна пешка на бяло поле g6 · черна пешка на бяло поле d5 · черен кон на бяло поле f5 · черен кон на бяло поле c4 · бяла пешка на черно поле d4 · бяла пешка на черно поле f4 · бял кон на бяло поле g4 · черна пешка на черно поле h4 · бяла пешка на бяло поле b3 · бяла пешка на черно поле c3 · бяла дама на бяло поле f3 · бяла пешка на бяло поле h3 · бяла пешка на бяло поле a2 · бял офицер на черно поле d2 · бял кон на бяло поле e2 · бяла пешка на бяло поле g2 · бял цар на бяло поле d1 · бял топ на черно поле e1 · бял топ на бяло поле f1 | черен цар на бяло поле c8 · черна дама на бяло поле e8 · черна пешка на черно поле a7 · черна пешка на бяло поле b7 · черна пешка на черно поле c7 · черен топ на черно поле e7 · черен офицер на черно поле d6 · черен топ на бяло поле e6 · черна пешка на черно поле f6 · черна пешка на бяло поле g6 · черна пешка на бяло поле d5 · черен кон на бяло поле f5 · черен кон на бяло поле c4 · бяла пешка на черно поле d4 · бяла пешка на черно поле f4 · бял кон на бяло поле g4 · черна пешка на черно поле h4 · бяла пешка на бяло поле b3 · бяла пешка на черно поле c3 · бяла дама на бяло поле f3 · бяла пешка на бяло поле h3 · бяла пешка на бяло поле a2 · бял офицер на черно поле d2 · бял кон на бяло поле e2 · бяла пешка на бяло поле g2 · бял цар на бяло поле d1 · бял топ на черно поле e1 · бял топ на бяло поле f1 | черен цар на бяло поле c8 · черна дама на бяло поле e8 · черна пешка на черно поле a7 · черна пешка на бяло поле b7 · черна пешка на черно поле c7 · черен топ на черно поле e7 · черен офицер на черно поле d6 · черен топ на бяло поле e6 · черна пешка на черно поле f6 · черна пешка на бяло поле g6 · черна пешка на бяло поле d5 · черен кон на бяло поле f5 · черен кон на бяло поле c4 · бяла пешка на черно поле d4 · бяла пешка на черно поле f4 · бял кон на бяло поле g4 · черна пешка на черно поле h4 · бяла пешка на бяло поле b3 · бяла пешка на черно поле c3 · бяла дама на бяло поле f3 · бяла пешка на бяло поле h3 · бяла пешка на бяло поле a2 · бял офицер на черно поле d2 · бял кон на бяло поле e2 · бяла пешка на бяло поле g2 · бял цар на бяло поле d1 · бял топ на черно поле e1 · бял топ на бяло поле f1 | черен цар на бяло поле c8 · черна дама на бяло поле e8 · черна пешка на черно поле a7 · черна пешка на бяло поле b7 · черна пешка на черно поле c7 · черен топ на черно поле e7 · черен офицер на черно поле d6 · черен топ на бяло поле e6 · черна пешка на черно поле f6 · черна пешка на бяло поле g6 · черна пешка на бяло поле d5 · черен кон на бяло поле f5 · черен кон на бяло поле c4 · бяла пешка на черно поле d4 · бяла пешка на черно поле f4 · бял кон на бяло поле g4 · черна пешка на черно поле h4 · бяла пешка на бяло поле b3 · бяла пешка на черно поле c3 · бяла дама на бяло поле f3 · бяла пешка на бяло поле h3 · бяла пешка на бяло поле a2 · бял офицер на черно поле d2 · бял кон на бяло поле e2 · бяла пешка на бяло поле g2 · бял цар на бяло поле d1 · бял топ на черно поле e1 · бял топ на бяло поле f1 | 6 |
| 5 | черен цар на бяло поле c8 · черна дама на бяло поле e8 · черна пешка на черно поле a7 · черна пешка на бяло поле b7 · черна пешка на черно поле c7 · черен топ на черно поле e7 · черен офицер на черно поле d6 · черен топ на бяло поле e6 · черна пешка на черно поле f6 · черна пешка на бяло поле g6 · черна пешка на бяло поле d5 · черен кон на бяло поле f5 · черен кон на бяло поле c4 · бяла пешка на черно поле d4 · бяла пешка на черно поле f4 · бял кон на бяло поле g4 · черна пешка на черно поле h4 · бяла пешка на бяло поле b3 · бяла пешка на черно поле c3 · бяла дама на бяло поле f3 · бяла пешка на бяло поле h3 · бяла пешка на бяло поле a2 · бял офицер на черно поле d2 · бял кон на бяло поле e2 · бяла пешка на бяло поле g2 · бял цар на бяло поле d1 · бял топ на черно поле e1 · бял топ на бяло поле f1 | черен цар на бяло поле c8 · черна дама на бяло поле e8 · черна пешка на черно поле a7 · черна пешка на бяло поле b7 · черна пешка на черно поле c7 · черен топ на черно поле e7 · черен офицер на черно поле d6 · черен топ на бяло поле e6 · черна пешка на черно поле f6 · черна пешка на бяло поле g6 · черна пешка на бяло поле d5 · черен кон на бяло поле f5 · черен кон на бяло поле c4 · бяла пешка на черно поле d4 · бяла пешка на черно поле f4 · бял кон на бяло поле g4 · черна пешка на черно поле h4 · бяла пешка на бяло поле b3 · бяла пешка на черно поле c3 · бяла дама на бяло поле f3 · бяла пешка на бяло поле h3 · бяла пешка на бяло поле a2 · бял офицер на черно поле d2 · бял кон на бяло поле e2 · бяла пешка на бяло поле g2 · бял цар на бяло поле d1 · бял топ на черно поле e1 · бял топ на бяло поле f1 | черен цар на бяло поле c8 · черна дама на бяло поле e8 · черна пешка на черно поле a7 · черна пешка на бяло поле b7 · черна пешка на черно поле c7 · черен топ на черно поле e7 · черен офицер на черно поле d6 · черен топ на бяло поле e6 · черна пешка на черно поле f6 · черна пешка на бяло поле g6 · черна пешка на бяло поле d5 · черен кон на бяло поле f5 · черен кон на бяло поле c4 · бяла пешка на черно поле d4 · бяла пешка на черно поле f4 · бял кон на бяло поле g4 · черна пешка на черно поле h4 · бяла пешка на бяло поле b3 · бяла пешка на черно поле c3 · бяла дама на бяло поле f3 · бяла пешка на бяло поле h3 · бяла пешка на бяло поле a2 · бял офицер на черно поле d2 · бял кон на бяло поле e2 · бяла пешка на бяло поле g2 · бял цар на бяло поле d1 · бял топ на черно поле e1 · бял топ на бяло поле f1 | черен цар на бяло поле c8 · черна дама на бяло поле e8 · черна пешка на черно поле a7 · черна пешка на бяло поле b7 · черна пешка на черно поле c7 · черен топ на черно поле e7 · черен офицер на черно поле d6 · черен топ на бяло поле e6 · черна пешка на черно поле f6 · черна пешка на бяло поле g6 · черна пешка на бяло поле d5 · черен кон на бяло поле f5 · черен кон на бяло поле c4 · бяла пешка на черно поле d4 · бяла пешка на черно поле f4 · бял кон на бяло поле g4 · черна пешка на черно поле h4 · бяла пешка на бяло поле b3 · бяла пешка на черно поле c3 · бяла дама на бяло поле f3 · бяла пешка на бяло поле h3 · бяла пешка на бяло поле a2 · бял офицер на черно поле d2 · бял кон на бяло поле e2 · бяла пешка на бяло поле g2 · бял цар на бяло поле d1 · бял топ на черно поле e1 · бял топ на бяло поле f1 | черен цар на бяло поле c8 · черна дама на бяло поле e8 · черна пешка на черно поле a7 · черна пешка на бяло поле b7 · черна пешка на черно поле c7 · черен топ на черно поле e7 · черен офицер на черно поле d6 · черен топ на бяло поле e6 · черна пешка на черно поле f6 · черна пешка на бяло поле g6 · черна пешка на бяло поле d5 · черен кон на бяло поле f5 · черен кон на бяло поле c4 · бяла пешка на черно поле d4 · бяла пешка на черно поле f4 · бял кон на бяло поле g4 · черна пешка на черно поле h4 · бяла пешка на бяло поле b3 · бяла пешка на черно поле c3 · бяла дама на бяло поле f3 · бяла пешка на бяло поле h3 · бяла пешка на бяло поле a2 · бял офицер на черно поле d2 · бял кон на бяло поле e2 · бяла пешка на бяло поле g2 · бял цар на бяло поле d1 · бял топ на черно поле e1 · бял топ на бяло поле f1 | черен цар на бяло поле c8 · черна дама на бяло поле e8 · черна пешка на черно поле a7 · черна пешка на бяло поле b7 · черна пешка на черно поле c7 · черен топ на черно поле e7 · черен офицер на черно поле d6 · черен топ на бяло поле e6 · черна пешка на черно поле f6 · черна пешка на бяло поле g6 · черна пешка на бяло поле d5 · черен кон на бяло поле f5 · черен кон на бяло поле c4 · бяла пешка на черно поле d4 · бяла пешка на черно поле f4 · бял кон на бяло поле g4 · черна пешка на черно поле h4 · бяла пешка на бяло поле b3 · бяла пешка на черно поле c3 · бяла дама на бяло поле f3 · бяла пешка на бяло поле h3 · бяла пешка на бяло поле a2 · бял офицер на черно поле d2 · бял кон на бяло поле e2 · бяла пешка на бяло поле g2 · бял цар на бяло поле d1 · бял топ на черно поле e1 · бял топ на бяло поле f1 | черен цар на бяло поле c8 · черна дама на бяло поле e8 · черна пешка на черно поле a7 · черна пешка на бяло поле b7 · черна пешка на черно поле c7 · черен топ на черно поле e7 · черен офицер на черно поле d6 · черен топ на бяло поле e6 · черна пешка на черно поле f6 · черна пешка на бяло поле g6 · черна пешка на бяло поле d5 · черен кон на бяло поле f5 · черен кон на бяло поле c4 · бяла пешка на черно поле d4 · бяла пешка на черно поле f4 · бял кон на бяло поле g4 · черна пешка на черно поле h4 · бяла пешка на бяло поле b3 · бяла пешка на черно поле c3 · бяла дама на бяло поле f3 · бяла пешка на бяло поле h3 · бяла пешка на бяло поле a2 · бял офицер на черно поле d2 · бял кон на бяло поле e2 · бяла пешка на бяло поле g2 · бял цар на бяло поле d1 · бял топ на черно поле e1 · бял топ на бяло поле f1 | черен цар на бяло поле c8 · черна дама на бяло поле e8 · черна пешка на черно поле a7 · черна пешка на бяло поле b7 · черна пешка на черно поле c7 · черен топ на черно поле e7 · черен офицер на черно поле d6 · черен топ на бяло поле e6 · черна пешка на черно поле f6 · черна пешка на бяло поле g6 · черна пешка на бяло поле d5 · черен кон на бяло поле f5 · черен кон на бяло поле c4 · бяла пешка на черно поле d4 · бяла пешка на черно поле f4 · бял кон на бяло поле g4 · черна пешка на черно поле h4 · бяла пешка на бяло поле b3 · бяла пешка на черно поле c3 · бяла дама на бяло поле f3 · бяла пешка на бяло поле h3 · бяла пешка на бяло поле a2 · бял офицер на черно поле d2 · бял кон на бяло поле e2 · бяла пешка на бяло поле g2 · бял цар на бяло поле d1 · бял топ на черно поле e1 · бял топ на бяло поле f1 | 5 |
| 4 | черен цар на бяло поле c8 · черна дама на бяло поле e8 · черна пешка на черно поле a7 · черна пешка на бяло поле b7 · черна пешка на черно поле c7 · черен топ на черно поле e7 · черен офицер на черно поле d6 · черен топ на бяло поле e6 · черна пешка на черно поле f6 · черна пешка на бяло поле g6 · черна пешка на бяло поле d5 · черен кон на бяло поле f5 · черен кон на бяло поле c4 · бяла пешка на черно поле d4 · бяла пешка на черно поле f4 · бял кон на бяло поле g4 · черна пешка на черно поле h4 · бяла пешка на бяло поле b3 · бяла пешка на черно поле c3 · бяла дама на бяло поле f3 · бяла пешка на бяло поле h3 · бяла пешка на бяло поле a2 · бял офицер на черно поле d2 · бял кон на бяло поле e2 · бяла пешка на бяло поле g2 · бял цар на бяло поле d1 · бял топ на черно поле e1 · бял топ на бяло поле f1 | черен цар на бяло поле c8 · черна дама на бяло поле e8 · черна пешка на черно поле a7 · черна пешка на бяло поле b7 · черна пешка на черно поле c7 · черен топ на черно поле e7 · черен офицер на черно поле d6 · черен топ на бяло поле e6 · черна пешка на черно поле f6 · черна пешка на бяло поле g6 · черна пешка на бяло поле d5 · черен кон на бяло поле f5 · черен кон на бяло поле c4 · бяла пешка на черно поле d4 · бяла пешка на черно поле f4 · бял кон на бяло поле g4 · черна пешка на черно поле h4 · бяла пешка на бяло поле b3 · бяла пешка на черно поле c3 · бяла дама на бяло поле f3 · бяла пешка на бяло поле h3 · бяла пешка на бяло поле a2 · бял офицер на черно поле d2 · бял кон на бяло поле e2 · бяла пешка на бяло поле g2 · бял цар на бяло поле d1 · бял топ на черно поле e1 · бял топ на бяло поле f1 | черен цар на бяло поле c8 · черна дама на бяло поле e8 · черна пешка на черно поле a7 · черна пешка на бяло поле b7 · черна пешка на черно поле c7 · черен топ на черно поле e7 · черен офицер на черно поле d6 · черен топ на бяло поле e6 · черна пешка на черно поле f6 · черна пешка на бяло поле g6 · черна пешка на бяло поле d5 · черен кон на бяло поле f5 · черен кон на бяло поле c4 · бяла пешка на черно поле d4 · бяла пешка на черно поле f4 · бял кон на бяло поле g4 · черна пешка на черно поле h4 · бяла пешка на бяло поле b3 · бяла пешка на черно поле c3 · бяла дама на бяло поле f3 · бяла пешка на бяло поле h3 · бяла пешка на бяло поле a2 · бял офицер на черно поле d2 · бял кон на бяло поле e2 · бяла пешка на бяло поле g2 · бял цар на бяло поле d1 · бял топ на черно поле e1 · бял топ на бяло поле f1 | черен цар на бяло поле c8 · черна дама на бяло поле e8 · черна пешка на черно поле a7 · черна пешка на бяло поле b7 · черна пешка на черно поле c7 · черен топ на черно поле e7 · черен офицер на черно поле d6 · черен топ на бяло поле e6 · черна пешка на черно поле f6 · черна пешка на бяло поле g6 · черна пешка на бяло поле d5 · черен кон на бяло поле f5 · черен кон на бяло поле c4 · бяла пешка на черно поле d4 · бяла пешка на черно поле f4 · бял кон на бяло поле g4 · черна пешка на черно поле h4 · бяла пешка на бяло поле b3 · бяла пешка на черно поле c3 · бяла дама на бяло поле f3 · бяла пешка на бяло поле h3 · бяла пешка на бяло поле a2 · бял офицер на черно поле d2 · бял кон на бяло поле e2 · бяла пешка на бяло поле g2 · бял цар на бяло поле d1 · бял топ на черно поле e1 · бял топ на бяло поле f1 | черен цар на бяло поле c8 · черна дама на бяло поле e8 · черна пешка на черно поле a7 · черна пешка на бяло поле b7 · черна пешка на черно поле c7 · черен топ на черно поле e7 · черен офицер на черно поле d6 · черен топ на бяло поле e6 · черна пешка на черно поле f6 · черна пешка на бяло поле g6 · черна пешка на бяло поле d5 · черен кон на бяло поле f5 · черен кон на бяло поле c4 · бяла пешка на черно поле d4 · бяла пешка на черно поле f4 · бял кон на бяло поле g4 · черна пешка на черно поле h4 · бяла пешка на бяло поле b3 · бяла пешка на черно поле c3 · бяла дама на бяло поле f3 · бяла пешка на бяло поле h3 · бяла пешка на бяло поле a2 · бял офицер на черно поле d2 · бял кон на бяло поле e2 · бяла пешка на бяло поле g2 · бял цар на бяло поле d1 · бял топ на черно поле e1 · бял топ на бяло поле f1 | черен цар на бяло поле c8 · черна дама на бяло поле e8 · черна пешка на черно поле a7 · черна пешка на бяло поле b7 · черна пешка на черно поле c7 · черен топ на черно поле e7 · черен офицер на черно поле d6 · черен топ на бяло поле e6 · черна пешка на черно поле f6 · черна пешка на бяло поле g6 · черна пешка на бяло поле d5 · черен кон на бяло поле f5 · черен кон на бяло поле c4 · бяла пешка на черно поле d4 · бяла пешка на черно поле f4 · бял кон на бяло поле g4 · черна пешка на черно поле h4 · бяла пешка на бяло поле b3 · бяла пешка на черно поле c3 · бяла дама на бяло поле f3 · бяла пешка на бяло поле h3 · бяла пешка на бяло поле a2 · бял офицер на черно поле d2 · бял кон на бяло поле e2 · бяла пешка на бяло поле g2 · бял цар на бяло поле d1 · бял топ на черно поле e1 · бял топ на бяло поле f1 | черен цар на бяло поле c8 · черна дама на бяло поле e8 · черна пешка на черно поле a7 · черна пешка на бяло поле b7 · черна пешка на черно поле c7 · черен топ на черно поле e7 · черен офицер на черно поле d6 · черен топ на бяло поле e6 · черна пешка на черно поле f6 · черна пешка на бяло поле g6 · черна пешка на бяло поле d5 · черен кон на бяло поле f5 · черен кон на бяло поле c4 · бяла пешка на черно поле d4 · бяла пешка на черно поле f4 · бял кон на бяло поле g4 · черна пешка на черно поле h4 · бяла пешка на бяло поле b3 · бяла пешка на черно поле c3 · бяла дама на бяло поле f3 · бяла пешка на бяло поле h3 · бяла пешка на бяло поле a2 · бял офицер на черно поле d2 · бял кон на бяло поле e2 · бяла пешка на бяло поле g2 · бял цар на бяло поле d1 · бял топ на черно поле e1 · бял топ на бяло поле f1 | черен цар на бяло поле c8 · черна дама на бяло поле e8 · черна пешка на черно поле a7 · черна пешка на бяло поле b7 · черна пешка на черно поле c7 · черен топ на черно поле e7 · черен офицер на черно поле d6 · черен топ на бяло поле e6 · черна пешка на черно поле f6 · черна пешка на бяло поле g6 · черна пешка на бяло поле d5 · черен кон на бяло поле f5 · черен кон на бяло поле c4 · бяла пешка на черно поле d4 · бяла пешка на черно поле f4 · бял кон на бяло поле g4 · черна пешка на черно поле h4 · бяла пешка на бяло поле b3 · бяла пешка на черно поле c3 · бяла дама на бяло поле f3 · бяла пешка на бяло поле h3 · бяла пешка на бяло поле a2 · бял офицер на черно поле d2 · бял кон на бяло поле e2 · бяла пешка на бяло поле g2 · бял цар на бяло поле d1 · бял топ на черно поле e1 · бял топ на бяло поле f1 | 4 |
| 3 | черен цар на бяло поле c8 · черна дама на бяло поле e8 · черна пешка на черно поле a7 · черна пешка на бяло поле b7 · черна пешка на черно поле c7 · черен топ на черно поле e7 · черен офицер на черно поле d6 · черен топ на бяло поле e6 · черна пешка на черно поле f6 · черна пешка на бяло поле g6 · черна пешка на бяло поле d5 · черен кон на бяло поле f5 · черен кон на бяло поле c4 · бяла пешка на черно поле d4 · бяла пешка на черно поле f4 · бял кон на бяло поле g4 · черна пешка на черно поле h4 · бяла пешка на бяло поле b3 · бяла пешка на черно поле c3 · бяла дама на бяло поле f3 · бяла пешка на бяло поле h3 · бяла пешка на бяло поле a2 · бял офицер на черно поле d2 · бял кон на бяло поле e2 · бяла пешка на бяло поле g2 · бял цар на бяло поле d1 · бял топ на черно поле e1 · бял топ на бяло поле f1 | черен цар на бяло поле c8 · черна дама на бяло поле e8 · черна пешка на черно поле a7 · черна пешка на бяло поле b7 · черна пешка на черно поле c7 · черен топ на черно поле e7 · черен офицер на черно поле d6 · черен топ на бяло поле e6 · черна пешка на черно поле f6 · черна пешка на бяло поле g6 · черна пешка на бяло поле d5 · черен кон на бяло поле f5 · черен кон на бяло поле c4 · бяла пешка на черно поле d4 · бяла пешка на черно поле f4 · бял кон на бяло поле g4 · черна пешка на черно поле h4 · бяла пешка на бяло поле b3 · бяла пешка на черно поле c3 · бяла дама на бяло поле f3 · бяла пешка на бяло поле h3 · бяла пешка на бяло поле a2 · бял офицер на черно поле d2 · бял кон на бяло поле e2 · бяла пешка на бяло поле g2 · бял цар на бяло поле d1 · бял топ на черно поле e1 · бял топ на бяло поле f1 | черен цар на бяло поле c8 · черна дама на бяло поле e8 · черна пешка на черно поле a7 · черна пешка на бяло поле b7 · черна пешка на черно поле c7 · черен топ на черно поле e7 · черен офицер на черно поле d6 · черен топ на бяло поле e6 · черна пешка на черно поле f6 · черна пешка на бяло поле g6 · черна пешка на бяло поле d5 · черен кон на бяло поле f5 · черен кон на бяло поле c4 · бяла пешка на черно поле d4 · бяла пешка на черно поле f4 · бял кон на бяло поле g4 · черна пешка на черно поле h4 · бяла пешка на бяло поле b3 · бяла пешка на черно поле c3 · бяла дама на бяло поле f3 · бяла пешка на бяло поле h3 · бяла пешка на бяло поле a2 · бял офицер на черно поле d2 · бял кон на бяло поле e2 · бяла пешка на бяло поле g2 · бял цар на бяло поле d1 · бял топ на черно поле e1 · бял топ на бяло поле f1 | черен цар на бяло поле c8 · черна дама на бяло поле e8 · черна пешка на черно поле a7 · черна пешка на бяло поле b7 · черна пешка на черно поле c7 · черен топ на черно поле e7 · черен офицер на черно поле d6 · черен топ на бяло поле e6 · черна пешка на черно поле f6 · черна пешка на бяло поле g6 · черна пешка на бяло поле d5 · черен кон на бяло поле f5 · черен кон на бяло поле c4 · бяла пешка на черно поле d4 · бяла пешка на черно поле f4 · бял кон на бяло поле g4 · черна пешка на черно поле h4 · бяла пешка на бяло поле b3 · бяла пешка на черно поле c3 · бяла дама на бяло поле f3 · бяла пешка на бяло поле h3 · бяла пешка на бяло поле a2 · бял офицер на черно поле d2 · бял кон на бяло поле e2 · бяла пешка на бяло поле g2 · бял цар на бяло поле d1 · бял топ на черно поле e1 · бял топ на бяло поле f1 | черен цар на бяло поле c8 · черна дама на бяло поле e8 · черна пешка на черно поле a7 · черна пешка на бяло поле b7 · черна пешка на черно поле c7 · черен топ на черно поле e7 · черен офицер на черно поле d6 · черен топ на бяло поле e6 · черна пешка на черно поле f6 · черна пешка на бяло поле g6 · черна пешка на бяло поле d5 · черен кон на бяло поле f5 · черен кон на бяло поле c4 · бяла пешка на черно поле d4 · бяла пешка на черно поле f4 · бял кон на бяло поле g4 · черна пешка на черно поле h4 · бяла пешка на бяло поле b3 · бяла пешка на черно поле c3 · бяла дама на бяло поле f3 · бяла пешка на бяло поле h3 · бяла пешка на бяло поле a2 · бял офицер на черно поле d2 · бял кон на бяло поле e2 · бяла пешка на бяло поле g2 · бял цар на бяло поле d1 · бял топ на черно поле e1 · бял топ на бяло поле f1 | черен цар на бяло поле c8 · черна дама на бяло поле e8 · черна пешка на черно поле a7 · черна пешка на бяло поле b7 · черна пешка на черно поле c7 · черен топ на черно поле e7 · черен офицер на черно поле d6 · черен топ на бяло поле e6 · черна пешка на черно поле f6 · черна пешка на бяло поле g6 · черна пешка на бяло поле d5 · черен кон на бяло поле f5 · черен кон на бяло поле c4 · бяла пешка на черно поле d4 · бяла пешка на черно поле f4 · бял кон на бяло поле g4 · черна пешка на черно поле h4 · бяла пешка на бяло поле b3 · бяла пешка на черно поле c3 · бяла дама на бяло поле f3 · бяла пешка на бяло поле h3 · бяла пешка на бяло поле a2 · бял офицер на черно поле d2 · бял кон на бяло поле e2 · бяла пешка на бяло поле g2 · бял цар на бяло поле d1 · бял топ на черно поле e1 · бял топ на бяло поле f1 | черен цар на бяло поле c8 · черна дама на бяло поле e8 · черна пешка на черно поле a7 · черна пешка на бяло поле b7 · черна пешка на черно поле c7 · черен топ на черно поле e7 · черен офицер на черно поле d6 · черен топ на бяло поле e6 · черна пешка на черно поле f6 · черна пешка на бяло поле g6 · черна пешка на бяло поле d5 · черен кон на бяло поле f5 · черен кон на бяло поле c4 · бяла пешка на черно поле d4 · бяла пешка на черно поле f4 · бял кон на бяло поле g4 · черна пешка на черно поле h4 · бяла пешка на бяло поле b3 · бяла пешка на черно поле c3 · бяла дама на бяло поле f3 · бяла пешка на бяло поле h3 · бяла пешка на бяло поле a2 · бял офицер на черно поле d2 · бял кон на бяло поле e2 · бяла пешка на бяло поле g2 · бял цар на бяло поле d1 · бял топ на черно поле e1 · бял топ на бяло поле f1 | черен цар на бяло поле c8 · черна дама на бяло поле e8 · черна пешка на черно поле a7 · черна пешка на бяло поле b7 · черна пешка на черно поле c7 · черен топ на черно поле e7 · черен офицер на черно поле d6 · черен топ на бяло поле e6 · черна пешка на черно поле f6 · черна пешка на бяло поле g6 · черна пешка на бяло поле d5 · черен кон на бяло поле f5 · черен кон на бяло поле c4 · бяла пешка на черно поле d4 · бяла пешка на черно поле f4 · бял кон на бяло поле g4 · черна пешка на черно поле h4 · бяла пешка на бяло поле b3 · бяла пешка на черно поле c3 · бяла дама на бяло поле f3 · бяла пешка на бяло поле h3 · бяла пешка на бяло поле a2 · бял офицер на черно поле d2 · бял кон на бяло поле e2 · бяла пешка на бяло поле g2 · бял цар на бяло поле d1 · бял топ на черно поле e1 · бял топ на бяло поле f1 | 3 |
| 2 | черен цар на бяло поле c8 · черна дама на бяло поле e8 · черна пешка на черно поле a7 · черна пешка на бяло поле b7 · черна пешка на черно поле c7 · черен топ на черно поле e7 · черен офицер на черно поле d6 · черен топ на бяло поле e6 · черна пешка на черно поле f6 · черна пешка на бяло поле g6 · черна пешка на бяло поле d5 · черен кон на бяло поле f5 · черен кон на бяло поле c4 · бяла пешка на черно поле d4 · бяла пешка на черно поле f4 · бял кон на бяло поле g4 · черна пешка на черно поле h4 · бяла пешка на бяло поле b3 · бяла пешка на черно поле c3 · бяла дама на бяло поле f3 · бяла пешка на бяло поле h3 · бяла пешка на бяло поле a2 · бял офицер на черно поле d2 · бял кон на бяло поле e2 · бяла пешка на бяло поле g2 · бял цар на бяло поле d1 · бял топ на черно поле e1 · бял топ на бяло поле f1 | черен цар на бяло поле c8 · черна дама на бяло поле e8 · черна пешка на черно поле a7 · черна пешка на бяло поле b7 · черна пешка на черно поле c7 · черен топ на черно поле e7 · черен офицер на черно поле d6 · черен топ на бяло поле e6 · черна пешка на черно поле f6 · черна пешка на бяло поле g6 · черна пешка на бяло поле d5 · черен кон на бяло поле f5 · черен кон на бяло поле c4 · бяла пешка на черно поле d4 · бяла пешка на черно поле f4 · бял кон на бяло поле g4 · черна пешка на черно поле h4 · бяла пешка на бяло поле b3 · бяла пешка на черно поле c3 · бяла дама на бяло поле f3 · бяла пешка на бяло поле h3 · бяла пешка на бяло поле a2 · бял офицер на черно поле d2 · бял кон на бяло поле e2 · бяла пешка на бяло поле g2 · бял цар на бяло поле d1 · бял топ на черно поле e1 · бял топ на бяло поле f1 | черен цар на бяло поле c8 · черна дама на бяло поле e8 · черна пешка на черно поле a7 · черна пешка на бяло поле b7 · черна пешка на черно поле c7 · черен топ на черно поле e7 · черен офицер на черно поле d6 · черен топ на бяло поле e6 · черна пешка на черно поле f6 · черна пешка на бяло поле g6 · черна пешка на бяло поле d5 · черен кон на бяло поле f5 · черен кон на бяло поле c4 · бяла пешка на черно поле d4 · бяла пешка на черно поле f4 · бял кон на бяло поле g4 · черна пешка на черно поле h4 · бяла пешка на бяло поле b3 · бяла пешка на черно поле c3 · бяла дама на бяло поле f3 · бяла пешка на бяло поле h3 · бяла пешка на бяло поле a2 · бял офицер на черно поле d2 · бял кон на бяло поле e2 · бяла пешка на бяло поле g2 · бял цар на бяло поле d1 · бял топ на черно поле e1 · бял топ на бяло поле f1 | черен цар на бяло поле c8 · черна дама на бяло поле e8 · черна пешка на черно поле a7 · черна пешка на бяло поле b7 · черна пешка на черно поле c7 · черен топ на черно поле e7 · черен офицер на черно поле d6 · черен топ на бяло поле e6 · черна пешка на черно поле f6 · черна пешка на бяло поле g6 · черна пешка на бяло поле d5 · черен кон на бяло поле f5 · черен кон на бяло поле c4 · бяла пешка на черно поле d4 · бяла пешка на черно поле f4 · бял кон на бяло поле g4 · черна пешка на черно поле h4 · бяла пешка на бяло поле b3 · бяла пешка на черно поле c3 · бяла дама на бяло поле f3 · бяла пешка на бяло поле h3 · бяла пешка на бяло поле a2 · бял офицер на черно поле d2 · бял кон на бяло поле e2 · бяла пешка на бяло поле g2 · бял цар на бяло поле d1 · бял топ на черно поле e1 · бял топ на бяло поле f1 | черен цар на бяло поле c8 · черна дама на бяло поле e8 · черна пешка на черно поле a7 · черна пешка на бяло поле b7 · черна пешка на черно поле c7 · черен топ на черно поле e7 · черен офицер на черно поле d6 · черен топ на бяло поле e6 · черна пешка на черно поле f6 · черна пешка на бяло поле g6 · черна пешка на бяло поле d5 · черен кон на бяло поле f5 · черен кон на бяло поле c4 · бяла пешка на черно поле d4 · бяла пешка на черно поле f4 · бял кон на бяло поле g4 · черна пешка на черно поле h4 · бяла пешка на бяло поле b3 · бяла пешка на черно поле c3 · бяла дама на бяло поле f3 · бяла пешка на бяло поле h3 · бяла пешка на бяло поле a2 · бял офицер на черно поле d2 · бял кон на бяло поле e2 · бяла пешка на бяло поле g2 · бял цар на бяло поле d1 · бял топ на черно поле e1 · бял топ на бяло поле f1 | черен цар на бяло поле c8 · черна дама на бяло поле e8 · черна пешка на черно поле a7 · черна пешка на бяло поле b7 · черна пешка на черно поле c7 · черен топ на черно поле e7 · черен офицер на черно поле d6 · черен топ на бяло поле e6 · черна пешка на черно поле f6 · черна пешка на бяло поле g6 · черна пешка на бяло поле d5 · черен кон на бяло поле f5 · черен кон на бяло поле c4 · бяла пешка на черно поле d4 · бяла пешка на черно поле f4 · бял кон на бяло поле g4 · черна пешка на черно поле h4 · бяла пешка на бяло поле b3 · бяла пешка на черно поле c3 · бяла дама на бяло поле f3 · бяла пешка на бяло поле h3 · бяла пешка на бяло поле a2 · бял офицер на черно поле d2 · бял кон на бяло поле e2 · бяла пешка на бяло поле g2 · бял цар на бяло поле d1 · бял топ на черно поле e1 · бял топ на бяло поле f1 | черен цар на бяло поле c8 · черна дама на бяло поле e8 · черна пешка на черно поле a7 · черна пешка на бяло поле b7 · черна пешка на черно поле c7 · черен топ на черно поле e7 · черен офицер на черно поле d6 · черен топ на бяло поле e6 · черна пешка на черно поле f6 · черна пешка на бяло поле g6 · черна пешка на бяло поле d5 · черен кон на бяло поле f5 · черен кон на бяло поле c4 · бяла пешка на черно поле d4 · бяла пешка на черно поле f4 · бял кон на бяло поле g4 · черна пешка на черно поле h4 · бяла пешка на бяло поле b3 · бяла пешка на черно поле c3 · бяла дама на бяло поле f3 · бяла пешка на бяло поле h3 · бяла пешка на бяло поле a2 · бял офицер на черно поле d2 · бял кон на бяло поле e2 · бяла пешка на бяло поле g2 · бял цар на бяло поле d1 · бял топ на черно поле e1 · бял топ на бяло поле f1 | черен цар на бяло поле c8 · черна дама на бяло поле e8 · черна пешка на черно поле a7 · черна пешка на бяло поле b7 · черна пешка на черно поле c7 · черен топ на черно поле e7 · черен офицер на черно поле d6 · черен топ на бяло поле e6 · черна пешка на черно поле f6 · черна пешка на бяло поле g6 · черна пешка на бяло поле d5 · черен кон на бяло поле f5 · черен кон на бяло поле c4 · бяла пешка на черно поле d4 · бяла пешка на черно поле f4 · бял кон на бяло поле g4 · черна пешка на черно поле h4 · бяла пешка на бяло поле b3 · бяла пешка на черно поле c3 · бяла дама на бяло поле f3 · бяла пешка на бяло поле h3 · бяла пешка на бяло поле a2 · бял офицер на черно поле d2 · бял кон на бяло поле e2 · бяла пешка на бяло поле g2 · бял цар на бяло поле d1 · бял топ на черно поле e1 · бял топ на бяло поле f1 | 2 |
| 1 | черен цар на бяло поле c8 · черна дама на бяло поле e8 · черна пешка на черно поле a7 · черна пешка на бяло поле b7 · черна пешка на черно поле c7 · черен топ на черно поле e7 · черен офицер на черно поле d6 · черен топ на бяло поле e6 · черна пешка на черно поле f6 · черна пешка на бяло поле g6 · черна пешка на бяло поле d5 · черен кон на бяло поле f5 · черен кон на бяло поле c4 · бяла пешка на черно поле d4 · бяла пешка на черно поле f4 · бял кон на бяло поле g4 · черна пешка на черно поле h4 · бяла пешка на бяло поле b3 · бяла пешка на черно поле c3 · бяла дама на бяло поле f3 · бяла пешка на бяло поле h3 · бяла пешка на бяло поле a2 · бял офицер на черно поле d2 · бял кон на бяло поле e2 · бяла пешка на бяло поле g2 · бял цар на бяло поле d1 · бял топ на черно поле e1 · бял топ на бяло поле f1 | черен цар на бяло поле c8 · черна дама на бяло поле e8 · черна пешка на черно поле a7 · черна пешка на бяло поле b7 · черна пешка на черно поле c7 · черен топ на черно поле e7 · черен офицер на черно поле d6 · черен топ на бяло поле e6 · черна пешка на черно поле f6 · черна пешка на бяло поле g6 · черна пешка на бяло поле d5 · черен кон на бяло поле f5 · черен кон на бяло поле c4 · бяла пешка на черно поле d4 · бяла пешка на черно поле f4 · бял кон на бяло поле g4 · черна пешка на черно поле h4 · бяла пешка на бяло поле b3 · бяла пешка на черно поле c3 · бяла дама на бяло поле f3 · бяла пешка на бяло поле h3 · бяла пешка на бяло поле a2 · бял офицер на черно поле d2 · бял кон на бяло поле e2 · бяла пешка на бяло поле g2 · бял цар на бяло поле d1 · бял топ на черно поле e1 · бял топ на бяло поле f1 | черен цар на бяло поле c8 · черна дама на бяло поле e8 · черна пешка на черно поле a7 · черна пешка на бяло поле b7 · черна пешка на черно поле c7 · черен топ на черно поле e7 · черен офицер на черно поле d6 · черен топ на бяло поле e6 · черна пешка на черно поле f6 · черна пешка на бяло поле g6 · черна пешка на бяло поле d5 · черен кон на бяло поле f5 · черен кон на бяло поле c4 · бяла пешка на черно поле d4 · бяла пешка на черно поле f4 · бял кон на бяло поле g4 · черна пешка на черно поле h4 · бяла пешка на бяло поле b3 · бяла пешка на черно поле c3 · бяла дама на бяло поле f3 · бяла пешка на бяло поле h3 · бяла пешка на бяло поле a2 · бял офицер на черно поле d2 · бял кон на бяло поле e2 · бяла пешка на бяло поле g2 · бял цар на бяло поле d1 · бял топ на черно поле e1 · бял топ на бяло поле f1 | черен цар на бяло поле c8 · черна дама на бяло поле e8 · черна пешка на черно поле a7 · черна пешка на бяло поле b7 · черна пешка на черно поле c7 · черен топ на черно поле e7 · черен офицер на черно поле d6 · черен топ на бяло поле e6 · черна пешка на черно поле f6 · черна пешка на бяло поле g6 · черна пешка на бяло поле d5 · черен кон на бяло поле f5 · черен кон на бяло поле c4 · бяла пешка на черно поле d4 · бяла пешка на черно поле f4 · бял кон на бяло поле g4 · черна пешка на черно поле h4 · бяла пешка на бяло поле b3 · бяла пешка на черно поле c3 · бяла дама на бяло поле f3 · бяла пешка на бяло поле h3 · бяла пешка на бяло поле a2 · бял офицер на черно поле d2 · бял кон на бяло поле e2 · бяла пешка на бяло поле g2 · бял цар на бяло поле d1 · бял топ на черно поле e1 · бял топ на бяло поле f1 | черен цар на бяло поле c8 · черна дама на бяло поле e8 · черна пешка на черно поле a7 · черна пешка на бяло поле b7 · черна пешка на черно поле c7 · черен топ на черно поле e7 · черен офицер на черно поле d6 · черен топ на бяло поле e6 · черна пешка на черно поле f6 · черна пешка на бяло поле g6 · черна пешка на бяло поле d5 · черен кон на бяло поле f5 · черен кон на бяло поле c4 · бяла пешка на черно поле d4 · бяла пешка на черно поле f4 · бял кон на бяло поле g4 · черна пешка на черно поле h4 · бяла пешка на бяло поле b3 · бяла пешка на черно поле c3 · бяла дама на бяло поле f3 · бяла пешка на бяло поле h3 · бяла пешка на бяло поле a2 · бял офицер на черно поле d2 · бял кон на бяло поле e2 · бяла пешка на бяло поле g2 · бял цар на бяло поле d1 · бял топ на черно поле e1 · бял топ на бяло поле f1 | черен цар на бяло поле c8 · черна дама на бяло поле e8 · черна пешка на черно поле a7 · черна пешка на бяло поле b7 · черна пешка на черно поле c7 · черен топ на черно поле e7 · черен офицер на черно поле d6 · черен топ на бяло поле e6 · черна пешка на черно поле f6 · черна пешка на бяло поле g6 · черна пешка на бяло поле d5 · черен кон на бяло поле f5 · черен кон на бяло поле c4 · бяла пешка на черно поле d4 · бяла пешка на черно поле f4 · бял кон на бяло поле g4 · черна пешка на черно поле h4 · бяла пешка на бяло поле b3 · бяла пешка на черно поле c3 · бяла дама на бяло поле f3 · бяла пешка на бяло поле h3 · бяла пешка на бяло поле a2 · бял офицер на черно поле d2 · бял кон на бяло поле e2 · бяла пешка на бяло поле g2 · бял цар на бяло поле d1 · бял топ на черно поле e1 · бял топ на бяло поле f1 | черен цар на бяло поле c8 · черна дама на бяло поле e8 · черна пешка на черно поле a7 · черна пешка на бяло поле b7 · черна пешка на черно поле c7 · черен топ на черно поле e7 · черен офицер на черно поле d6 · черен топ на бяло поле e6 · черна пешка на черно поле f6 · черна пешка на бяло поле g6 · черна пешка на бяло поле d5 · черен кон на бяло поле f5 · черен кон на бяло поле c4 · бяла пешка на черно поле d4 · бяла пешка на черно поле f4 · бял кон на бяло поле g4 · черна пешка на черно поле h4 · бяла пешка на бяло поле b3 · бяла пешка на черно поле c3 · бяла дама на бяло поле f3 · бяла пешка на бяло поле h3 · бяла пешка на бяло поле a2 · бял офицер на черно поле d2 · бял кон на бяло поле e2 · бяла пешка на бяло поле g2 · бял цар на бяло поле d1 · бял топ на черно поле e1 · бял топ на бяло поле f1 | черен цар на бяло поле c8 · черна дама на бяло поле e8 · черна пешка на черно поле a7 · черна пешка на бяло поле b7 · черна пешка на черно поле c7 · черен топ на черно поле e7 · черен офицер на черно поле d6 · черен топ на бяло поле e6 · черна пешка на черно поле f6 · черна пешка на бяло поле g6 · черна пешка на бяло поле d5 · черен кон на бяло поле f5 · черен кон на бяло поле c4 · бяла пешка на черно поле d4 · бяла пешка на черно поле f4 · бял кон на бяло поле g4 · черна пешка на черно поле h4 · бяла пешка на бяло поле b3 · бяла пешка на черно поле c3 · бяла дама на бяло поле f3 · бяла пешка на бяло поле h3 · бяла пешка на бяло поле a2 · бял офицер на черно поле d2 · бял кон на бяло поле e2 · бяла пешка на бяло поле g2 · бял цар на бяло поле d1 · бял топ на черно поле e1 · бял топ на бяло поле f1 | 1 |
|   | a | b | c | d | e | f | g | h |   |

Шест години по-късно, през 1936 г., Алехин побеждава Уилям Уинтър в Нотингам, отново използвайки този тип батерия. В позицията на диаграма 2 той жертва коня 26. ... Ka5-c4!! Белите не могат да приемат жертвата, защото след 27. b:c4 Да4+ разкриват царя си, който попада под атака и се изтласква в ъгъла с матови заплахи: 
28. Цс1 Ос3+ 29. Цb1 Tb6+ 30. Ца1. Затова партията продължава с 27. Ос1 Ксе3+ 28. О:е3 К:е3+ 29. К:е3 Т:е3 Оръдието на Алехин влиза в действие. 30. Дf2 Дb5 31. Kc1? T:c3 Черните спечелиха пешка. 32. Т:е7 О:е7 33. Де1! Цd7 34. f5 Te3! 35. Дf2 g5 36. Те1 Те4! 37. Т:е4 d:e4 38. Цd2? Od6 39. Цc3? Of4!! Едновременно нападение над Кс1 и пешката f5. Освен позиционното предимство Алехин ще спечели и втора пешка. Белите се предават. 

## Други партии
След Алехин шахматистите са се научили да използват по-добре този тип шахматна тактика, но също така знаят как по-добре да се защитават срещу нея. Въпреки това все още има печалби и загуби, причинени от нея.

### Лахно – Уъндзюн
|   | a | b | c | d | e | f | g | h |   |
| 8 | черна пешка на черно поле a7 · черна дама на черно поле g7 · черен цар на бяло поле h7 · черна пешка на черно поле b6 · черна пешка на черно поле d6 · черен офицер на бяло поле e6 · черен топ на бяло поле g6 · черна пешка на черно поле h6 · черен кон на черно поле a5 · бяла пешка на бяло поле b5 · черна пешка на черно поле c5 · черна пешка на черно поле e5 · черна пешка на бяло поле f5 · бяла пешка на бяло поле c4 · бяла пешка на черно поле f4 · черен топ на бяло поле g4 · бяла пешка на черно поле a3 · бяла пешка на бяло поле d3 · бяла пешка на черно поле g3 · бяла дама на бяло поле h3 · бял офицер на бяло поле a2 · бял офицер на черно поле d2 · бяла пешка на черно поле h2 · бял топ на бяло поле d1 · бял топ на бяло поле f1 · бял цар на черно поле g1 | черна пешка на черно поле a7 · черна дама на черно поле g7 · черен цар на бяло поле h7 · черна пешка на черно поле b6 · черна пешка на черно поле d6 · черен офицер на бяло поле e6 · черен топ на бяло поле g6 · черна пешка на черно поле h6 · черен кон на черно поле a5 · бяла пешка на бяло поле b5 · черна пешка на черно поле c5 · черна пешка на черно поле e5 · черна пешка на бяло поле f5 · бяла пешка на бяло поле c4 · бяла пешка на черно поле f4 · черен топ на бяло поле g4 · бяла пешка на черно поле a3 · бяла пешка на бяло поле d3 · бяла пешка на черно поле g3 · бяла дама на бяло поле h3 · бял офицер на бяло поле a2 · бял офицер на черно поле d2 · бяла пешка на черно поле h2 · бял топ на бяло поле d1 · бял топ на бяло поле f1 · бял цар на черно поле g1 | черна пешка на черно поле a7 · черна дама на черно поле g7 · черен цар на бяло поле h7 · черна пешка на черно поле b6 · черна пешка на черно поле d6 · черен офицер на бяло поле e6 · черен топ на бяло поле g6 · черна пешка на черно поле h6 · черен кон на черно поле a5 · бяла пешка на бяло поле b5 · черна пешка на черно поле c5 · черна пешка на черно поле e5 · черна пешка на бяло поле f5 · бяла пешка на бяло поле c4 · бяла пешка на черно поле f4 · черен топ на бяло поле g4 · бяла пешка на черно поле a3 · бяла пешка на бяло поле d3 · бяла пешка на черно поле g3 · бяла дама на бяло поле h3 · бял офицер на бяло поле a2 · бял офицер на черно поле d2 · бяла пешка на черно поле h2 · бял топ на бяло поле d1 · бял топ на бяло поле f1 · бял цар на черно поле g1 | черна пешка на черно поле a7 · черна дама на черно поле g7 · черен цар на бяло поле h7 · черна пешка на черно поле b6 · черна пешка на черно поле d6 · черен офицер на бяло поле e6 · черен топ на бяло поле g6 · черна пешка на черно поле h6 · черен кон на черно поле a5 · бяла пешка на бяло поле b5 · черна пешка на черно поле c5 · черна пешка на черно поле e5 · черна пешка на бяло поле f5 · бяла пешка на бяло поле c4 · бяла пешка на черно поле f4 · черен топ на бяло поле g4 · бяла пешка на черно поле a3 · бяла пешка на бяло поле d3 · бяла пешка на черно поле g3 · бяла дама на бяло поле h3 · бял офицер на бяло поле a2 · бял офицер на черно поле d2 · бяла пешка на черно поле h2 · бял топ на бяло поле d1 · бял топ на бяло поле f1 · бял цар на черно поле g1 | черна пешка на черно поле a7 · черна дама на черно поле g7 · черен цар на бяло поле h7 · черна пешка на черно поле b6 · черна пешка на черно поле d6 · черен офицер на бяло поле e6 · черен топ на бяло поле g6 · черна пешка на черно поле h6 · черен кон на черно поле a5 · бяла пешка на бяло поле b5 · черна пешка на черно поле c5 · черна пешка на черно поле e5 · черна пешка на бяло поле f5 · бяла пешка на бяло поле c4 · бяла пешка на черно поле f4 · черен топ на бяло поле g4 · бяла пешка на черно поле a3 · бяла пешка на бяло поле d3 · бяла пешка на черно поле g3 · бяла дама на бяло поле h3 · бял офицер на бяло поле a2 · бял офицер на черно поле d2 · бяла пешка на черно поле h2 · бял топ на бяло поле d1 · бял топ на бяло поле f1 · бял цар на черно поле g1 | черна пешка на черно поле a7 · черна дама на черно поле g7 · черен цар на бяло поле h7 · черна пешка на черно поле b6 · черна пешка на черно поле d6 · черен офицер на бяло поле e6 · черен топ на бяло поле g6 · черна пешка на черно поле h6 · черен кон на черно поле a5 · бяла пешка на бяло поле b5 · черна пешка на черно поле c5 · черна пешка на черно поле e5 · черна пешка на бяло поле f5 · бяла пешка на бяло поле c4 · бяла пешка на черно поле f4 · черен топ на бяло поле g4 · бяла пешка на черно поле a3 · бяла пешка на бяло поле d3 · бяла пешка на черно поле g3 · бяла дама на бяло поле h3 · бял офицер на бяло поле a2 · бял офицер на черно поле d2 · бяла пешка на черно поле h2 · бял топ на бяло поле d1 · бял топ на бяло поле f1 · бял цар на черно поле g1 | черна пешка на черно поле a7 · черна дама на черно поле g7 · черен цар на бяло поле h7 · черна пешка на черно поле b6 · черна пешка на черно поле d6 · черен офицер на бяло поле e6 · черен топ на бяло поле g6 · черна пешка на черно поле h6 · черен кон на черно поле a5 · бяла пешка на бяло поле b5 · черна пешка на черно поле c5 · черна пешка на черно поле e5 · черна пешка на бяло поле f5 · бяла пешка на бяло поле c4 · бяла пешка на черно поле f4 · черен топ на бяло поле g4 · бяла пешка на черно поле a3 · бяла пешка на бяло поле d3 · бяла пешка на черно поле g3 · бяла дама на бяло поле h3 · бял офицер на бяло поле a2 · бял офицер на черно поле d2 · бяла пешка на черно поле h2 · бял топ на бяло поле d1 · бял топ на бяло поле f1 · бял цар на черно поле g1 | черна пешка на черно поле a7 · черна дама на черно поле g7 · черен цар на бяло поле h7 · черна пешка на черно поле b6 · черна пешка на черно поле d6 · черен офицер на бяло поле e6 · черен топ на бяло поле g6 · черна пешка на черно поле h6 · черен кон на черно поле a5 · бяла пешка на бяло поле b5 · черна пешка на черно поле c5 · черна пешка на черно поле e5 · черна пешка на бяло поле f5 · бяла пешка на бяло поле c4 · бяла пешка на черно поле f4 · черен топ на бяло поле g4 · бяла пешка на черно поле a3 · бяла пешка на бяло поле d3 · бяла пешка на черно поле g3 · бяла дама на бяло поле h3 · бял офицер на бяло поле a2 · бял офицер на черно поле d2 · бяла пешка на черно поле h2 · бял топ на бяло поле d1 · бял топ на бяло поле f1 · бял цар на черно поле g1 | 8 |
| 7 | черна пешка на черно поле a7 · черна дама на черно поле g7 · черен цар на бяло поле h7 · черна пешка на черно поле b6 · черна пешка на черно поле d6 · черен офицер на бяло поле e6 · черен топ на бяло поле g6 · черна пешка на черно поле h6 · черен кон на черно поле a5 · бяла пешка на бяло поле b5 · черна пешка на черно поле c5 · черна пешка на черно поле e5 · черна пешка на бяло поле f5 · бяла пешка на бяло поле c4 · бяла пешка на черно поле f4 · черен топ на бяло поле g4 · бяла пешка на черно поле a3 · бяла пешка на бяло поле d3 · бяла пешка на черно поле g3 · бяла дама на бяло поле h3 · бял офицер на бяло поле a2 · бял офицер на черно поле d2 · бяла пешка на черно поле h2 · бял топ на бяло поле d1 · бял топ на бяло поле f1 · бял цар на черно поле g1 | черна пешка на черно поле a7 · черна дама на черно поле g7 · черен цар на бяло поле h7 · черна пешка на черно поле b6 · черна пешка на черно поле d6 · черен офицер на бяло поле e6 · черен топ на бяло поле g6 · черна пешка на черно поле h6 · черен кон на черно поле a5 · бяла пешка на бяло поле b5 · черна пешка на черно поле c5 · черна пешка на черно поле e5 · черна пешка на бяло поле f5 · бяла пешка на бяло поле c4 · бяла пешка на черно поле f4 · черен топ на бяло поле g4 · бяла пешка на черно поле a3 · бяла пешка на бяло поле d3 · бяла пешка на черно поле g3 · бяла дама на бяло поле h3 · бял офицер на бяло поле a2 · бял офицер на черно поле d2 · бяла пешка на черно поле h2 · бял топ на бяло поле d1 · бял топ на бяло поле f1 · бял цар на черно поле g1 | черна пешка на черно поле a7 · черна дама на черно поле g7 · черен цар на бяло поле h7 · черна пешка на черно поле b6 · черна пешка на черно поле d6 · черен офицер на бяло поле e6 · черен топ на бяло поле g6 · черна пешка на черно поле h6 · черен кон на черно поле a5 · бяла пешка на бяло поле b5 · черна пешка на черно поле c5 · черна пешка на черно поле e5 · черна пешка на бяло поле f5 · бяла пешка на бяло поле c4 · бяла пешка на черно поле f4 · черен топ на бяло поле g4 · бяла пешка на черно поле a3 · бяла пешка на бяло поле d3 · бяла пешка на черно поле g3 · бяла дама на бяло поле h3 · бял офицер на бяло поле a2 · бял офицер на черно поле d2 · бяла пешка на черно поле h2 · бял топ на бяло поле d1 · бял топ на бяло поле f1 · бял цар на черно поле g1 | черна пешка на черно поле a7 · черна дама на черно поле g7 · черен цар на бяло поле h7 · черна пешка на черно поле b6 · черна пешка на черно поле d6 · черен офицер на бяло поле e6 · черен топ на бяло поле g6 · черна пешка на черно поле h6 · черен кон на черно поле a5 · бяла пешка на бяло поле b5 · черна пешка на черно поле c5 · черна пешка на черно поле e5 · черна пешка на бяло поле f5 · бяла пешка на бяло поле c4 · бяла пешка на черно поле f4 · черен топ на бяло поле g4 · бяла пешка на черно поле a3 · бяла пешка на бяло поле d3 · бяла пешка на черно поле g3 · бяла дама на бяло поле h3 · бял офицер на бяло поле a2 · бял офицер на черно поле d2 · бяла пешка на черно поле h2 · бял топ на бяло поле d1 · бял топ на бяло поле f1 · бял цар на черно поле g1 | черна пешка на черно поле a7 · черна дама на черно поле g7 · черен цар на бяло поле h7 · черна пешка на черно поле b6 · черна пешка на черно поле d6 · черен офицер на бяло поле e6 · черен топ на бяло поле g6 · черна пешка на черно поле h6 · черен кон на черно поле a5 · бяла пешка на бяло поле b5 · черна пешка на черно поле c5 · черна пешка на черно поле e5 · черна пешка на бяло поле f5 · бяла пешка на бяло поле c4 · бяла пешка на черно поле f4 · черен топ на бяло поле g4 · бяла пешка на черно поле a3 · бяла пешка на бяло поле d3 · бяла пешка на черно поле g3 · бяла дама на бяло поле h3 · бял офицер на бяло поле a2 · бял офицер на черно поле d2 · бяла пешка на черно поле h2 · бял топ на бяло поле d1 · бял топ на бяло поле f1 · бял цар на черно поле g1 | черна пешка на черно поле a7 · черна дама на черно поле g7 · черен цар на бяло поле h7 · черна пешка на черно поле b6 · черна пешка на черно поле d6 · черен офицер на бяло поле e6 · черен топ на бяло поле g6 · черна пешка на черно поле h6 · черен кон на черно поле a5 · бяла пешка на бяло поле b5 · черна пешка на черно поле c5 · черна пешка на черно поле e5 · черна пешка на бяло поле f5 · бяла пешка на бяло поле c4 · бяла пешка на черно поле f4 · черен топ на бяло поле g4 · бяла пешка на черно поле a3 · бяла пешка на бяло поле d3 · бяла пешка на черно поле g3 · бяла дама на бяло поле h3 · бял офицер на бяло поле a2 · бял офицер на черно поле d2 · бяла пешка на черно поле h2 · бял топ на бяло поле d1 · бял топ на бяло поле f1 · бял цар на черно поле g1 | черна пешка на черно поле a7 · черна дама на черно поле g7 · черен цар на бяло поле h7 · черна пешка на черно поле b6 · черна пешка на черно поле d6 · черен офицер на бяло поле e6 · черен топ на бяло поле g6 · черна пешка на черно поле h6 · черен кон на черно поле a5 · бяла пешка на бяло поле b5 · черна пешка на черно поле c5 · черна пешка на черно поле e5 · черна пешка на бяло поле f5 · бяла пешка на бяло поле c4 · бяла пешка на черно поле f4 · черен топ на бяло поле g4 · бяла пешка на черно поле a3 · бяла пешка на бяло поле d3 · бяла пешка на черно поле g3 · бяла дама на бяло поле h3 · бял офицер на бяло поле a2 · бял офицер на черно поле d2 · бяла пешка на черно поле h2 · бял топ на бяло поле d1 · бял топ на бяло поле f1 · бял цар на черно поле g1 | черна пешка на черно поле a7 · черна дама на черно поле g7 · черен цар на бяло поле h7 · черна пешка на черно поле b6 · черна пешка на черно поле d6 · черен офицер на бяло поле e6 · черен топ на бяло поле g6 · черна пешка на черно поле h6 · черен кон на черно поле a5 · бяла пешка на бяло поле b5 · черна пешка на черно поле c5 · черна пешка на черно поле e5 · черна пешка на бяло поле f5 · бяла пешка на бяло поле c4 · бяла пешка на черно поле f4 · черен топ на бяло поле g4 · бяла пешка на черно поле a3 · бяла пешка на бяло поле d3 · бяла пешка на черно поле g3 · бяла дама на бяло поле h3 · бял офицер на бяло поле a2 · бял офицер на черно поле d2 · бяла пешка на черно поле h2 · бял топ на бяло поле d1 · бял топ на бяло поле f1 · бял цар на черно поле g1 | 7 |
| 6 | черна пешка на черно поле a7 · черна дама на черно поле g7 · черен цар на бяло поле h7 · черна пешка на черно поле b6 · черна пешка на черно поле d6 · черен офицер на бяло поле e6 · черен топ на бяло поле g6 · черна пешка на черно поле h6 · черен кон на черно поле a5 · бяла пешка на бяло поле b5 · черна пешка на черно поле c5 · черна пешка на черно поле e5 · черна пешка на бяло поле f5 · бяла пешка на бяло поле c4 · бяла пешка на черно поле f4 · черен топ на бяло поле g4 · бяла пешка на черно поле a3 · бяла пешка на бяло поле d3 · бяла пешка на черно поле g3 · бяла дама на бяло поле h3 · бял офицер на бяло поле a2 · бял офицер на черно поле d2 · бяла пешка на черно поле h2 · бял топ на бяло поле d1 · бял топ на бяло поле f1 · бял цар на черно поле g1 | черна пешка на черно поле a7 · черна дама на черно поле g7 · черен цар на бяло поле h7 · черна пешка на черно поле b6 · черна пешка на черно поле d6 · черен офицер на бяло поле e6 · черен топ на бяло поле g6 · черна пешка на черно поле h6 · черен кон на черно поле a5 · бяла пешка на бяло поле b5 · черна пешка на черно поле c5 · черна пешка на черно поле e5 · черна пешка на бяло поле f5 · бяла пешка на бяло поле c4 · бяла пешка на черно поле f4 · черен топ на бяло поле g4 · бяла пешка на черно поле a3 · бяла пешка на бяло поле d3 · бяла пешка на черно поле g3 · бяла дама на бяло поле h3 · бял офицер на бяло поле a2 · бял офицер на черно поле d2 · бяла пешка на черно поле h2 · бял топ на бяло поле d1 · бял топ на бяло поле f1 · бял цар на черно поле g1 | черна пешка на черно поле a7 · черна дама на черно поле g7 · черен цар на бяло поле h7 · черна пешка на черно поле b6 · черна пешка на черно поле d6 · черен офицер на бяло поле e6 · черен топ на бяло поле g6 · черна пешка на черно поле h6 · черен кон на черно поле a5 · бяла пешка на бяло поле b5 · черна пешка на черно поле c5 · черна пешка на черно поле e5 · черна пешка на бяло поле f5 · бяла пешка на бяло поле c4 · бяла пешка на черно поле f4 · черен топ на бяло поле g4 · бяла пешка на черно поле a3 · бяла пешка на бяло поле d3 · бяла пешка на черно поле g3 · бяла дама на бяло поле h3 · бял офицер на бяло поле a2 · бял офицер на черно поле d2 · бяла пешка на черно поле h2 · бял топ на бяло поле d1 · бял топ на бяло поле f1 · бял цар на черно поле g1 | черна пешка на черно поле a7 · черна дама на черно поле g7 · черен цар на бяло поле h7 · черна пешка на черно поле b6 · черна пешка на черно поле d6 · черен офицер на бяло поле e6 · черен топ на бяло поле g6 · черна пешка на черно поле h6 · черен кон на черно поле a5 · бяла пешка на бяло поле b5 · черна пешка на черно поле c5 · черна пешка на черно поле e5 · черна пешка на бяло поле f5 · бяла пешка на бяло поле c4 · бяла пешка на черно поле f4 · черен топ на бяло поле g4 · бяла пешка на черно поле a3 · бяла пешка на бяло поле d3 · бяла пешка на черно поле g3 · бяла дама на бяло поле h3 · бял офицер на бяло поле a2 · бял офицер на черно поле d2 · бяла пешка на черно поле h2 · бял топ на бяло поле d1 · бял топ на бяло поле f1 · бял цар на черно поле g1 | черна пешка на черно поле a7 · черна дама на черно поле g7 · черен цар на бяло поле h7 · черна пешка на черно поле b6 · черна пешка на черно поле d6 · черен офицер на бяло поле e6 · черен топ на бяло поле g6 · черна пешка на черно поле h6 · черен кон на черно поле a5 · бяла пешка на бяло поле b5 · черна пешка на черно поле c5 · черна пешка на черно поле e5 · черна пешка на бяло поле f5 · бяла пешка на бяло поле c4 · бяла пешка на черно поле f4 · черен топ на бяло поле g4 · бяла пешка на черно поле a3 · бяла пешка на бяло поле d3 · бяла пешка на черно поле g3 · бяла дама на бяло поле h3 · бял офицер на бяло поле a2 · бял офицер на черно поле d2 · бяла пешка на черно поле h2 · бял топ на бяло поле d1 · бял топ на бяло поле f1 · бял цар на черно поле g1 | черна пешка на черно поле a7 · черна дама на черно поле g7 · черен цар на бяло поле h7 · черна пешка на черно поле b6 · черна пешка на черно поле d6 · черен офицер на бяло поле e6 · черен топ на бяло поле g6 · черна пешка на черно поле h6 · черен кон на черно поле a5 · бяла пешка на бяло поле b5 · черна пешка на черно поле c5 · черна пешка на черно поле e5 · черна пешка на бяло поле f5 · бяла пешка на бяло поле c4 · бяла пешка на черно поле f4 · черен топ на бяло поле g4 · бяла пешка на черно поле a3 · бяла пешка на бяло поле d3 · бяла пешка на черно поле g3 · бяла дама на бяло поле h3 · бял офицер на бяло поле a2 · бял офицер на черно поле d2 · бяла пешка на черно поле h2 · бял топ на бяло поле d1 · бял топ на бяло поле f1 · бял цар на черно поле g1 | черна пешка на черно поле a7 · черна дама на черно поле g7 · черен цар на бяло поле h7 · черна пешка на черно поле b6 · черна пешка на черно поле d6 · черен офицер на бяло поле e6 · черен топ на бяло поле g6 · черна пешка на черно поле h6 · черен кон на черно поле a5 · бяла пешка на бяло поле b5 · черна пешка на черно поле c5 · черна пешка на черно поле e5 · черна пешка на бяло поле f5 · бяла пешка на бяло поле c4 · бяла пешка на черно поле f4 · черен топ на бяло поле g4 · бяла пешка на черно поле a3 · бяла пешка на бяло поле d3 · бяла пешка на черно поле g3 · бяла дама на бяло поле h3 · бял офицер на бяло поле a2 · бял офицер на черно поле d2 · бяла пешка на черно поле h2 · бял топ на бяло поле d1 · бял топ на бяло поле f1 · бял цар на черно поле g1 | черна пешка на черно поле a7 · черна дама на черно поле g7 · черен цар на бяло поле h7 · черна пешка на черно поле b6 · черна пешка на черно поле d6 · черен офицер на бяло поле e6 · черен топ на бяло поле g6 · черна пешка на черно поле h6 · черен кон на черно поле a5 · бяла пешка на бяло поле b5 · черна пешка на черно поле c5 · черна пешка на черно поле e5 · черна пешка на бяло поле f5 · бяла пешка на бяло поле c4 · бяла пешка на черно поле f4 · черен топ на бяло поле g4 · бяла пешка на черно поле a3 · бяла пешка на бяло поле d3 · бяла пешка на черно поле g3 · бяла дама на бяло поле h3 · бял офицер на бяло поле a2 · бял офицер на черно поле d2 · бяла пешка на черно поле h2 · бял топ на бяло поле d1 · бял топ на бяло поле f1 · бял цар на черно поле g1 | 6 |
| 5 | черна пешка на черно поле a7 · черна дама на черно поле g7 · черен цар на бяло поле h7 · черна пешка на черно поле b6 · черна пешка на черно поле d6 · черен офицер на бяло поле e6 · черен топ на бяло поле g6 · черна пешка на черно поле h6 · черен кон на черно поле a5 · бяла пешка на бяло поле b5 · черна пешка на черно поле c5 · черна пешка на черно поле e5 · черна пешка на бяло поле f5 · бяла пешка на бяло поле c4 · бяла пешка на черно поле f4 · черен топ на бяло поле g4 · бяла пешка на черно поле a3 · бяла пешка на бяло поле d3 · бяла пешка на черно поле g3 · бяла дама на бяло поле h3 · бял офицер на бяло поле a2 · бял офицер на черно поле d2 · бяла пешка на черно поле h2 · бял топ на бяло поле d1 · бял топ на бяло поле f1 · бял цар на черно поле g1 | черна пешка на черно поле a7 · черна дама на черно поле g7 · черен цар на бяло поле h7 · черна пешка на черно поле b6 · черна пешка на черно поле d6 · черен офицер на бяло поле e6 · черен топ на бяло поле g6 · черна пешка на черно поле h6 · черен кон на черно поле a5 · бяла пешка на бяло поле b5 · черна пешка на черно поле c5 · черна пешка на черно поле e5 · черна пешка на бяло поле f5 · бяла пешка на бяло поле c4 · бяла пешка на черно поле f4 · черен топ на бяло поле g4 · бяла пешка на черно поле a3 · бяла пешка на бяло поле d3 · бяла пешка на черно поле g3 · бяла дама на бяло поле h3 · бял офицер на бяло поле a2 · бял офицер на черно поле d2 · бяла пешка на черно поле h2 · бял топ на бяло поле d1 · бял топ на бяло поле f1 · бял цар на черно поле g1 | черна пешка на черно поле a7 · черна дама на черно поле g7 · черен цар на бяло поле h7 · черна пешка на черно поле b6 · черна пешка на черно поле d6 · черен офицер на бяло поле e6 · черен топ на бяло поле g6 · черна пешка на черно поле h6 · черен кон на черно поле a5 · бяла пешка на бяло поле b5 · черна пешка на черно поле c5 · черна пешка на черно поле e5 · черна пешка на бяло поле f5 · бяла пешка на бяло поле c4 · бяла пешка на черно поле f4 · черен топ на бяло поле g4 · бяла пешка на черно поле a3 · бяла пешка на бяло поле d3 · бяла пешка на черно поле g3 · бяла дама на бяло поле h3 · бял офицер на бяло поле a2 · бял офицер на черно поле d2 · бяла пешка на черно поле h2 · бял топ на бяло поле d1 · бял топ на бяло поле f1 · бял цар на черно поле g1 | черна пешка на черно поле a7 · черна дама на черно поле g7 · черен цар на бяло поле h7 · черна пешка на черно поле b6 · черна пешка на черно поле d6 · черен офицер на бяло поле e6 · черен топ на бяло поле g6 · черна пешка на черно поле h6 · черен кон на черно поле a5 · бяла пешка на бяло поле b5 · черна пешка на черно поле c5 · черна пешка на черно поле e5 · черна пешка на бяло поле f5 · бяла пешка на бяло поле c4 · бяла пешка на черно поле f4 · черен топ на бяло поле g4 · бяла пешка на черно поле a3 · бяла пешка на бяло поле d3 · бяла пешка на черно поле g3 · бяла дама на бяло поле h3 · бял офицер на бяло поле a2 · бял офицер на черно поле d2 · бяла пешка на черно поле h2 · бял топ на бяло поле d1 · бял топ на бяло поле f1 · бял цар на черно поле g1 | черна пешка на черно поле a7 · черна дама на черно поле g7 · черен цар на бяло поле h7 · черна пешка на черно поле b6 · черна пешка на черно поле d6 · черен офицер на бяло поле e6 · черен топ на бяло поле g6 · черна пешка на черно поле h6 · черен кон на черно поле a5 · бяла пешка на бяло поле b5 · черна пешка на черно поле c5 · черна пешка на черно поле e5 · черна пешка на бяло поле f5 · бяла пешка на бяло поле c4 · бяла пешка на черно поле f4 · черен топ на бяло поле g4 · бяла пешка на черно поле a3 · бяла пешка на бяло поле d3 · бяла пешка на черно поле g3 · бяла дама на бяло поле h3 · бял офицер на бяло поле a2 · бял офицер на черно поле d2 · бяла пешка на черно поле h2 · бял топ на бяло поле d1 · бял топ на бяло поле f1 · бял цар на черно поле g1 | черна пешка на черно поле a7 · черна дама на черно поле g7 · черен цар на бяло поле h7 · черна пешка на черно поле b6 · черна пешка на черно поле d6 · черен офицер на бяло поле e6 · черен топ на бяло поле g6 · черна пешка на черно поле h6 · черен кон на черно поле a5 · бяла пешка на бяло поле b5 · черна пешка на черно поле c5 · черна пешка на черно поле e5 · черна пешка на бяло поле f5 · бяла пешка на бяло поле c4 · бяла пешка на черно поле f4 · черен топ на бяло поле g4 · бяла пешка на черно поле a3 · бяла пешка на бяло поле d3 · бяла пешка на черно поле g3 · бяла дама на бяло поле h3 · бял офицер на бяло поле a2 · бял офицер на черно поле d2 · бяла пешка на черно поле h2 · бял топ на бяло поле d1 · бял топ на бяло поле f1 · бял цар на черно поле g1 | черна пешка на черно поле a7 · черна дама на черно поле g7 · черен цар на бяло поле h7 · черна пешка на черно поле b6 · черна пешка на черно поле d6 · черен офицер на бяло поле e6 · черен топ на бяло поле g6 · черна пешка на черно поле h6 · черен кон на черно поле a5 · бяла пешка на бяло поле b5 · черна пешка на черно поле c5 · черна пешка на черно поле e5 · черна пешка на бяло поле f5 · бяла пешка на бяло поле c4 · бяла пешка на черно поле f4 · черен топ на бяло поле g4 · бяла пешка на черно поле a3 · бяла пешка на бяло поле d3 · бяла пешка на черно поле g3 · бяла дама на бяло поле h3 · бял офицер на бяло поле a2 · бял офицер на черно поле d2 · бяла пешка на черно поле h2 · бял топ на бяло поле d1 · бял топ на бяло поле f1 · бял цар на черно поле g1 | черна пешка на черно поле a7 · черна дама на черно поле g7 · черен цар на бяло поле h7 · черна пешка на черно поле b6 · черна пешка на черно поле d6 · черен офицер на бяло поле e6 · черен топ на бяло поле g6 · черна пешка на черно поле h6 · черен кон на черно поле a5 · бяла пешка на бяло поле b5 · черна пешка на черно поле c5 · черна пешка на черно поле e5 · черна пешка на бяло поле f5 · бяла пешка на бяло поле c4 · бяла пешка на черно поле f4 · черен топ на бяло поле g4 · бяла пешка на черно поле a3 · бяла пешка на бяло поле d3 · бяла пешка на черно поле g3 · бяла дама на бяло поле h3 · бял офицер на бяло поле a2 · бял офицер на черно поле d2 · бяла пешка на черно поле h2 · бял топ на бяло поле d1 · бял топ на бяло поле f1 · бял цар на черно поле g1 | 5 |
| 4 | черна пешка на черно поле a7 · черна дама на черно поле g7 · черен цар на бяло поле h7 · черна пешка на черно поле b6 · черна пешка на черно поле d6 · черен офицер на бяло поле e6 · черен топ на бяло поле g6 · черна пешка на черно поле h6 · черен кон на черно поле a5 · бяла пешка на бяло поле b5 · черна пешка на черно поле c5 · черна пешка на черно поле e5 · черна пешка на бяло поле f5 · бяла пешка на бяло поле c4 · бяла пешка на черно поле f4 · черен топ на бяло поле g4 · бяла пешка на черно поле a3 · бяла пешка на бяло поле d3 · бяла пешка на черно поле g3 · бяла дама на бяло поле h3 · бял офицер на бяло поле a2 · бял офицер на черно поле d2 · бяла пешка на черно поле h2 · бял топ на бяло поле d1 · бял топ на бяло поле f1 · бял цар на черно поле g1 | черна пешка на черно поле a7 · черна дама на черно поле g7 · черен цар на бяло поле h7 · черна пешка на черно поле b6 · черна пешка на черно поле d6 · черен офицер на бяло поле e6 · черен топ на бяло поле g6 · черна пешка на черно поле h6 · черен кон на черно поле a5 · бяла пешка на бяло поле b5 · черна пешка на черно поле c5 · черна пешка на черно поле e5 · черна пешка на бяло поле f5 · бяла пешка на бяло поле c4 · бяла пешка на черно поле f4 · черен топ на бяло поле g4 · бяла пешка на черно поле a3 · бяла пешка на бяло поле d3 · бяла пешка на черно поле g3 · бяла дама на бяло поле h3 · бял офицер на бяло поле a2 · бял офицер на черно поле d2 · бяла пешка на черно поле h2 · бял топ на бяло поле d1 · бял топ на бяло поле f1 · бял цар на черно поле g1 | черна пешка на черно поле a7 · черна дама на черно поле g7 · черен цар на бяло поле h7 · черна пешка на черно поле b6 · черна пешка на черно поле d6 · черен офицер на бяло поле e6 · черен топ на бяло поле g6 · черна пешка на черно поле h6 · черен кон на черно поле a5 · бяла пешка на бяло поле b5 · черна пешка на черно поле c5 · черна пешка на черно поле e5 · черна пешка на бяло поле f5 · бяла пешка на бяло поле c4 · бяла пешка на черно поле f4 · черен топ на бяло поле g4 · бяла пешка на черно поле a3 · бяла пешка на бяло поле d3 · бяла пешка на черно поле g3 · бяла дама на бяло поле h3 · бял офицер на бяло поле a2 · бял офицер на черно поле d2 · бяла пешка на черно поле h2 · бял топ на бяло поле d1 · бял топ на бяло поле f1 · бял цар на черно поле g1 | черна пешка на черно поле a7 · черна дама на черно поле g7 · черен цар на бяло поле h7 · черна пешка на черно поле b6 · черна пешка на черно поле d6 · черен офицер на бяло поле e6 · черен топ на бяло поле g6 · черна пешка на черно поле h6 · черен кон на черно поле a5 · бяла пешка на бяло поле b5 · черна пешка на черно поле c5 · черна пешка на черно поле e5 · черна пешка на бяло поле f5 · бяла пешка на бяло поле c4 · бяла пешка на черно поле f4 · черен топ на бяло поле g4 · бяла пешка на черно поле a3 · бяла пешка на бяло поле d3 · бяла пешка на черно поле g3 · бяла дама на бяло поле h3 · бял офицер на бяло поле a2 · бял офицер на черно поле d2 · бяла пешка на черно поле h2 · бял топ на бяло поле d1 · бял топ на бяло поле f1 · бял цар на черно поле g1 | черна пешка на черно поле a7 · черна дама на черно поле g7 · черен цар на бяло поле h7 · черна пешка на черно поле b6 · черна пешка на черно поле d6 · черен офицер на бяло поле e6 · черен топ на бяло поле g6 · черна пешка на черно поле h6 · черен кон на черно поле a5 · бяла пешка на бяло поле b5 · черна пешка на черно поле c5 · черна пешка на черно поле e5 · черна пешка на бяло поле f5 · бяла пешка на бяло поле c4 · бяла пешка на черно поле f4 · черен топ на бяло поле g4 · бяла пешка на черно поле a3 · бяла пешка на бяло поле d3 · бяла пешка на черно поле g3 · бяла дама на бяло поле h3 · бял офицер на бяло поле a2 · бял офицер на черно поле d2 · бяла пешка на черно поле h2 · бял топ на бяло поле d1 · бял топ на бяло поле f1 · бял цар на черно поле g1 | черна пешка на черно поле a7 · черна дама на черно поле g7 · черен цар на бяло поле h7 · черна пешка на черно поле b6 · черна пешка на черно поле d6 · черен офицер на бяло поле e6 · черен топ на бяло поле g6 · черна пешка на черно поле h6 · черен кон на черно поле a5 · бяла пешка на бяло поле b5 · черна пешка на черно поле c5 · черна пешка на черно поле e5 · черна пешка на бяло поле f5 · бяла пешка на бяло поле c4 · бяла пешка на черно поле f4 · черен топ на бяло поле g4 · бяла пешка на черно поле a3 · бяла пешка на бяло поле d3 · бяла пешка на черно поле g3 · бяла дама на бяло поле h3 · бял офицер на бяло поле a2 · бял офицер на черно поле d2 · бяла пешка на черно поле h2 · бял топ на бяло поле d1 · бял топ на бяло поле f1 · бял цар на черно поле g1 | черна пешка на черно поле a7 · черна дама на черно поле g7 · черен цар на бяло поле h7 · черна пешка на черно поле b6 · черна пешка на черно поле d6 · черен офицер на бяло поле e6 · черен топ на бяло поле g6 · черна пешка на черно поле h6 · черен кон на черно поле a5 · бяла пешка на бяло поле b5 · черна пешка на черно поле c5 · черна пешка на черно поле e5 · черна пешка на бяло поле f5 · бяла пешка на бяло поле c4 · бяла пешка на черно поле f4 · черен топ на бяло поле g4 · бяла пешка на черно поле a3 · бяла пешка на бяло поле d3 · бяла пешка на черно поле g3 · бяла дама на бяло поле h3 · бял офицер на бяло поле a2 · бял офицер на черно поле d2 · бяла пешка на черно поле h2 · бял топ на бяло поле d1 · бял топ на бяло поле f1 · бял цар на черно поле g1 | черна пешка на черно поле a7 · черна дама на черно поле g7 · черен цар на бяло поле h7 · черна пешка на черно поле b6 · черна пешка на черно поле d6 · черен офицер на бяло поле e6 · черен топ на бяло поле g6 · черна пешка на черно поле h6 · черен кон на черно поле a5 · бяла пешка на бяло поле b5 · черна пешка на черно поле c5 · черна пешка на черно поле e5 · черна пешка на бяло поле f5 · бяла пешка на бяло поле c4 · бяла пешка на черно поле f4 · черен топ на бяло поле g4 · бяла пешка на черно поле a3 · бяла пешка на бяло поле d3 · бяла пешка на черно поле g3 · бяла дама на бяло поле h3 · бял офицер на бяло поле a2 · бял офицер на черно поле d2 · бяла пешка на черно поле h2 · бял топ на бяло поле d1 · бял топ на бяло поле f1 · бял цар на черно поле g1 | 4 |
| 3 | черна пешка на черно поле a7 · черна дама на черно поле g7 · черен цар на бяло поле h7 · черна пешка на черно поле b6 · черна пешка на черно поле d6 · черен офицер на бяло поле e6 · черен топ на бяло поле g6 · черна пешка на черно поле h6 · черен кон на черно поле a5 · бяла пешка на бяло поле b5 · черна пешка на черно поле c5 · черна пешка на черно поле e5 · черна пешка на бяло поле f5 · бяла пешка на бяло поле c4 · бяла пешка на черно поле f4 · черен топ на бяло поле g4 · бяла пешка на черно поле a3 · бяла пешка на бяло поле d3 · бяла пешка на черно поле g3 · бяла дама на бяло поле h3 · бял офицер на бяло поле a2 · бял офицер на черно поле d2 · бяла пешка на черно поле h2 · бял топ на бяло поле d1 · бял топ на бяло поле f1 · бял цар на черно поле g1 | черна пешка на черно поле a7 · черна дама на черно поле g7 · черен цар на бяло поле h7 · черна пешка на черно поле b6 · черна пешка на черно поле d6 · черен офицер на бяло поле e6 · черен топ на бяло поле g6 · черна пешка на черно поле h6 · черен кон на черно поле a5 · бяла пешка на бяло поле b5 · черна пешка на черно поле c5 · черна пешка на черно поле e5 · черна пешка на бяло поле f5 · бяла пешка на бяло поле c4 · бяла пешка на черно поле f4 · черен топ на бяло поле g4 · бяла пешка на черно поле a3 · бяла пешка на бяло поле d3 · бяла пешка на черно поле g3 · бяла дама на бяло поле h3 · бял офицер на бяло поле a2 · бял офицер на черно поле d2 · бяла пешка на черно поле h2 · бял топ на бяло поле d1 · бял топ на бяло поле f1 · бял цар на черно поле g1 | черна пешка на черно поле a7 · черна дама на черно поле g7 · черен цар на бяло поле h7 · черна пешка на черно поле b6 · черна пешка на черно поле d6 · черен офицер на бяло поле e6 · черен топ на бяло поле g6 · черна пешка на черно поле h6 · черен кон на черно поле a5 · бяла пешка на бяло поле b5 · черна пешка на черно поле c5 · черна пешка на черно поле e5 · черна пешка на бяло поле f5 · бяла пешка на бяло поле c4 · бяла пешка на черно поле f4 · черен топ на бяло поле g4 · бяла пешка на черно поле a3 · бяла пешка на бяло поле d3 · бяла пешка на черно поле g3 · бяла дама на бяло поле h3 · бял офицер на бяло поле a2 · бял офицер на черно поле d2 · бяла пешка на черно поле h2 · бял топ на бяло поле d1 · бял топ на бяло поле f1 · бял цар на черно поле g1 | черна пешка на черно поле a7 · черна дама на черно поле g7 · черен цар на бяло поле h7 · черна пешка на черно поле b6 · черна пешка на черно поле d6 · черен офицер на бяло поле e6 · черен топ на бяло поле g6 · черна пешка на черно поле h6 · черен кон на черно поле a5 · бяла пешка на бяло поле b5 · черна пешка на черно поле c5 · черна пешка на черно поле e5 · черна пешка на бяло поле f5 · бяла пешка на бяло поле c4 · бяла пешка на черно поле f4 · черен топ на бяло поле g4 · бяла пешка на черно поле a3 · бяла пешка на бяло поле d3 · бяла пешка на черно поле g3 · бяла дама на бяло поле h3 · бял офицер на бяло поле a2 · бял офицер на черно поле d2 · бяла пешка на черно поле h2 · бял топ на бяло поле d1 · бял топ на бяло поле f1 · бял цар на черно поле g1 | черна пешка на черно поле a7 · черна дама на черно поле g7 · черен цар на бяло поле h7 · черна пешка на черно поле b6 · черна пешка на черно поле d6 · черен офицер на бяло поле e6 · черен топ на бяло поле g6 · черна пешка на черно поле h6 · черен кон на черно поле a5 · бяла пешка на бяло поле b5 · черна пешка на черно поле c5 · черна пешка на черно поле e5 · черна пешка на бяло поле f5 · бяла пешка на бяло поле c4 · бяла пешка на черно поле f4 · черен топ на бяло поле g4 · бяла пешка на черно поле a3 · бяла пешка на бяло поле d3 · бяла пешка на черно поле g3 · бяла дама на бяло поле h3 · бял офицер на бяло поле a2 · бял офицер на черно поле d2 · бяла пешка на черно поле h2 · бял топ на бяло поле d1 · бял топ на бяло поле f1 · бял цар на черно поле g1 | черна пешка на черно поле a7 · черна дама на черно поле g7 · черен цар на бяло поле h7 · черна пешка на черно поле b6 · черна пешка на черно поле d6 · черен офицер на бяло поле e6 · черен топ на бяло поле g6 · черна пешка на черно поле h6 · черен кон на черно поле a5 · бяла пешка на бяло поле b5 · черна пешка на черно поле c5 · черна пешка на черно поле e5 · черна пешка на бяло поле f5 · бяла пешка на бяло поле c4 · бяла пешка на черно поле f4 · черен топ на бяло поле g4 · бяла пешка на черно поле a3 · бяла пешка на бяло поле d3 · бяла пешка на черно поле g3 · бяла дама на бяло поле h3 · бял офицер на бяло поле a2 · бял офицер на черно поле d2 · бяла пешка на черно поле h2 · бял топ на бяло поле d1 · бял топ на бяло поле f1 · бял цар на черно поле g1 | черна пешка на черно поле a7 · черна дама на черно поле g7 · черен цар на бяло поле h7 · черна пешка на черно поле b6 · черна пешка на черно поле d6 · черен офицер на бяло поле e6 · черен топ на бяло поле g6 · черна пешка на черно поле h6 · черен кон на черно поле a5 · бяла пешка на бяло поле b5 · черна пешка на черно поле c5 · черна пешка на черно поле e5 · черна пешка на бяло поле f5 · бяла пешка на бяло поле c4 · бяла пешка на черно поле f4 · черен топ на бяло поле g4 · бяла пешка на черно поле a3 · бяла пешка на бяло поле d3 · бяла пешка на черно поле g3 · бяла дама на бяло поле h3 · бял офицер на бяло поле a2 · бял офицер на черно поле d2 · бяла пешка на черно поле h2 · бял топ на бяло поле d1 · бял топ на бяло поле f1 · бял цар на черно поле g1 | черна пешка на черно поле a7 · черна дама на черно поле g7 · черен цар на бяло поле h7 · черна пешка на черно поле b6 · черна пешка на черно поле d6 · черен офицер на бяло поле e6 · черен топ на бяло поле g6 · черна пешка на черно поле h6 · черен кон на черно поле a5 · бяла пешка на бяло поле b5 · черна пешка на черно поле c5 · черна пешка на черно поле e5 · черна пешка на бяло поле f5 · бяла пешка на бяло поле c4 · бяла пешка на черно поле f4 · черен топ на бяло поле g4 · бяла пешка на черно поле a3 · бяла пешка на бяло поле d3 · бяла пешка на черно поле g3 · бяла дама на бяло поле h3 · бял офицер на бяло поле a2 · бял офицер на черно поле d2 · бяла пешка на черно поле h2 · бял топ на бяло поле d1 · бял топ на бяло поле f1 · бял цар на черно поле g1 | 3 |
| 2 | черна пешка на черно поле a7 · черна дама на черно поле g7 · черен цар на бяло поле h7 · черна пешка на черно поле b6 · черна пешка на черно поле d6 · черен офицер на бяло поле e6 · черен топ на бяло поле g6 · черна пешка на черно поле h6 · черен кон на черно поле a5 · бяла пешка на бяло поле b5 · черна пешка на черно поле c5 · черна пешка на черно поле e5 · черна пешка на бяло поле f5 · бяла пешка на бяло поле c4 · бяла пешка на черно поле f4 · черен топ на бяло поле g4 · бяла пешка на черно поле a3 · бяла пешка на бяло поле d3 · бяла пешка на черно поле g3 · бяла дама на бяло поле h3 · бял офицер на бяло поле a2 · бял офицер на черно поле d2 · бяла пешка на черно поле h2 · бял топ на бяло поле d1 · бял топ на бяло поле f1 · бял цар на черно поле g1 | черна пешка на черно поле a7 · черна дама на черно поле g7 · черен цар на бяло поле h7 · черна пешка на черно поле b6 · черна пешка на черно поле d6 · черен офицер на бяло поле e6 · черен топ на бяло поле g6 · черна пешка на черно поле h6 · черен кон на черно поле a5 · бяла пешка на бяло поле b5 · черна пешка на черно поле c5 · черна пешка на черно поле e5 · черна пешка на бяло поле f5 · бяла пешка на бяло поле c4 · бяла пешка на черно поле f4 · черен топ на бяло поле g4 · бяла пешка на черно поле a3 · бяла пешка на бяло поле d3 · бяла пешка на черно поле g3 · бяла дама на бяло поле h3 · бял офицер на бяло поле a2 · бял офицер на черно поле d2 · бяла пешка на черно поле h2 · бял топ на бяло поле d1 · бял топ на бяло поле f1 · бял цар на черно поле g1 | черна пешка на черно поле a7 · черна дама на черно поле g7 · черен цар на бяло поле h7 · черна пешка на черно поле b6 · черна пешка на черно поле d6 · черен офицер на бяло поле e6 · черен топ на бяло поле g6 · черна пешка на черно поле h6 · черен кон на черно поле a5 · бяла пешка на бяло поле b5 · черна пешка на черно поле c5 · черна пешка на черно поле e5 · черна пешка на бяло поле f5 · бяла пешка на бяло поле c4 · бяла пешка на черно поле f4 · черен топ на бяло поле g4 · бяла пешка на черно поле a3 · бяла пешка на бяло поле d3 · бяла пешка на черно поле g3 · бяла дама на бяло поле h3 · бял офицер на бяло поле a2 · бял офицер на черно поле d2 · бяла пешка на черно поле h2 · бял топ на бяло поле d1 · бял топ на бяло поле f1 · бял цар на черно поле g1 | черна пешка на черно поле a7 · черна дама на черно поле g7 · черен цар на бяло поле h7 · черна пешка на черно поле b6 · черна пешка на черно поле d6 · черен офицер на бяло поле e6 · черен топ на бяло поле g6 · черна пешка на черно поле h6 · черен кон на черно поле a5 · бяла пешка на бяло поле b5 · черна пешка на черно поле c5 · черна пешка на черно поле e5 · черна пешка на бяло поле f5 · бяла пешка на бяло поле c4 · бяла пешка на черно поле f4 · черен топ на бяло поле g4 · бяла пешка на черно поле a3 · бяла пешка на бяло поле d3 · бяла пешка на черно поле g3 · бяла дама на бяло поле h3 · бял офицер на бяло поле a2 · бял офицер на черно поле d2 · бяла пешка на черно поле h2 · бял топ на бяло поле d1 · бял топ на бяло поле f1 · бял цар на черно поле g1 | черна пешка на черно поле a7 · черна дама на черно поле g7 · черен цар на бяло поле h7 · черна пешка на черно поле b6 · черна пешка на черно поле d6 · черен офицер на бяло поле e6 · черен топ на бяло поле g6 · черна пешка на черно поле h6 · черен кон на черно поле a5 · бяла пешка на бяло поле b5 · черна пешка на черно поле c5 · черна пешка на черно поле e5 · черна пешка на бяло поле f5 · бяла пешка на бяло поле c4 · бяла пешка на черно поле f4 · черен топ на бяло поле g4 · бяла пешка на черно поле a3 · бяла пешка на бяло поле d3 · бяла пешка на черно поле g3 · бяла дама на бяло поле h3 · бял офицер на бяло поле a2 · бял офицер на черно поле d2 · бяла пешка на черно поле h2 · бял топ на бяло поле d1 · бял топ на бяло поле f1 · бял цар на черно поле g1 | черна пешка на черно поле a7 · черна дама на черно поле g7 · черен цар на бяло поле h7 · черна пешка на черно поле b6 · черна пешка на черно поле d6 · черен офицер на бяло поле e6 · черен топ на бяло поле g6 · черна пешка на черно поле h6 · черен кон на черно поле a5 · бяла пешка на бяло поле b5 · черна пешка на черно поле c5 · черна пешка на черно поле e5 · черна пешка на бяло поле f5 · бяла пешка на бяло поле c4 · бяла пешка на черно поле f4 · черен топ на бяло поле g4 · бяла пешка на черно поле a3 · бяла пешка на бяло поле d3 · бяла пешка на черно поле g3 · бяла дама на бяло поле h3 · бял офицер на бяло поле a2 · бял офицер на черно поле d2 · бяла пешка на черно поле h2 · бял топ на бяло поле d1 · бял топ на бяло поле f1 · бял цар на черно поле g1 | черна пешка на черно поле a7 · черна дама на черно поле g7 · черен цар на бяло поле h7 · черна пешка на черно поле b6 · черна пешка на черно поле d6 · черен офицер на бяло поле e6 · черен топ на бяло поле g6 · черна пешка на черно поле h6 · черен кон на черно поле a5 · бяла пешка на бяло поле b5 · черна пешка на черно поле c5 · черна пешка на черно поле e5 · черна пешка на бяло поле f5 · бяла пешка на бяло поле c4 · бяла пешка на черно поле f4 · черен топ на бяло поле g4 · бяла пешка на черно поле a3 · бяла пешка на бяло поле d3 · бяла пешка на черно поле g3 · бяла дама на бяло поле h3 · бял офицер на бяло поле a2 · бял офицер на черно поле d2 · бяла пешка на черно поле h2 · бял топ на бяло поле d1 · бял топ на бяло поле f1 · бял цар на черно поле g1 | черна пешка на черно поле a7 · черна дама на черно поле g7 · черен цар на бяло поле h7 · черна пешка на черно поле b6 · черна пешка на черно поле d6 · черен офицер на бяло поле e6 · черен топ на бяло поле g6 · черна пешка на черно поле h6 · черен кон на черно поле a5 · бяла пешка на бяло поле b5 · черна пешка на черно поле c5 · черна пешка на черно поле e5 · черна пешка на бяло поле f5 · бяла пешка на бяло поле c4 · бяла пешка на черно поле f4 · черен топ на бяло поле g4 · бяла пешка на черно поле a3 · бяла пешка на бяло поле d3 · бяла пешка на черно поле g3 · бяла дама на бяло поле h3 · бял офицер на бяло поле a2 · бял офицер на черно поле d2 · бяла пешка на черно поле h2 · бял топ на бяло поле d1 · бял топ на бяло поле f1 · бял цар на черно поле g1 | 2 |
| 1 | черна пешка на черно поле a7 · черна дама на черно поле g7 · черен цар на бяло поле h7 · черна пешка на черно поле b6 · черна пешка на черно поле d6 · черен офицер на бяло поле e6 · черен топ на бяло поле g6 · черна пешка на черно поле h6 · черен кон на черно поле a5 · бяла пешка на бяло поле b5 · черна пешка на черно поле c5 · черна пешка на черно поле e5 · черна пешка на бяло поле f5 · бяла пешка на бяло поле c4 · бяла пешка на черно поле f4 · черен топ на бяло поле g4 · бяла пешка на черно поле a3 · бяла пешка на бяло поле d3 · бяла пешка на черно поле g3 · бяла дама на бяло поле h3 · бял офицер на бяло поле a2 · бял офицер на черно поле d2 · бяла пешка на черно поле h2 · бял топ на бяло поле d1 · бял топ на бяло поле f1 · бял цар на черно поле g1 | черна пешка на черно поле a7 · черна дама на черно поле g7 · черен цар на бяло поле h7 · черна пешка на черно поле b6 · черна пешка на черно поле d6 · черен офицер на бяло поле e6 · черен топ на бяло поле g6 · черна пешка на черно поле h6 · черен кон на черно поле a5 · бяла пешка на бяло поле b5 · черна пешка на черно поле c5 · черна пешка на черно поле e5 · черна пешка на бяло поле f5 · бяла пешка на бяло поле c4 · бяла пешка на черно поле f4 · черен топ на бяло поле g4 · бяла пешка на черно поле a3 · бяла пешка на бяло поле d3 · бяла пешка на черно поле g3 · бяла дама на бяло поле h3 · бял офицер на бяло поле a2 · бял офицер на черно поле d2 · бяла пешка на черно поле h2 · бял топ на бяло поле d1 · бял топ на бяло поле f1 · бял цар на черно поле g1 | черна пешка на черно поле a7 · черна дама на черно поле g7 · черен цар на бяло поле h7 · черна пешка на черно поле b6 · черна пешка на черно поле d6 · черен офицер на бяло поле e6 · черен топ на бяло поле g6 · черна пешка на черно поле h6 · черен кон на черно поле a5 · бяла пешка на бяло поле b5 · черна пешка на черно поле c5 · черна пешка на черно поле e5 · черна пешка на бяло поле f5 · бяла пешка на бяло поле c4 · бяла пешка на черно поле f4 · черен топ на бяло поле g4 · бяла пешка на черно поле a3 · бяла пешка на бяло поле d3 · бяла пешка на черно поле g3 · бяла дама на бяло поле h3 · бял офицер на бяло поле a2 · бял офицер на черно поле d2 · бяла пешка на черно поле h2 · бял топ на бяло поле d1 · бял топ на бяло поле f1 · бял цар на черно поле g1 | черна пешка на черно поле a7 · черна дама на черно поле g7 · черен цар на бяло поле h7 · черна пешка на черно поле b6 · черна пешка на черно поле d6 · черен офицер на бяло поле e6 · черен топ на бяло поле g6 · черна пешка на черно поле h6 · черен кон на черно поле a5 · бяла пешка на бяло поле b5 · черна пешка на черно поле c5 · черна пешка на черно поле e5 · черна пешка на бяло поле f5 · бяла пешка на бяло поле c4 · бяла пешка на черно поле f4 · черен топ на бяло поле g4 · бяла пешка на черно поле a3 · бяла пешка на бяло поле d3 · бяла пешка на черно поле g3 · бяла дама на бяло поле h3 · бял офицер на бяло поле a2 · бял офицер на черно поле d2 · бяла пешка на черно поле h2 · бял топ на бяло поле d1 · бял топ на бяло поле f1 · бял цар на черно поле g1 | черна пешка на черно поле a7 · черна дама на черно поле g7 · черен цар на бяло поле h7 · черна пешка на черно поле b6 · черна пешка на черно поле d6 · черен офицер на бяло поле e6 · черен топ на бяло поле g6 · черна пешка на черно поле h6 · черен кон на черно поле a5 · бяла пешка на бяло поле b5 · черна пешка на черно поле c5 · черна пешка на черно поле e5 · черна пешка на бяло поле f5 · бяла пешка на бяло поле c4 · бяла пешка на черно поле f4 · черен топ на бяло поле g4 · бяла пешка на черно поле a3 · бяла пешка на бяло поле d3 · бяла пешка на черно поле g3 · бяла дама на бяло поле h3 · бял офицер на бяло поле a2 · бял офицер на черно поле d2 · бяла пешка на черно поле h2 · бял топ на бяло поле d1 · бял топ на бяло поле f1 · бял цар на черно поле g1 | черна пешка на черно поле a7 · черна дама на черно поле g7 · черен цар на бяло поле h7 · черна пешка на черно поле b6 · черна пешка на черно поле d6 · черен офицер на бяло поле e6 · черен топ на бяло поле g6 · черна пешка на черно поле h6 · черен кон на черно поле a5 · бяла пешка на бяло поле b5 · черна пешка на черно поле c5 · черна пешка на черно поле e5 · черна пешка на бяло поле f5 · бяла пешка на бяло поле c4 · бяла пешка на черно поле f4 · черен топ на бяло поле g4 · бяла пешка на черно поле a3 · бяла пешка на бяло поле d3 · бяла пешка на черно поле g3 · бяла дама на бяло поле h3 · бял офицер на бяло поле a2 · бял офицер на черно поле d2 · бяла пешка на черно поле h2 · бял топ на бяло поле d1 · бял топ на бяло поле f1 · бял цар на черно поле g1 | черна пешка на черно поле a7 · черна дама на черно поле g7 · черен цар на бяло поле h7 · черна пешка на черно поле b6 · черна пешка на черно поле d6 · черен офицер на бяло поле e6 · черен топ на бяло поле g6 · черна пешка на черно поле h6 · черен кон на черно поле a5 · бяла пешка на бяло поле b5 · черна пешка на черно поле c5 · черна пешка на черно поле e5 · черна пешка на бяло поле f5 · бяла пешка на бяло поле c4 · бяла пешка на черно поле f4 · черен топ на бяло поле g4 · бяла пешка на черно поле a3 · бяла пешка на бяло поле d3 · бяла пешка на черно поле g3 · бяла дама на бяло поле h3 · бял офицер на бяло поле a2 · бял офицер на черно поле d2 · бяла пешка на черно поле h2 · бял топ на бяло поле d1 · бял топ на бяло поле f1 · бял цар на черно поле g1 | черна пешка на черно поле a7 · черна дама на черно поле g7 · черен цар на бяло поле h7 · черна пешка на черно поле b6 · черна пешка на черно поле d6 · черен офицер на бяло поле e6 · черен топ на бяло поле g6 · черна пешка на черно поле h6 · черен кон на черно поле a5 · бяла пешка на бяло поле b5 · черна пешка на черно поле c5 · черна пешка на черно поле e5 · черна пешка на бяло поле f5 · бяла пешка на бяло поле c4 · бяла пешка на черно поле f4 · черен топ на бяло поле g4 · бяла пешка на черно поле a3 · бяла пешка на бяло поле d3 · бяла пешка на черно поле g3 · бяла дама на бяло поле h3 · бял офицер на бяло поле a2 · бял офицер на черно поле d2 · бяла пешка на черно поле h2 · бял топ на бяло поле d1 · бял топ на бяло поле f1 · бял цар на черно поле g1 | 1 |
|   | a | b | c | d | e | f | g | h |   |

През ноември 2018 г. Оръдието на Алехин е успешно използвано от Дзю Уъндзюн срещу Катерина Лахно в VI-та партия от Световното първенство на ФИДЕ за жени (диаграма 3).

След хода на черните 27. ... Дf7-g7 атаката е можела да бъде опровергана с перфектна защита Оd1, Tf3, но Лахно не успява да я открие и се отказва пет хода по-късно. Следват ходовете
28. Цh1?? Oc8

29. Дh5? Ob7+

30. Цg1 T:g3+!!

31. h:g3 T:g3+

32. Цf2 Tg2+ и белите се предават, защото след 35. Це3 Дg3+ 
36. Tf3 O:f3 37. Д:f3 губят качество, а при 35. Це1?? Дg3+ получават мат 36. Тf2 Д:f2#. Уъндзюн спечелва мача и с него титлата.

### Бернадски – Гуджрати
|   | a | b | c | d | e | f | g | h |   |
| 8 | черен цар на черно поле h8 · черна пешка на бяло поле b7 · черен топ на черно поле e7 · бяла дама на бяло поле f7 · черна пешка на черно поле g7 · черна пешка на бяло поле a6 · черна пешка на бяло поле c6 · черна пешка на черно поле h6 · черна дама на черно поле e5 · бял топ на бяло поле g4 · бял топ на черно поле g3 · бяла пешка на бяло поле h3 · бяла пешка на бяло поле a2 · бяла пешка на черно поле b2 · черен топ на бяло поле e2 · бяла пешка на черно поле f2 · бяла пешка на бяло поле g2 · бял цар на черно поле g1 | черен цар на черно поле h8 · черна пешка на бяло поле b7 · черен топ на черно поле e7 · бяла дама на бяло поле f7 · черна пешка на черно поле g7 · черна пешка на бяло поле a6 · черна пешка на бяло поле c6 · черна пешка на черно поле h6 · черна дама на черно поле e5 · бял топ на бяло поле g4 · бял топ на черно поле g3 · бяла пешка на бяло поле h3 · бяла пешка на бяло поле a2 · бяла пешка на черно поле b2 · черен топ на бяло поле e2 · бяла пешка на черно поле f2 · бяла пешка на бяло поле g2 · бял цар на черно поле g1 | черен цар на черно поле h8 · черна пешка на бяло поле b7 · черен топ на черно поле e7 · бяла дама на бяло поле f7 · черна пешка на черно поле g7 · черна пешка на бяло поле a6 · черна пешка на бяло поле c6 · черна пешка на черно поле h6 · черна дама на черно поле e5 · бял топ на бяло поле g4 · бял топ на черно поле g3 · бяла пешка на бяло поле h3 · бяла пешка на бяло поле a2 · бяла пешка на черно поле b2 · черен топ на бяло поле e2 · бяла пешка на черно поле f2 · бяла пешка на бяло поле g2 · бял цар на черно поле g1 | черен цар на черно поле h8 · черна пешка на бяло поле b7 · черен топ на черно поле e7 · бяла дама на бяло поле f7 · черна пешка на черно поле g7 · черна пешка на бяло поле a6 · черна пешка на бяло поле c6 · черна пешка на черно поле h6 · черна дама на черно поле e5 · бял топ на бяло поле g4 · бял топ на черно поле g3 · бяла пешка на бяло поле h3 · бяла пешка на бяло поле a2 · бяла пешка на черно поле b2 · черен топ на бяло поле e2 · бяла пешка на черно поле f2 · бяла пешка на бяло поле g2 · бял цар на черно поле g1 | черен цар на черно поле h8 · черна пешка на бяло поле b7 · черен топ на черно поле e7 · бяла дама на бяло поле f7 · черна пешка на черно поле g7 · черна пешка на бяло поле a6 · черна пешка на бяло поле c6 · черна пешка на черно поле h6 · черна дама на черно поле e5 · бял топ на бяло поле g4 · бял топ на черно поле g3 · бяла пешка на бяло поле h3 · бяла пешка на бяло поле a2 · бяла пешка на черно поле b2 · черен топ на бяло поле e2 · бяла пешка на черно поле f2 · бяла пешка на бяло поле g2 · бял цар на черно поле g1 | черен цар на черно поле h8 · черна пешка на бяло поле b7 · черен топ на черно поле e7 · бяла дама на бяло поле f7 · черна пешка на черно поле g7 · черна пешка на бяло поле a6 · черна пешка на бяло поле c6 · черна пешка на черно поле h6 · черна дама на черно поле e5 · бял топ на бяло поле g4 · бял топ на черно поле g3 · бяла пешка на бяло поле h3 · бяла пешка на бяло поле a2 · бяла пешка на черно поле b2 · черен топ на бяло поле e2 · бяла пешка на черно поле f2 · бяла пешка на бяло поле g2 · бял цар на черно поле g1 | черен цар на черно поле h8 · черна пешка на бяло поле b7 · черен топ на черно поле e7 · бяла дама на бяло поле f7 · черна пешка на черно поле g7 · черна пешка на бяло поле a6 · черна пешка на бяло поле c6 · черна пешка на черно поле h6 · черна дама на черно поле e5 · бял топ на бяло поле g4 · бял топ на черно поле g3 · бяла пешка на бяло поле h3 · бяла пешка на бяло поле a2 · бяла пешка на черно поле b2 · черен топ на бяло поле e2 · бяла пешка на черно поле f2 · бяла пешка на бяло поле g2 · бял цар на черно поле g1 | черен цар на черно поле h8 · черна пешка на бяло поле b7 · черен топ на черно поле e7 · бяла дама на бяло поле f7 · черна пешка на черно поле g7 · черна пешка на бяло поле a6 · черна пешка на бяло поле c6 · черна пешка на черно поле h6 · черна дама на черно поле e5 · бял топ на бяло поле g4 · бял топ на черно поле g3 · бяла пешка на бяло поле h3 · бяла пешка на бяло поле a2 · бяла пешка на черно поле b2 · черен топ на бяло поле e2 · бяла пешка на черно поле f2 · бяла пешка на бяло поле g2 · бял цар на черно поле g1 | 8 |
| 7 | черен цар на черно поле h8 · черна пешка на бяло поле b7 · черен топ на черно поле e7 · бяла дама на бяло поле f7 · черна пешка на черно поле g7 · черна пешка на бяло поле a6 · черна пешка на бяло поле c6 · черна пешка на черно поле h6 · черна дама на черно поле e5 · бял топ на бяло поле g4 · бял топ на черно поле g3 · бяла пешка на бяло поле h3 · бяла пешка на бяло поле a2 · бяла пешка на черно поле b2 · черен топ на бяло поле e2 · бяла пешка на черно поле f2 · бяла пешка на бяло поле g2 · бял цар на черно поле g1 | черен цар на черно поле h8 · черна пешка на бяло поле b7 · черен топ на черно поле e7 · бяла дама на бяло поле f7 · черна пешка на черно поле g7 · черна пешка на бяло поле a6 · черна пешка на бяло поле c6 · черна пешка на черно поле h6 · черна дама на черно поле e5 · бял топ на бяло поле g4 · бял топ на черно поле g3 · бяла пешка на бяло поле h3 · бяла пешка на бяло поле a2 · бяла пешка на черно поле b2 · черен топ на бяло поле e2 · бяла пешка на черно поле f2 · бяла пешка на бяло поле g2 · бял цар на черно поле g1 | черен цар на черно поле h8 · черна пешка на бяло поле b7 · черен топ на черно поле e7 · бяла дама на бяло поле f7 · черна пешка на черно поле g7 · черна пешка на бяло поле a6 · черна пешка на бяло поле c6 · черна пешка на черно поле h6 · черна дама на черно поле e5 · бял топ на бяло поле g4 · бял топ на черно поле g3 · бяла пешка на бяло поле h3 · бяла пешка на бяло поле a2 · бяла пешка на черно поле b2 · черен топ на бяло поле e2 · бяла пешка на черно поле f2 · бяла пешка на бяло поле g2 · бял цар на черно поле g1 | черен цар на черно поле h8 · черна пешка на бяло поле b7 · черен топ на черно поле e7 · бяла дама на бяло поле f7 · черна пешка на черно поле g7 · черна пешка на бяло поле a6 · черна пешка на бяло поле c6 · черна пешка на черно поле h6 · черна дама на черно поле e5 · бял топ на бяло поле g4 · бял топ на черно поле g3 · бяла пешка на бяло поле h3 · бяла пешка на бяло поле a2 · бяла пешка на черно поле b2 · черен топ на бяло поле e2 · бяла пешка на черно поле f2 · бяла пешка на бяло поле g2 · бял цар на черно поле g1 | черен цар на черно поле h8 · черна пешка на бяло поле b7 · черен топ на черно поле e7 · бяла дама на бяло поле f7 · черна пешка на черно поле g7 · черна пешка на бяло поле a6 · черна пешка на бяло поле c6 · черна пешка на черно поле h6 · черна дама на черно поле e5 · бял топ на бяло поле g4 · бял топ на черно поле g3 · бяла пешка на бяло поле h3 · бяла пешка на бяло поле a2 · бяла пешка на черно поле b2 · черен топ на бяло поле e2 · бяла пешка на черно поле f2 · бяла пешка на бяло поле g2 · бял цар на черно поле g1 | черен цар на черно поле h8 · черна пешка на бяло поле b7 · черен топ на черно поле e7 · бяла дама на бяло поле f7 · черна пешка на черно поле g7 · черна пешка на бяло поле a6 · черна пешка на бяло поле c6 · черна пешка на черно поле h6 · черна дама на черно поле e5 · бял топ на бяло поле g4 · бял топ на черно поле g3 · бяла пешка на бяло поле h3 · бяла пешка на бяло поле a2 · бяла пешка на черно поле b2 · черен топ на бяло поле e2 · бяла пешка на черно поле f2 · бяла пешка на бяло поле g2 · бял цар на черно поле g1 | черен цар на черно поле h8 · черна пешка на бяло поле b7 · черен топ на черно поле e7 · бяла дама на бяло поле f7 · черна пешка на черно поле g7 · черна пешка на бяло поле a6 · черна пешка на бяло поле c6 · черна пешка на черно поле h6 · черна дама на черно поле e5 · бял топ на бяло поле g4 · бял топ на черно поле g3 · бяла пешка на бяло поле h3 · бяла пешка на бяло поле a2 · бяла пешка на черно поле b2 · черен топ на бяло поле e2 · бяла пешка на черно поле f2 · бяла пешка на бяло поле g2 · бял цар на черно поле g1 | черен цар на черно поле h8 · черна пешка на бяло поле b7 · черен топ на черно поле e7 · бяла дама на бяло поле f7 · черна пешка на черно поле g7 · черна пешка на бяло поле a6 · черна пешка на бяло поле c6 · черна пешка на черно поле h6 · черна дама на черно поле e5 · бял топ на бяло поле g4 · бял топ на черно поле g3 · бяла пешка на бяло поле h3 · бяла пешка на бяло поле a2 · бяла пешка на черно поле b2 · черен топ на бяло поле e2 · бяла пешка на черно поле f2 · бяла пешка на бяло поле g2 · бял цар на черно поле g1 | 7 |
| 6 | черен цар на черно поле h8 · черна пешка на бяло поле b7 · черен топ на черно поле e7 · бяла дама на бяло поле f7 · черна пешка на черно поле g7 · черна пешка на бяло поле a6 · черна пешка на бяло поле c6 · черна пешка на черно поле h6 · черна дама на черно поле e5 · бял топ на бяло поле g4 · бял топ на черно поле g3 · бяла пешка на бяло поле h3 · бяла пешка на бяло поле a2 · бяла пешка на черно поле b2 · черен топ на бяло поле e2 · бяла пешка на черно поле f2 · бяла пешка на бяло поле g2 · бял цар на черно поле g1 | черен цар на черно поле h8 · черна пешка на бяло поле b7 · черен топ на черно поле e7 · бяла дама на бяло поле f7 · черна пешка на черно поле g7 · черна пешка на бяло поле a6 · черна пешка на бяло поле c6 · черна пешка на черно поле h6 · черна дама на черно поле e5 · бял топ на бяло поле g4 · бял топ на черно поле g3 · бяла пешка на бяло поле h3 · бяла пешка на бяло поле a2 · бяла пешка на черно поле b2 · черен топ на бяло поле e2 · бяла пешка на черно поле f2 · бяла пешка на бяло поле g2 · бял цар на черно поле g1 | черен цар на черно поле h8 · черна пешка на бяло поле b7 · черен топ на черно поле e7 · бяла дама на бяло поле f7 · черна пешка на черно поле g7 · черна пешка на бяло поле a6 · черна пешка на бяло поле c6 · черна пешка на черно поле h6 · черна дама на черно поле e5 · бял топ на бяло поле g4 · бял топ на черно поле g3 · бяла пешка на бяло поле h3 · бяла пешка на бяло поле a2 · бяла пешка на черно поле b2 · черен топ на бяло поле e2 · бяла пешка на черно поле f2 · бяла пешка на бяло поле g2 · бял цар на черно поле g1 | черен цар на черно поле h8 · черна пешка на бяло поле b7 · черен топ на черно поле e7 · бяла дама на бяло поле f7 · черна пешка на черно поле g7 · черна пешка на бяло поле a6 · черна пешка на бяло поле c6 · черна пешка на черно поле h6 · черна дама на черно поле e5 · бял топ на бяло поле g4 · бял топ на черно поле g3 · бяла пешка на бяло поле h3 · бяла пешка на бяло поле a2 · бяла пешка на черно поле b2 · черен топ на бяло поле e2 · бяла пешка на черно поле f2 · бяла пешка на бяло поле g2 · бял цар на черно поле g1 | черен цар на черно поле h8 · черна пешка на бяло поле b7 · черен топ на черно поле e7 · бяла дама на бяло поле f7 · черна пешка на черно поле g7 · черна пешка на бяло поле a6 · черна пешка на бяло поле c6 · черна пешка на черно поле h6 · черна дама на черно поле e5 · бял топ на бяло поле g4 · бял топ на черно поле g3 · бяла пешка на бяло поле h3 · бяла пешка на бяло поле a2 · бяла пешка на черно поле b2 · черен топ на бяло поле e2 · бяла пешка на черно поле f2 · бяла пешка на бяло поле g2 · бял цар на черно поле g1 | черен цар на черно поле h8 · черна пешка на бяло поле b7 · черен топ на черно поле e7 · бяла дама на бяло поле f7 · черна пешка на черно поле g7 · черна пешка на бяло поле a6 · черна пешка на бяло поле c6 · черна пешка на черно поле h6 · черна дама на черно поле e5 · бял топ на бяло поле g4 · бял топ на черно поле g3 · бяла пешка на бяло поле h3 · бяла пешка на бяло поле a2 · бяла пешка на черно поле b2 · черен топ на бяло поле e2 · бяла пешка на черно поле f2 · бяла пешка на бяло поле g2 · бял цар на черно поле g1 | черен цар на черно поле h8 · черна пешка на бяло поле b7 · черен топ на черно поле e7 · бяла дама на бяло поле f7 · черна пешка на черно поле g7 · черна пешка на бяло поле a6 · черна пешка на бяло поле c6 · черна пешка на черно поле h6 · черна дама на черно поле e5 · бял топ на бяло поле g4 · бял топ на черно поле g3 · бяла пешка на бяло поле h3 · бяла пешка на бяло поле a2 · бяла пешка на черно поле b2 · черен топ на бяло поле e2 · бяла пешка на черно поле f2 · бяла пешка на бяло поле g2 · бял цар на черно поле g1 | черен цар на черно поле h8 · черна пешка на бяло поле b7 · черен топ на черно поле e7 · бяла дама на бяло поле f7 · черна пешка на черно поле g7 · черна пешка на бяло поле a6 · черна пешка на бяло поле c6 · черна пешка на черно поле h6 · черна дама на черно поле e5 · бял топ на бяло поле g4 · бял топ на черно поле g3 · бяла пешка на бяло поле h3 · бяла пешка на бяло поле a2 · бяла пешка на черно поле b2 · черен топ на бяло поле e2 · бяла пешка на черно поле f2 · бяла пешка на бяло поле g2 · бял цар на черно поле g1 | 6 |
| 5 | черен цар на черно поле h8 · черна пешка на бяло поле b7 · черен топ на черно поле e7 · бяла дама на бяло поле f7 · черна пешка на черно поле g7 · черна пешка на бяло поле a6 · черна пешка на бяло поле c6 · черна пешка на черно поле h6 · черна дама на черно поле e5 · бял топ на бяло поле g4 · бял топ на черно поле g3 · бяла пешка на бяло поле h3 · бяла пешка на бяло поле a2 · бяла пешка на черно поле b2 · черен топ на бяло поле e2 · бяла пешка на черно поле f2 · бяла пешка на бяло поле g2 · бял цар на черно поле g1 | черен цар на черно поле h8 · черна пешка на бяло поле b7 · черен топ на черно поле e7 · бяла дама на бяло поле f7 · черна пешка на черно поле g7 · черна пешка на бяло поле a6 · черна пешка на бяло поле c6 · черна пешка на черно поле h6 · черна дама на черно поле e5 · бял топ на бяло поле g4 · бял топ на черно поле g3 · бяла пешка на бяло поле h3 · бяла пешка на бяло поле a2 · бяла пешка на черно поле b2 · черен топ на бяло поле e2 · бяла пешка на черно поле f2 · бяла пешка на бяло поле g2 · бял цар на черно поле g1 | черен цар на черно поле h8 · черна пешка на бяло поле b7 · черен топ на черно поле e7 · бяла дама на бяло поле f7 · черна пешка на черно поле g7 · черна пешка на бяло поле a6 · черна пешка на бяло поле c6 · черна пешка на черно поле h6 · черна дама на черно поле e5 · бял топ на бяло поле g4 · бял топ на черно поле g3 · бяла пешка на бяло поле h3 · бяла пешка на бяло поле a2 · бяла пешка на черно поле b2 · черен топ на бяло поле e2 · бяла пешка на черно поле f2 · бяла пешка на бяло поле g2 · бял цар на черно поле g1 | черен цар на черно поле h8 · черна пешка на бяло поле b7 · черен топ на черно поле e7 · бяла дама на бяло поле f7 · черна пешка на черно поле g7 · черна пешка на бяло поле a6 · черна пешка на бяло поле c6 · черна пешка на черно поле h6 · черна дама на черно поле e5 · бял топ на бяло поле g4 · бял топ на черно поле g3 · бяла пешка на бяло поле h3 · бяла пешка на бяло поле a2 · бяла пешка на черно поле b2 · черен топ на бяло поле e2 · бяла пешка на черно поле f2 · бяла пешка на бяло поле g2 · бял цар на черно поле g1 | черен цар на черно поле h8 · черна пешка на бяло поле b7 · черен топ на черно поле e7 · бяла дама на бяло поле f7 · черна пешка на черно поле g7 · черна пешка на бяло поле a6 · черна пешка на бяло поле c6 · черна пешка на черно поле h6 · черна дама на черно поле e5 · бял топ на бяло поле g4 · бял топ на черно поле g3 · бяла пешка на бяло поле h3 · бяла пешка на бяло поле a2 · бяла пешка на черно поле b2 · черен топ на бяло поле e2 · бяла пешка на черно поле f2 · бяла пешка на бяло поле g2 · бял цар на черно поле g1 | черен цар на черно поле h8 · черна пешка на бяло поле b7 · черен топ на черно поле e7 · бяла дама на бяло поле f7 · черна пешка на черно поле g7 · черна пешка на бяло поле a6 · черна пешка на бяло поле c6 · черна пешка на черно поле h6 · черна дама на черно поле e5 · бял топ на бяло поле g4 · бял топ на черно поле g3 · бяла пешка на бяло поле h3 · бяла пешка на бяло поле a2 · бяла пешка на черно поле b2 · черен топ на бяло поле e2 · бяла пешка на черно поле f2 · бяла пешка на бяло поле g2 · бял цар на черно поле g1 | черен цар на черно поле h8 · черна пешка на бяло поле b7 · черен топ на черно поле e7 · бяла дама на бяло поле f7 · черна пешка на черно поле g7 · черна пешка на бяло поле a6 · черна пешка на бяло поле c6 · черна пешка на черно поле h6 · черна дама на черно поле e5 · бял топ на бяло поле g4 · бял топ на черно поле g3 · бяла пешка на бяло поле h3 · бяла пешка на бяло поле a2 · бяла пешка на черно поле b2 · черен топ на бяло поле e2 · бяла пешка на черно поле f2 · бяла пешка на бяло поле g2 · бял цар на черно поле g1 | черен цар на черно поле h8 · черна пешка на бяло поле b7 · черен топ на черно поле e7 · бяла дама на бяло поле f7 · черна пешка на черно поле g7 · черна пешка на бяло поле a6 · черна пешка на бяло поле c6 · черна пешка на черно поле h6 · черна дама на черно поле e5 · бял топ на бяло поле g4 · бял топ на черно поле g3 · бяла пешка на бяло поле h3 · бяла пешка на бяло поле a2 · бяла пешка на черно поле b2 · черен топ на бяло поле e2 · бяла пешка на черно поле f2 · бяла пешка на бяло поле g2 · бял цар на черно поле g1 | 5 |
| 4 | черен цар на черно поле h8 · черна пешка на бяло поле b7 · черен топ на черно поле e7 · бяла дама на бяло поле f7 · черна пешка на черно поле g7 · черна пешка на бяло поле a6 · черна пешка на бяло поле c6 · черна пешка на черно поле h6 · черна дама на черно поле e5 · бял топ на бяло поле g4 · бял топ на черно поле g3 · бяла пешка на бяло поле h3 · бяла пешка на бяло поле a2 · бяла пешка на черно поле b2 · черен топ на бяло поле e2 · бяла пешка на черно поле f2 · бяла пешка на бяло поле g2 · бял цар на черно поле g1 | черен цар на черно поле h8 · черна пешка на бяло поле b7 · черен топ на черно поле e7 · бяла дама на бяло поле f7 · черна пешка на черно поле g7 · черна пешка на бяло поле a6 · черна пешка на бяло поле c6 · черна пешка на черно поле h6 · черна дама на черно поле e5 · бял топ на бяло поле g4 · бял топ на черно поле g3 · бяла пешка на бяло поле h3 · бяла пешка на бяло поле a2 · бяла пешка на черно поле b2 · черен топ на бяло поле e2 · бяла пешка на черно поле f2 · бяла пешка на бяло поле g2 · бял цар на черно поле g1 | черен цар на черно поле h8 · черна пешка на бяло поле b7 · черен топ на черно поле e7 · бяла дама на бяло поле f7 · черна пешка на черно поле g7 · черна пешка на бяло поле a6 · черна пешка на бяло поле c6 · черна пешка на черно поле h6 · черна дама на черно поле e5 · бял топ на бяло поле g4 · бял топ на черно поле g3 · бяла пешка на бяло поле h3 · бяла пешка на бяло поле a2 · бяла пешка на черно поле b2 · черен топ на бяло поле e2 · бяла пешка на черно поле f2 · бяла пешка на бяло поле g2 · бял цар на черно поле g1 | черен цар на черно поле h8 · черна пешка на бяло поле b7 · черен топ на черно поле e7 · бяла дама на бяло поле f7 · черна пешка на черно поле g7 · черна пешка на бяло поле a6 · черна пешка на бяло поле c6 · черна пешка на черно поле h6 · черна дама на черно поле e5 · бял топ на бяло поле g4 · бял топ на черно поле g3 · бяла пешка на бяло поле h3 · бяла пешка на бяло поле a2 · бяла пешка на черно поле b2 · черен топ на бяло поле e2 · бяла пешка на черно поле f2 · бяла пешка на бяло поле g2 · бял цар на черно поле g1 | черен цар на черно поле h8 · черна пешка на бяло поле b7 · черен топ на черно поле e7 · бяла дама на бяло поле f7 · черна пешка на черно поле g7 · черна пешка на бяло поле a6 · черна пешка на бяло поле c6 · черна пешка на черно поле h6 · черна дама на черно поле e5 · бял топ на бяло поле g4 · бял топ на черно поле g3 · бяла пешка на бяло поле h3 · бяла пешка на бяло поле a2 · бяла пешка на черно поле b2 · черен топ на бяло поле e2 · бяла пешка на черно поле f2 · бяла пешка на бяло поле g2 · бял цар на черно поле g1 | черен цар на черно поле h8 · черна пешка на бяло поле b7 · черен топ на черно поле e7 · бяла дама на бяло поле f7 · черна пешка на черно поле g7 · черна пешка на бяло поле a6 · черна пешка на бяло поле c6 · черна пешка на черно поле h6 · черна дама на черно поле e5 · бял топ на бяло поле g4 · бял топ на черно поле g3 · бяла пешка на бяло поле h3 · бяла пешка на бяло поле a2 · бяла пешка на черно поле b2 · черен топ на бяло поле e2 · бяла пешка на черно поле f2 · бяла пешка на бяло поле g2 · бял цар на черно поле g1 | черен цар на черно поле h8 · черна пешка на бяло поле b7 · черен топ на черно поле e7 · бяла дама на бяло поле f7 · черна пешка на черно поле g7 · черна пешка на бяло поле a6 · черна пешка на бяло поле c6 · черна пешка на черно поле h6 · черна дама на черно поле e5 · бял топ на бяло поле g4 · бял топ на черно поле g3 · бяла пешка на бяло поле h3 · бяла пешка на бяло поле a2 · бяла пешка на черно поле b2 · черен топ на бяло поле e2 · бяла пешка на черно поле f2 · бяла пешка на бяло поле g2 · бял цар на черно поле g1 | черен цар на черно поле h8 · черна пешка на бяло поле b7 · черен топ на черно поле e7 · бяла дама на бяло поле f7 · черна пешка на черно поле g7 · черна пешка на бяло поле a6 · черна пешка на бяло поле c6 · черна пешка на черно поле h6 · черна дама на черно поле e5 · бял топ на бяло поле g4 · бял топ на черно поле g3 · бяла пешка на бяло поле h3 · бяла пешка на бяло поле a2 · бяла пешка на черно поле b2 · черен топ на бяло поле e2 · бяла пешка на черно поле f2 · бяла пешка на бяло поле g2 · бял цар на черно поле g1 | 4 |
| 3 | черен цар на черно поле h8 · черна пешка на бяло поле b7 · черен топ на черно поле e7 · бяла дама на бяло поле f7 · черна пешка на черно поле g7 · черна пешка на бяло поле a6 · черна пешка на бяло поле c6 · черна пешка на черно поле h6 · черна дама на черно поле e5 · бял топ на бяло поле g4 · бял топ на черно поле g3 · бяла пешка на бяло поле h3 · бяла пешка на бяло поле a2 · бяла пешка на черно поле b2 · черен топ на бяло поле e2 · бяла пешка на черно поле f2 · бяла пешка на бяло поле g2 · бял цар на черно поле g1 | черен цар на черно поле h8 · черна пешка на бяло поле b7 · черен топ на черно поле e7 · бяла дама на бяло поле f7 · черна пешка на черно поле g7 · черна пешка на бяло поле a6 · черна пешка на бяло поле c6 · черна пешка на черно поле h6 · черна дама на черно поле e5 · бял топ на бяло поле g4 · бял топ на черно поле g3 · бяла пешка на бяло поле h3 · бяла пешка на бяло поле a2 · бяла пешка на черно поле b2 · черен топ на бяло поле e2 · бяла пешка на черно поле f2 · бяла пешка на бяло поле g2 · бял цар на черно поле g1 | черен цар на черно поле h8 · черна пешка на бяло поле b7 · черен топ на черно поле e7 · бяла дама на бяло поле f7 · черна пешка на черно поле g7 · черна пешка на бяло поле a6 · черна пешка на бяло поле c6 · черна пешка на черно поле h6 · черна дама на черно поле e5 · бял топ на бяло поле g4 · бял топ на черно поле g3 · бяла пешка на бяло поле h3 · бяла пешка на бяло поле a2 · бяла пешка на черно поле b2 · черен топ на бяло поле e2 · бяла пешка на черно поле f2 · бяла пешка на бяло поле g2 · бял цар на черно поле g1 | черен цар на черно поле h8 · черна пешка на бяло поле b7 · черен топ на черно поле e7 · бяла дама на бяло поле f7 · черна пешка на черно поле g7 · черна пешка на бяло поле a6 · черна пешка на бяло поле c6 · черна пешка на черно поле h6 · черна дама на черно поле e5 · бял топ на бяло поле g4 · бял топ на черно поле g3 · бяла пешка на бяло поле h3 · бяла пешка на бяло поле a2 · бяла пешка на черно поле b2 · черен топ на бяло поле e2 · бяла пешка на черно поле f2 · бяла пешка на бяло поле g2 · бял цар на черно поле g1 | черен цар на черно поле h8 · черна пешка на бяло поле b7 · черен топ на черно поле e7 · бяла дама на бяло поле f7 · черна пешка на черно поле g7 · черна пешка на бяло поле a6 · черна пешка на бяло поле c6 · черна пешка на черно поле h6 · черна дама на черно поле e5 · бял топ на бяло поле g4 · бял топ на черно поле g3 · бяла пешка на бяло поле h3 · бяла пешка на бяло поле a2 · бяла пешка на черно поле b2 · черен топ на бяло поле e2 · бяла пешка на черно поле f2 · бяла пешка на бяло поле g2 · бял цар на черно поле g1 | черен цар на черно поле h8 · черна пешка на бяло поле b7 · черен топ на черно поле e7 · бяла дама на бяло поле f7 · черна пешка на черно поле g7 · черна пешка на бяло поле a6 · черна пешка на бяло поле c6 · черна пешка на черно поле h6 · черна дама на черно поле e5 · бял топ на бяло поле g4 · бял топ на черно поле g3 · бяла пешка на бяло поле h3 · бяла пешка на бяло поле a2 · бяла пешка на черно поле b2 · черен топ на бяло поле e2 · бяла пешка на черно поле f2 · бяла пешка на бяло поле g2 · бял цар на черно поле g1 | черен цар на черно поле h8 · черна пешка на бяло поле b7 · черен топ на черно поле e7 · бяла дама на бяло поле f7 · черна пешка на черно поле g7 · черна пешка на бяло поле a6 · черна пешка на бяло поле c6 · черна пешка на черно поле h6 · черна дама на черно поле e5 · бял топ на бяло поле g4 · бял топ на черно поле g3 · бяла пешка на бяло поле h3 · бяла пешка на бяло поле a2 · бяла пешка на черно поле b2 · черен топ на бяло поле e2 · бяла пешка на черно поле f2 · бяла пешка на бяло поле g2 · бял цар на черно поле g1 | черен цар на черно поле h8 · черна пешка на бяло поле b7 · черен топ на черно поле e7 · бяла дама на бяло поле f7 · черна пешка на черно поле g7 · черна пешка на бяло поле a6 · черна пешка на бяло поле c6 · черна пешка на черно поле h6 · черна дама на черно поле e5 · бял топ на бяло поле g4 · бял топ на черно поле g3 · бяла пешка на бяло поле h3 · бяла пешка на бяло поле a2 · бяла пешка на черно поле b2 · черен топ на бяло поле e2 · бяла пешка на черно поле f2 · бяла пешка на бяло поле g2 · бял цар на черно поле g1 | 3 |
| 2 | черен цар на черно поле h8 · черна пешка на бяло поле b7 · черен топ на черно поле e7 · бяла дама на бяло поле f7 · черна пешка на черно поле g7 · черна пешка на бяло поле a6 · черна пешка на бяло поле c6 · черна пешка на черно поле h6 · черна дама на черно поле e5 · бял топ на бяло поле g4 · бял топ на черно поле g3 · бяла пешка на бяло поле h3 · бяла пешка на бяло поле a2 · бяла пешка на черно поле b2 · черен топ на бяло поле e2 · бяла пешка на черно поле f2 · бяла пешка на бяло поле g2 · бял цар на черно поле g1 | черен цар на черно поле h8 · черна пешка на бяло поле b7 · черен топ на черно поле e7 · бяла дама на бяло поле f7 · черна пешка на черно поле g7 · черна пешка на бяло поле a6 · черна пешка на бяло поле c6 · черна пешка на черно поле h6 · черна дама на черно поле e5 · бял топ на бяло поле g4 · бял топ на черно поле g3 · бяла пешка на бяло поле h3 · бяла пешка на бяло поле a2 · бяла пешка на черно поле b2 · черен топ на бяло поле e2 · бяла пешка на черно поле f2 · бяла пешка на бяло поле g2 · бял цар на черно поле g1 | черен цар на черно поле h8 · черна пешка на бяло поле b7 · черен топ на черно поле e7 · бяла дама на бяло поле f7 · черна пешка на черно поле g7 · черна пешка на бяло поле a6 · черна пешка на бяло поле c6 · черна пешка на черно поле h6 · черна дама на черно поле e5 · бял топ на бяло поле g4 · бял топ на черно поле g3 · бяла пешка на бяло поле h3 · бяла пешка на бяло поле a2 · бяла пешка на черно поле b2 · черен топ на бяло поле e2 · бяла пешка на черно поле f2 · бяла пешка на бяло поле g2 · бял цар на черно поле g1 | черен цар на черно поле h8 · черна пешка на бяло поле b7 · черен топ на черно поле e7 · бяла дама на бяло поле f7 · черна пешка на черно поле g7 · черна пешка на бяло поле a6 · черна пешка на бяло поле c6 · черна пешка на черно поле h6 · черна дама на черно поле e5 · бял топ на бяло поле g4 · бял топ на черно поле g3 · бяла пешка на бяло поле h3 · бяла пешка на бяло поле a2 · бяла пешка на черно поле b2 · черен топ на бяло поле e2 · бяла пешка на черно поле f2 · бяла пешка на бяло поле g2 · бял цар на черно поле g1 | черен цар на черно поле h8 · черна пешка на бяло поле b7 · черен топ на черно поле e7 · бяла дама на бяло поле f7 · черна пешка на черно поле g7 · черна пешка на бяло поле a6 · черна пешка на бяло поле c6 · черна пешка на черно поле h6 · черна дама на черно поле e5 · бял топ на бяло поле g4 · бял топ на черно поле g3 · бяла пешка на бяло поле h3 · бяла пешка на бяло поле a2 · бяла пешка на черно поле b2 · черен топ на бяло поле e2 · бяла пешка на черно поле f2 · бяла пешка на бяло поле g2 · бял цар на черно поле g1 | черен цар на черно поле h8 · черна пешка на бяло поле b7 · черен топ на черно поле e7 · бяла дама на бяло поле f7 · черна пешка на черно поле g7 · черна пешка на бяло поле a6 · черна пешка на бяло поле c6 · черна пешка на черно поле h6 · черна дама на черно поле e5 · бял топ на бяло поле g4 · бял топ на черно поле g3 · бяла пешка на бяло поле h3 · бяла пешка на бяло поле a2 · бяла пешка на черно поле b2 · черен топ на бяло поле e2 · бяла пешка на черно поле f2 · бяла пешка на бяло поле g2 · бял цар на черно поле g1 | черен цар на черно поле h8 · черна пешка на бяло поле b7 · черен топ на черно поле e7 · бяла дама на бяло поле f7 · черна пешка на черно поле g7 · черна пешка на бяло поле a6 · черна пешка на бяло поле c6 · черна пешка на черно поле h6 · черна дама на черно поле e5 · бял топ на бяло поле g4 · бял топ на черно поле g3 · бяла пешка на бяло поле h3 · бяла пешка на бяло поле a2 · бяла пешка на черно поле b2 · черен топ на бяло поле e2 · бяла пешка на черно поле f2 · бяла пешка на бяло поле g2 · бял цар на черно поле g1 | черен цар на черно поле h8 · черна пешка на бяло поле b7 · черен топ на черно поле e7 · бяла дама на бяло поле f7 · черна пешка на черно поле g7 · черна пешка на бяло поле a6 · черна пешка на бяло поле c6 · черна пешка на черно поле h6 · черна дама на черно поле e5 · бял топ на бяло поле g4 · бял топ на черно поле g3 · бяла пешка на бяло поле h3 · бяла пешка на бяло поле a2 · бяла пешка на черно поле b2 · черен топ на бяло поле e2 · бяла пешка на черно поле f2 · бяла пешка на бяло поле g2 · бял цар на черно поле g1 | 2 |
| 1 | черен цар на черно поле h8 · черна пешка на бяло поле b7 · черен топ на черно поле e7 · бяла дама на бяло поле f7 · черна пешка на черно поле g7 · черна пешка на бяло поле a6 · черна пешка на бяло поле c6 · черна пешка на черно поле h6 · черна дама на черно поле e5 · бял топ на бяло поле g4 · бял топ на черно поле g3 · бяла пешка на бяло поле h3 · бяла пешка на бяло поле a2 · бяла пешка на черно поле b2 · черен топ на бяло поле e2 · бяла пешка на черно поле f2 · бяла пешка на бяло поле g2 · бял цар на черно поле g1 | черен цар на черно поле h8 · черна пешка на бяло поле b7 · черен топ на черно поле e7 · бяла дама на бяло поле f7 · черна пешка на черно поле g7 · черна пешка на бяло поле a6 · черна пешка на бяло поле c6 · черна пешка на черно поле h6 · черна дама на черно поле e5 · бял топ на бяло поле g4 · бял топ на черно поле g3 · бяла пешка на бяло поле h3 · бяла пешка на бяло поле a2 · бяла пешка на черно поле b2 · черен топ на бяло поле e2 · бяла пешка на черно поле f2 · бяла пешка на бяло поле g2 · бял цар на черно поле g1 | черен цар на черно поле h8 · черна пешка на бяло поле b7 · черен топ на черно поле e7 · бяла дама на бяло поле f7 · черна пешка на черно поле g7 · черна пешка на бяло поле a6 · черна пешка на бяло поле c6 · черна пешка на черно поле h6 · черна дама на черно поле e5 · бял топ на бяло поле g4 · бял топ на черно поле g3 · бяла пешка на бяло поле h3 · бяла пешка на бяло поле a2 · бяла пешка на черно поле b2 · черен топ на бяло поле e2 · бяла пешка на черно поле f2 · бяла пешка на бяло поле g2 · бял цар на черно поле g1 | черен цар на черно поле h8 · черна пешка на бяло поле b7 · черен топ на черно поле e7 · бяла дама на бяло поле f7 · черна пешка на черно поле g7 · черна пешка на бяло поле a6 · черна пешка на бяло поле c6 · черна пешка на черно поле h6 · черна дама на черно поле e5 · бял топ на бяло поле g4 · бял топ на черно поле g3 · бяла пешка на бяло поле h3 · бяла пешка на бяло поле a2 · бяла пешка на черно поле b2 · черен топ на бяло поле e2 · бяла пешка на черно поле f2 · бяла пешка на бяло поле g2 · бял цар на черно поле g1 | черен цар на черно поле h8 · черна пешка на бяло поле b7 · черен топ на черно поле e7 · бяла дама на бяло поле f7 · черна пешка на черно поле g7 · черна пешка на бяло поле a6 · черна пешка на бяло поле c6 · черна пешка на черно поле h6 · черна дама на черно поле e5 · бял топ на бяло поле g4 · бял топ на черно поле g3 · бяла пешка на бяло поле h3 · бяла пешка на бяло поле a2 · бяла пешка на черно поле b2 · черен топ на бяло поле e2 · бяла пешка на черно поле f2 · бяла пешка на бяло поле g2 · бял цар на черно поле g1 | черен цар на черно поле h8 · черна пешка на бяло поле b7 · черен топ на черно поле e7 · бяла дама на бяло поле f7 · черна пешка на черно поле g7 · черна пешка на бяло поле a6 · черна пешка на бяло поле c6 · черна пешка на черно поле h6 · черна дама на черно поле e5 · бял топ на бяло поле g4 · бял топ на черно поле g3 · бяла пешка на бяло поле h3 · бяла пешка на бяло поле a2 · бяла пешка на черно поле b2 · черен топ на бяло поле e2 · бяла пешка на черно поле f2 · бяла пешка на бяло поле g2 · бял цар на черно поле g1 | черен цар на черно поле h8 · черна пешка на бяло поле b7 · черен топ на черно поле e7 · бяла дама на бяло поле f7 · черна пешка на черно поле g7 · черна пешка на бяло поле a6 · черна пешка на бяло поле c6 · черна пешка на черно поле h6 · черна дама на черно поле e5 · бял топ на бяло поле g4 · бял топ на черно поле g3 · бяла пешка на бяло поле h3 · бяла пешка на бяло поле a2 · бяла пешка на черно поле b2 · черен топ на бяло поле e2 · бяла пешка на черно поле f2 · бяла пешка на бяло поле g2 · бял цар на черно поле g1 | черен цар на черно поле h8 · черна пешка на бяло поле b7 · черен топ на черно поле e7 · бяла дама на бяло поле f7 · черна пешка на черно поле g7 · черна пешка на бяло поле a6 · черна пешка на бяло поле c6 · черна пешка на черно поле h6 · черна дама на черно поле e5 · бял топ на бяло поле g4 · бял топ на черно поле g3 · бяла пешка на бяло поле h3 · бяла пешка на бяло поле a2 · бяла пешка на черно поле b2 · черен топ на бяло поле e2 · бяла пешка на черно поле f2 · бяла пешка на бяло поле g2 · бял цар на черно поле g1 | 1 |
|   | a | b | c | d | e | f | g | h |   |

В партията Виталий Бернадски (Украйна, ЕЛО 2530) – Видит Гуджрати (Индия, ЕЛО 2720) от Световното първенство по ускорен шах в Казахстан на 2 август 2024 г. се получава сходна позиция с Оръдието на Алехин (диаграма 4). Черните фигури са на една линия, белите топове атакуват полето h7 по вертикал, а бялата дама – по хоризонтал. Вместо да го защити чрез хода Те8-g8, Гуджрати избира да запази Оръдието на Алехин и играе 32. ... Те8-е7??. С тази решаваща грешка освобождава осмата линия и губи партията.
33. Дf8+ Цh7 34. Тg6! 
Заплашва 35. Т:h6+ g:h6 36. Дg8# или 35. ... Ц:h6 36. Дh8#.
 Спасението от мата е принудителна жертва на черната дама за топ:

I. 35. ... Д:с3 36. f:с3 или 35. ... Дf6 36. T:f6 – 1:0

II. 35. ... Дh5/e3/е6 36. Т:g7+ Т:g7 37. Д:g7#

III. 35. ... Te8 (Те6) 36. T:g7+ Д:g7 37. Д:g7#.

Затова черните играят 34. ... Те1+ Цh2 и се предават. 

## В популярната култура
Видеоиграта Alekhine's Gun или „Смърт на шпионите 2“ е кръстена на тази шахматна формация.